# Paris
Paris (pronunțat în francezăⓘ) este capitala și cel mai mare oraș din Franța. Orașul este traversat de fluviul Sena, în nordul Franței, în mijlocul regiunii Île-de-France (cunoscută și ca regiunea Paris). Orașul în limitele sale administrative (cele 20 de arondismente) este în mare parte neschimbat din anul 1860, având o populație estimată oficială de 2.102.650 de locuitori la 1 ianuarie 2023, iar zona metropolitană Paris are o populație estimată oficial de 12.271.794 de locuitori la 1 ianuarie 2023, sau aproximativ 19% din populația Franței. Este una dintre cele mai populate zone metropolitane din Europa. Parisul a fost unul dintre cele mai mari orașe ale lumii occidentale pentru aproape 1000 de ani, înainte de secolul al XIX-lea și cel mai mare oraș din lume între secolele XVI-XIX. Începând cu secolul al XVII-lea, Parisul a fost unul dintre cele mai importante centre ale lumii de finanțe, diplomație, comerț, modă, gastronomie și știință. Pentru rolul său principal în arte și științe, precum și pentru sistemul său timpuriu extins de iluminat stradal, în secolul al XIX-lea, a devenit cunoscut sub numele de „Orașul Luminii”. Ca Londra, înainte de cel de-al Doilea Război Mondial, a fost numită uneori și capitala lumii.
Parisul este astăzi unul dintre cele mai mari centre economice și culturale din lume, iar influența sa politică, educativă, divertisment, mass-media, modă, știință și arte contribuie la considerarea sa drept unul dintre cele mai importante orașe din lume. Acesta găzduiește sediul mai multor organizații internaționale, cum ar fi mai multe organizații ale Națiunilor Unite, UNESCO, Organizația pentru Cooperare și Dezvoltare Economică, Camera Internațională de Comerț, Biroul Internațional de Greutăți și Măsuri, informalul Club Paris, Agenția Internațională pentru Energie, Federația Internațională pentru Drepturile Omului, împreună cu organisme europene precum Agenția Spațială Europeană, Autoritatea Bancară Europeană sau Autoritatea Europeană pentru Valori Mobiliare și Piețe. Parisul este considerat unul dintre cele mai verzi și mai locuibile orașe din Europa. De asemenea este unul dintre cele mai scumpe..
Paris și regiunea Paris, cu 739 de miliarde de euro (743 de miliarde de dolari) în 2019, (cel mai mare PIB al unei regiuni din Europa), produceau mai mult de un sfert din produsul intern brut al Franței în 2009. Conform estimărilor pentru 2008, aglomerația din Paris era cea mai mare din Europa sau al doilea cel mai mare pol economic urban european și al șaselea ca mărime din lume. Regiunea Paris are cea mai mare concentrație de studenți (în învățământul superior) din Uniunea Europeană, este prima în Europa în ceea ce privește capacitatea de cercetare și dezvoltare  și este considerată una dintre cele mai bune regiuni din lume pentru inovație. Cu aproximativ 17 milioane de turiști străini anual, Paris este cel mai vizitat oraș din lume. Parisul și regiunea sa conțin 3.800 de monumente istorice și patru Locuri din Patrimoniul Mondial UNESCO.
Parisul este un important centru feroviar, de autostrăzi și de transport aerian deservit de două aeroporturi internaționale: Aeroportul Charles de Gaulle (al doilea cel mai aglomerat aeroport din Europa) și Aeroportul Orly. Deschis în 1900, sistemul de metrou al orașului, Metroul din Paris, deservește zilnic 5,23 milioane de pasageri; este al doilea cel mai aglomerat sistem de metrou din Europa după metroul din Moscova. Gare du Nord este a 24-a cea mai aglomerată gară din lume și cea mai aglomerată din afara Japoniei, cu 262 de milioane de pasageri în 2015. Parisul este cunoscut în special pentru muzeele și reperele sale arhitecturale: Luvru a primit 7,8 milioane de vizitatori în 2022, păstrându-și renumele de cel mai vizitat muzeu de artă din lume. Musée d'Orsay, Musée Marmottan Monet și Musée de l'Orangerie sunt remarcate pentru colecțiile lor de artă impresionistă franceză.  Musée National d'Art Moderne al Centrului Pompidou are cea mai mare colecție de artă modernă și contemporană din Europa, împreună cu Muzeul Rodin și Muzeul Picasso. Cartierul istoric de-a lungul Senei din centrul orașului a fost clasificat ca sit al Patrimoniului Mondial UNESCO din 1991; iar reperele populare de acolo includ Catedrala Notre Dame de Paris de pe Île de la Cité, în prezent închisă pentru renovare după incendiul din 15 aprilie 2019. Alte obiective turistice populare includ capela regală gotică Sainte-Chapelle, tot pe Île de la Cité; Turnul Eiffel, construit pentru Expoziția Universală de la Paris din 1889; Grand Palais și Petit Palais, construite pentru Expoziția Universală de la Paris din 1900; Arcul de Triumf de pe Champs-Élysées și dealul Montmartre cu istoria sa artistică și Bazilica Sacré-Coeur.

Clubul de fotbal Paris Saint-Germain și clubul de rugby Stade Français au sediul la Paris. Stade de France, cu 80.000 de locuri, construit pentru Cupa Mondială FIFA 1998, este situat chiar la nord de Paris, în comuna vecină Saint-Denis. Parisul găzduiește turneul anual de tenis de Grand Slam al French Open pe zgura roșie de la Roland Garros. Orașul a găzduit Jocurile Olimpice de Vară în 1900, 1924 și 2024. Cupele Mondiale FIFA din 1938 și 1998, Cupele Mondiale de Rugby din 2007 și din 2023, dar și Campionatele Europene UEFA din 1960, 1984 și 2016 au fost de asemenea organizate în acest oraș. În fiecare iulie, cursa de ciclism din Turul Franței se termină pe Avenue des Champs-Élysées din Paris.

## Etimologie
Numele Paris derivă de la primii săi locuitori, tribul galic cunoscut ca Parisii. Orașul era denumit Lutetia (mai complet, Lutetia Parisiorum, „Lutetia Parisii-lor”), în perioada romană între secolul I și al VI-lea, dar în timpul domniei lui Iulian Apostatul (360-363) numele orașului a fost schimbat în Paris.
Se crede că numele provine de la numele tribului Parisii, un trib galic din epoca fierului și perioada romană, care provine din cuvântul galic parisio care înseamnă „oameni muncitori” sau „meșteșugari”.
Parisul are multe porecle, cea mai cunoscută fiind „La Ville-Lumière („Orașul Luminilor”), nume care se datorează în primul rând faimei orașului pentru faptul că era un centru de educație și al ideilor în epoca iluminismului și mai târziu datorită adoptării iluminatului stradal, deoarece Parisul a fost unul dintre primele orașe mari europene care au folosit iluminatul stradal cu gaz la scară mare pe bulevardele și monumentele sale. Luminile cu gaz erau instalate pe Place du Carrousel, Rue de Rivoli și Place Vendome în 1829. Până în 1857, toate bulevardele Mari au fost iluminate. Până în anii 1860, bulevardele și străzile Parisului erau iluminate de 56.000 de lămpi cu gaz. De la mijlocul secolului al XIX-lea Parisul este cunoscut sub numele de Paname, în argoul parizian, datorită pălăriilor Panama purtate popular în capitală la începutul secolului al XX-lea. Cântărețul Renaud a popularizat termenul în rândul generațiilor tinere în albumul din 1976 Amoureux de Paname („Îndrăgostit de Paname”).
Locuitorii Parisului sunt cunoscuți în limba română ca „parizieni” și în limba franceză ca Parisiens ([paʁizjɛ̃] ⓘ). Parizienii sunt adesea numiți peiorativ Parigots ([paʁiɡo] ⓘ), un termen folosit pentru prima dată în anul 1900, de către cei care trăiau în afara regiunii Paris.

## Istorie

### Origini

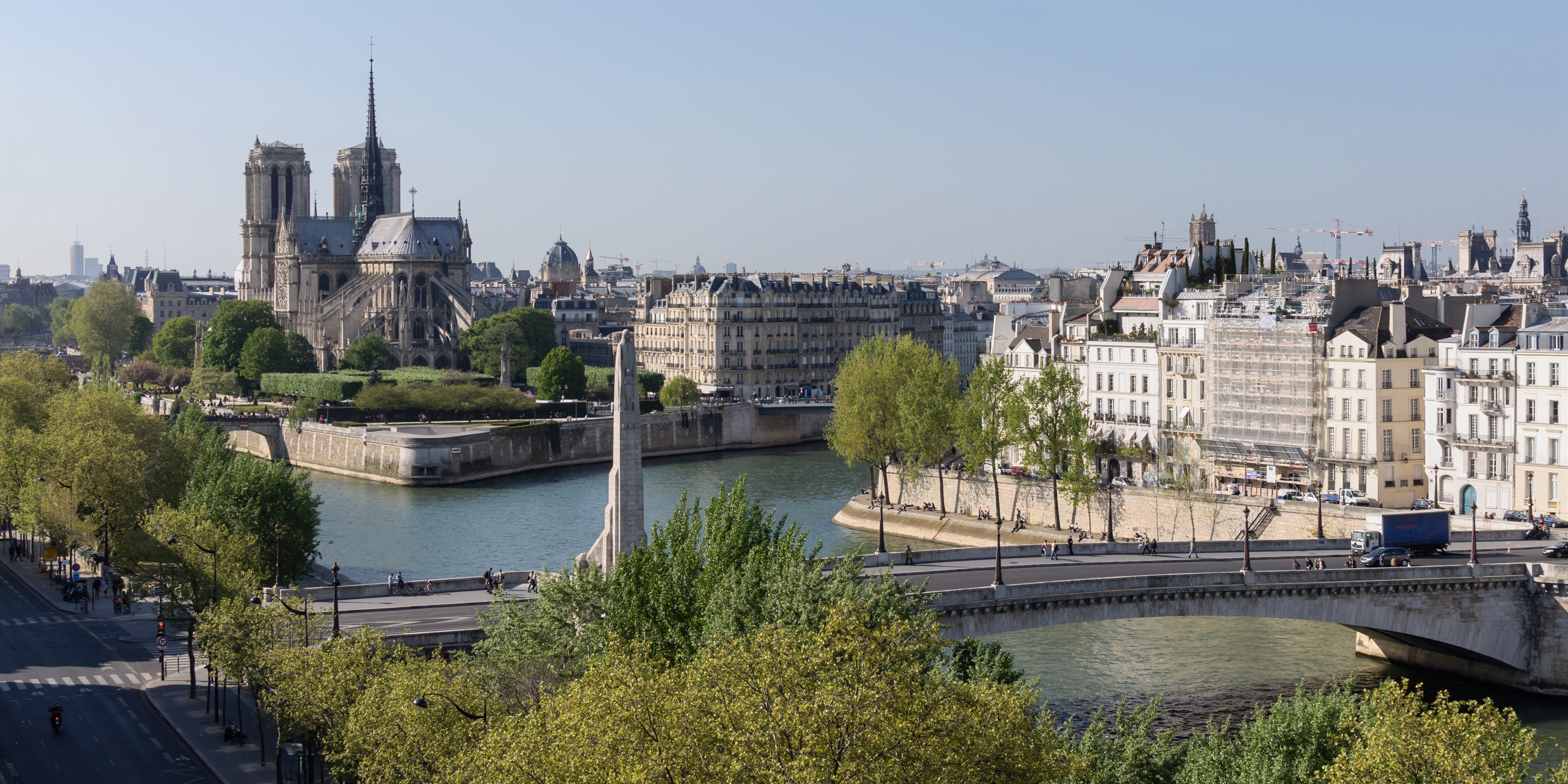
Île de la Cité și Île Saint-Louis

Nucleul istoric al Parisului este Île de la Cité, o insulă mică locuită în antichitate de tribul parisiilor (parisii în latină), un sub-trib al celticilor Senones, care au locuit în zona Parisului de pe la mijlocul secolului al III-lea î.Hr.  și care întemeiaseră în zonă un mic sat de pescari. Una dintre principalele rute comerciale de nord-sud ale zonei a traversat Sena pe île de la Cité; acest loc de intersecție al rutelor comerciale terestre și pe apă a devenit treptat un important centru comercial. Parisii făceau comerț cu multe orașe fluviale (unele chiar departe, în Peninsula Iberică) și își băteau propriile monede în acest scop.

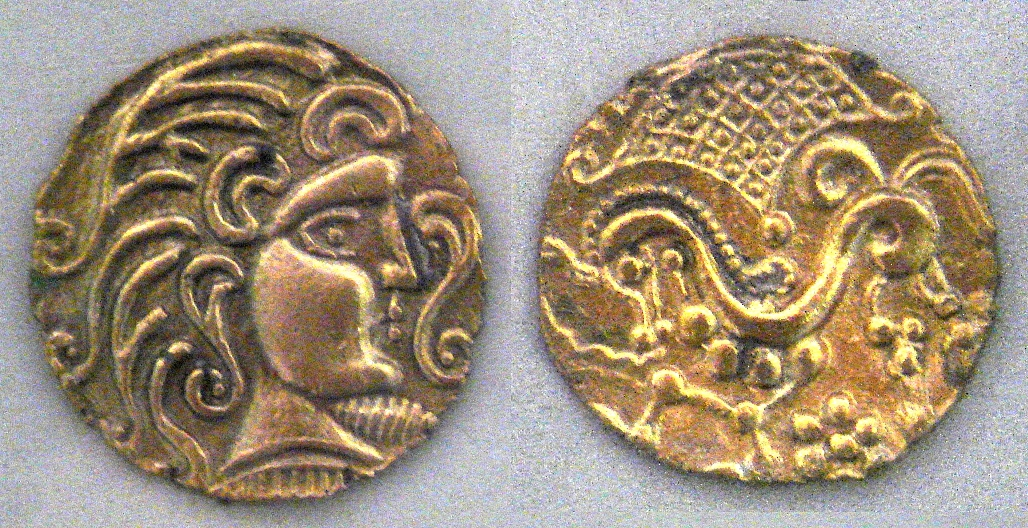
Monede de aur bătute de Parisii (secolele V-I î.Hr.)

Astăzi cea mai mare parte din insulă este ocupată de impresionantul Palais de Justice și de catedrala Notre-Dame de Paris. Insula este conectată cu sora sa mai mică, Île Saint-Louis, care este ocupată de edificii construite în secolul XVII și XVIII. Caracteristicile majore ale Parisului sunt cheiurile străjuite de copaci de-a lungul Senei - în special malul stâng cu vânzătorii ambulanți de cărți (faimoșii buchiniști), podurile istorice care traversează Sena, celebrele bulevarde precum Champs-Élysées precum și numeroase alte clădiri și monumente reprezentative, dintre care multe sunt înscrise în Patrimoniul Umanității stabilit de UNESCO.
Parisul a fost ocupat de tribul galic până când au ajuns aici romanii în 52 î.Hr.. Invadatorii se refereau la ocupanții anteriori ai orașului ca parisii, însă au numit orașul Lutetia, care înseamnă „loc mlăștinos”, „loc argilos” (din lutum, „lut”). Aproximativ cincizeci de ani mai târziu orașul s-a extins și pe malul stâng al Senei, în actualul cartier latin, și a fost numit "Paris" și a ajuns prosper, cu forum, băi, temple, teatre și un amfiteatru.
Până la sfârșitul Imperiului Roman de Apus, orașul era cunoscut sub numele de Parisius, un nume latin care mai târziu va deveni Paris în franceză. Creștinismul a fost introdus la mijlocul secolului al III-lea d.Hr. de Sfântul Denis, primul episcop al Parisului: potrivit legendei, când acesta a refuzat să renunțe la credință în fața ocupanților romani, a fost decapitat pe dealul care a devenit cunoscut sub numele de Mons Martyrum (în latină „Dealul Martirilor”) și mai târziu „Montmartre”, deal de unde a mers fără cap spre nordul orașului; locul unde a căzut și a fost înmormântat a devenit un important altar religios, Bazilica Saint-Denis, unde sunt îngropați mulți regi francezi.
Ocupația romană s-a încheiat în 508, când Clovis I a făcut orașul capitala dinastiei Meroviengienilor a francilor. Invaziile vikingilor din secolul IX au obligat parizienii să construiască o fortăreață pe Île de la Cité. În cursul uneia dintre invazii, Parisul a fost cucerit de către vikingi, sub conducerea lui Ragnar Lodbrok, care a primit o recompensă uriașă pentru a pleca pe 27 martie 845. Slăbiciunea ultimilor regi Carolingieni a dus la creșterea puterii conților Parisului. Odo, Conte de Paris a fost ales ca rege al Franței, mai precis al Franciei de Vest de către lorzii feudali pentru rolul său în apărarea din cadrul asediul Parisului (885–886), în timp ce Carol al III-lea avea pretenții la tron. Un secol mai târziu, în 987, Hugo Capet, conte de Paris, a fost ales de lorzii feudali ca rege al Franciei Occidentale unificate după moartea ultimului urmaș carolingian, inițiând dinastia Capețiană. Astfel, Parisul a devenit treptat cel mai mare și mai prosper oraș din Franța.

### În timpul Evului Mediu clasic și târziu până la Ludovic al XIV-lea
Până la sfârșitul secolului al XII-lea, Parisul devenise capitala politică, economică, religioasă și culturală a Franței. Palais de la Cité, reședința regală, se afla la capătul vestic al Île de la Cité. În 1163, în timpul domniei lui Ludovic al VII-lea, Maurice de Sully, episcopul Parisului, a inițiat construcția Catedralei Notre-Dame la extremitatea sa estică.
După ce terenul mlăștinos dintre râul Sena și brațul său mai lent, "brațul mort", din nord a fost umplut începând cu secolul al X-lea, centrul cultural al Parisului a început să se mute pe malul drept. În 1137, o nouă piață a orașului (actualul Les Halles) a înlocuit cele două piețe mai mici de pe Île de la Cité și Place de Grève (Place de l'Hôtel de Ville). Aceasta din urmă găzduia sediul corporației comerciale fluviale a Parisului, o organizație care a devenit ulterior, neoficial (deși oficial în anii următori), primul guvern municipal al Parisului.
La sfârșitul secolului al XII-lea, Filip August a extins fortăreața Louvre pentru a apăra orașul împotriva invaziilor pe râu din vest, a dotat orașul cu primele sale ziduri între 1190 și 1215, a reconstruit podurile de pe ambele părți ale insulei sale centrale și a pavat principalele artere. În 1190, el a transformat vechea școală catedrală a Parisului într-o corporație de studenți și profesori care avea să devină Universitatea din Paris și care urma să atragă studenți din întreaga Europă.

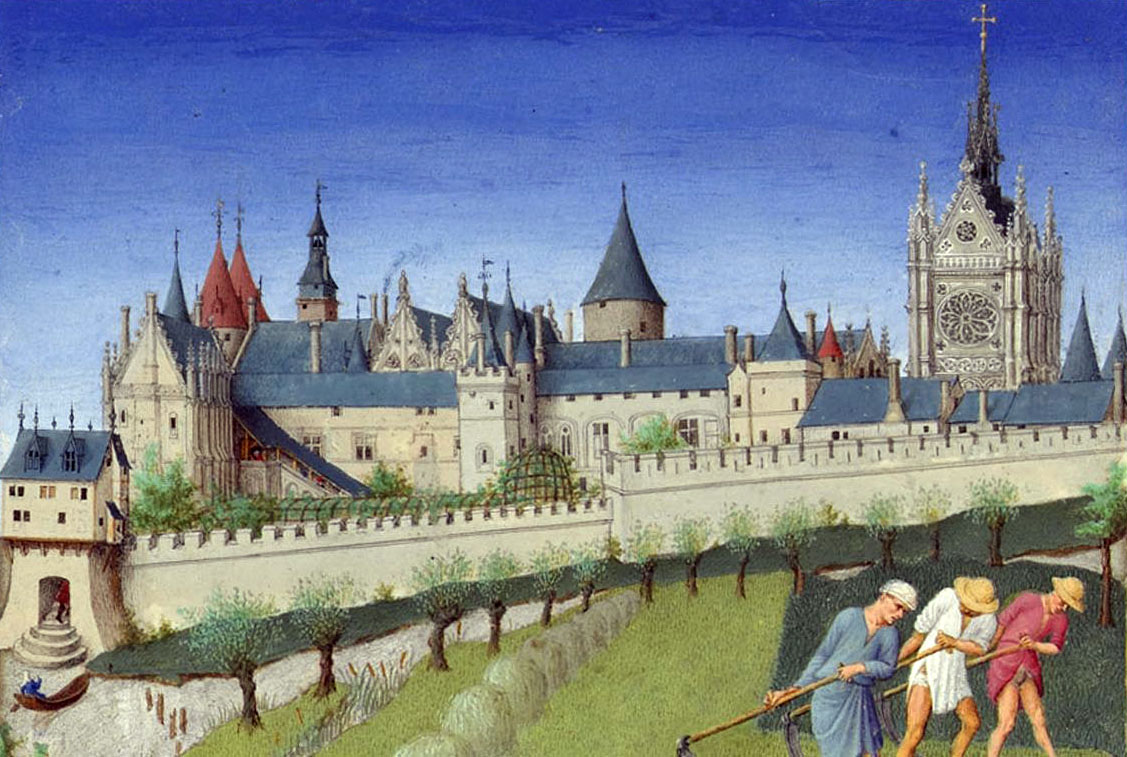
Palais de la Cité și Sainte-Chapelle, privite de pe malul stâng, din Très Riches Heures du duc de Berry (luna iunie) (1410).

Cu 200.000 de locuitori în 1328, Parisul, deja capitala Franței, era cel mai populat oraș din Europa. Prin comparație, Londra avea 80.000 de locuitori în 1300. Până la începutul secolului al XIV-lea, atât de multe gunoaie se adunaseră în orașele europene încât orașele franceze și italiene numeau străzile după deșeurile umane.
În timpul Războiului de O Sută de Ani, Parisul a fost ocupat de forțele burgunde aliate cu englezii din 1418, înainte de a fi ocupat în întregime de englezi când Henric al V-lea al Angliei a intrat în capitala Franței în 1420; în ciuda unui efort din 1429 al Ioanei d'Arc de a elibera orașul, acesta a rămas sub ocupație engleză până în 1436.
În războaiele religioase franceze de la sfârșitul secolului al XVI-lea, Parisul a fost un bastion al Ligii Catolice, organizatorii masacrului din ziua Sfântului Bartolomeu din 24 august 1572, în care mii de protestanți francezi au fost uciși. Conflictele s-au încheiat când pretendentul la tron, Henric al IV-lea, după ce s-a convertit la catolicism pentru a putea intra în capitală, a intrat în oraș în 1594 pentru a revendica coroana Franței. Acest rege a adus mai multe îmbunătățiri capitalei în timpul domniei sale: a finalizat construcția primului pod neacoperit din Paris, cu trotuare, Pont Neuf, a construit o extensie a Luvrului care îl conecta la Palatul Tuileries și a creat prima piață rezidențială din Paris, Place Royale, acum Place des Vosges. În ciuda eforturilor lui Henric al IV-lea al Franței de a îmbunătăți circulația în oraș, lățimea străzilor din Paris a fost un factor care a contribuit la asasinarea sa în apropiere de piața Les Halles în 1610.

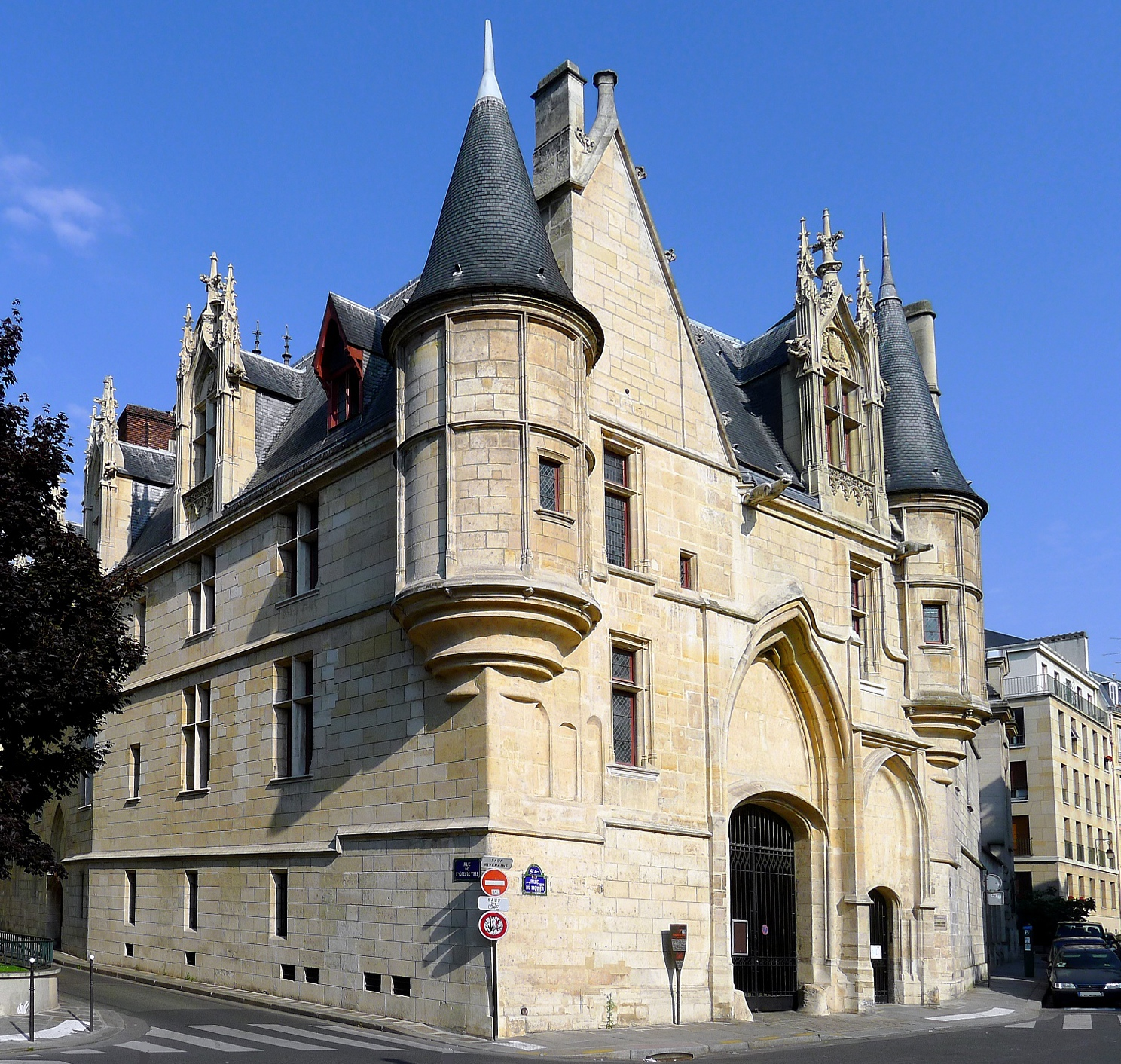
Hôtel de Sens (c. 15-16), fosta reședință a Arhiepiscopului de Sens.

În secolul al XVII-lea, cardinalul Richelieu, prim-ministrul lui Ludovic al XIII-lea, era hotărât să facă din Paris cel mai frumos oraș din Europa. El a construit cinci noi poduri, o nouă capelă pentru Colegiul Sorbona și un palat pentru el, Palais-Cardinal. După moartea lui Richelieu în 1642, clădirea a fost redenumit Palais-Royal.
Din cauza revoltelor pariziene din timpul războiului civil Fronde, Ludovic al XIV-lea și-a mutat curtea la un nou palat, Versailles, în 1682. Deși nu mai era capitala Franței, artele și științele au înflorit în oraș, cu Comédie-Française, Academia de Pictură și Academia Franceză de Științe. Pentru a demonstra că orașul era sigur de atacuri, regele a demolat zidurile orașului și le-a înlocuit cu bulevarde împădurite care aveau să devină Grands Boulevards. Alte realizări notabile ale domniei sale au fost Collège des Quatre-Nations, Place Vendôme, Place des Victoires și Les Invalides.

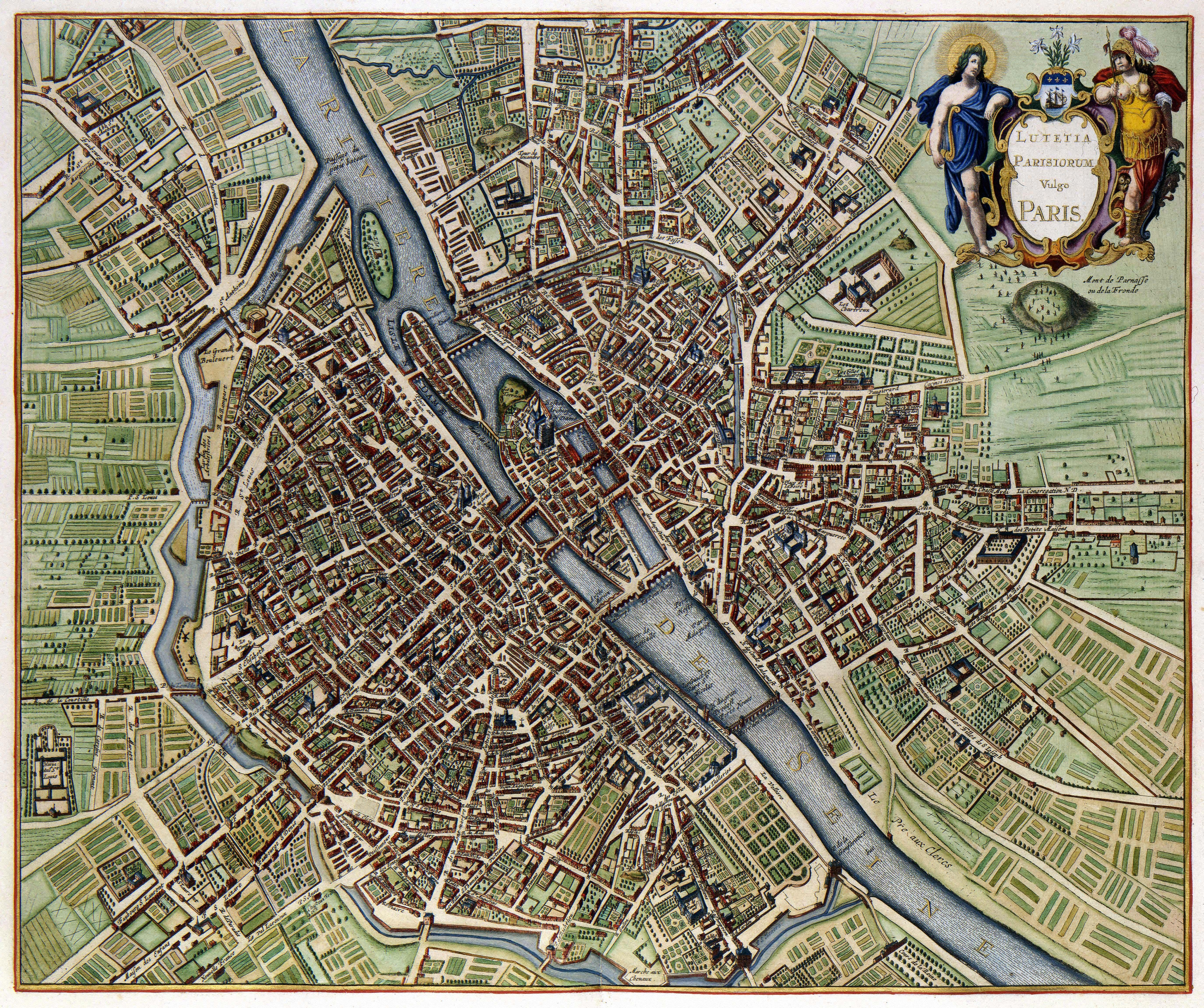
Planul Parisului în anul 1657.

### Secolele XVIII și XIX

Asaltarea Bastiliei la 14 iulie 1789 de Jean-Pierre Houël.

Parisul a crescut în populație de la aproximativ 400.000 locuitori în 1640, la 650.000 locuitori în 1780. Un nou bulevard numit Champs-Élysées a extins orașul spre vest până la Étoile, în timp ce cartierul muncitoresc Faubourg Saint-Antoine, de pe partea estică a orașului, a devenit tot mai aglomerat cu muncitori migranți săraci din alte regiuni ale Franței.
Parisul a fost centrul unei explozii de activitate filosofică și științifică, cunoscută sub numele de Epoca Iluminismului. Diderot și D'Alembert au publicat Enciclopedia lor în anul 1751, înainte ca Frații Montgolfier să lanseze primul zbor cu echipaj uman într-un balon cu aer cald pe 21 noiembrie 1783. Parisul a fost capitala financiară a Europei continentale, precum și principalul centru european pentru publicarea cărților, moda și fabricarea mobilierului de lux și a bunurilor de lux. Pe 22 octombrie 1797, Parisul a fost, de asemenea, locul primei sărituri cu parașuta din istorie, realizată de Garnerin.

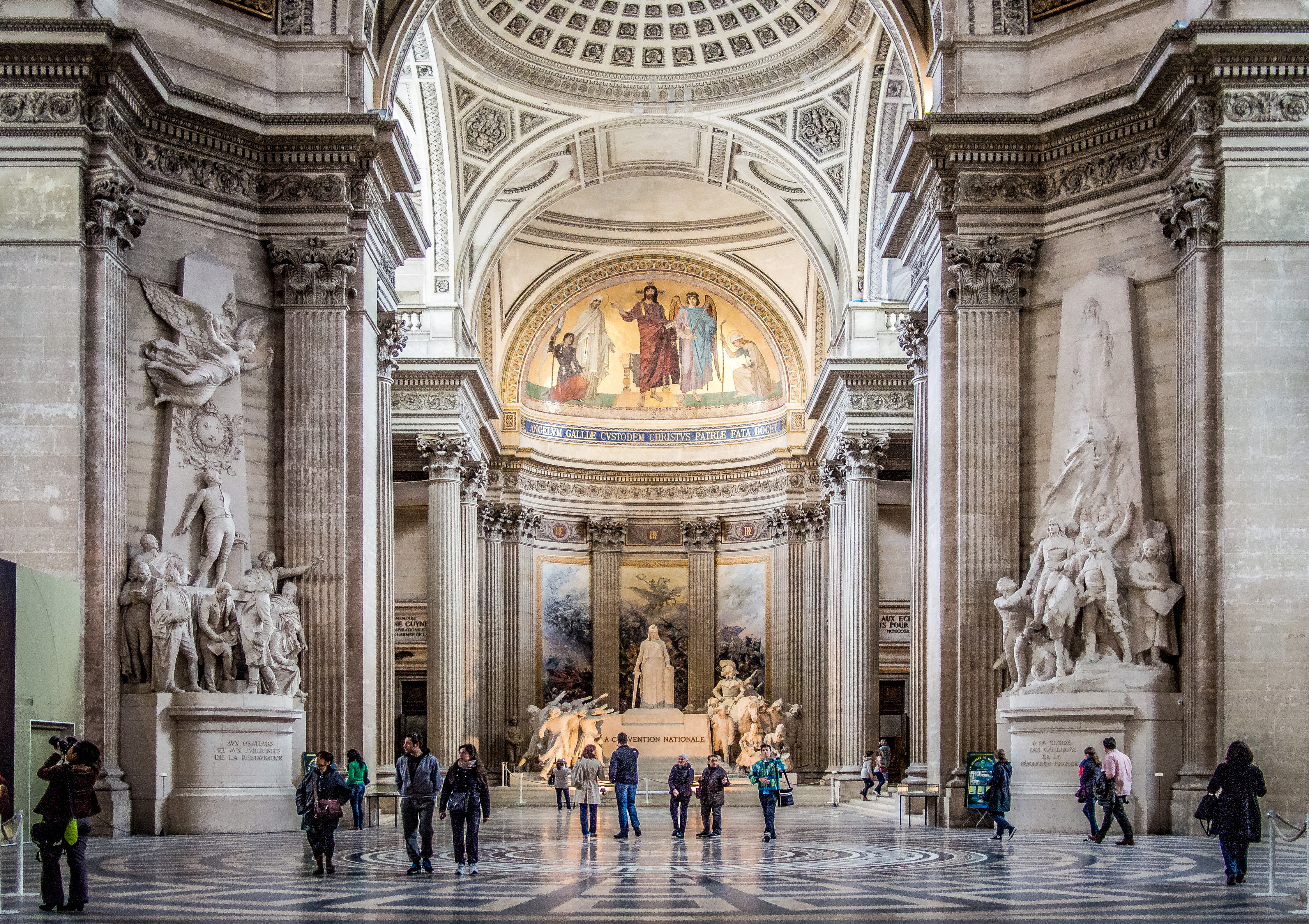
Panthéonul, un reper major pe Rive Gauche, a fost finalizat în 1790.

În vara anului 1789, Parisul a devenit scena principală a Revoluției Franceze. Pe 14 iulie, o mulțime a luat cu asalt arsenalul de la Invalides, obținând mii de arme cu care a atacat Bastilia, un simbol principal al autorității regale. Prima Comună independentă a Parisului, sau consiliul orașului, s-a întrunit în Hôtel de Ville și a ales un primar, astronomul Jean Sylvain Bailly, pe 15 iulie.
Ludovic al XVI-lea și familia regală au fost aduși la Paris și închiși în Palatul Tuileries. În anul 1793, pe măsură ce revoluția devenea din ce în ce mai radicală, regele, regina și primarul au fost decapitați prin ghilotină, alături de peste 16.000 de alte persoane în întreaga Franța. Proprietățile aristocrației și ale bisericii au fost naționalizate, iar bisericile orașului au fost închise, vândute sau demolate. O succesiune de facțiuni revoluționare au condus Parisul până pe 9 noiembrie 1799, când Napoleon Bonaparte a preluat puterea ca Prim Consul.

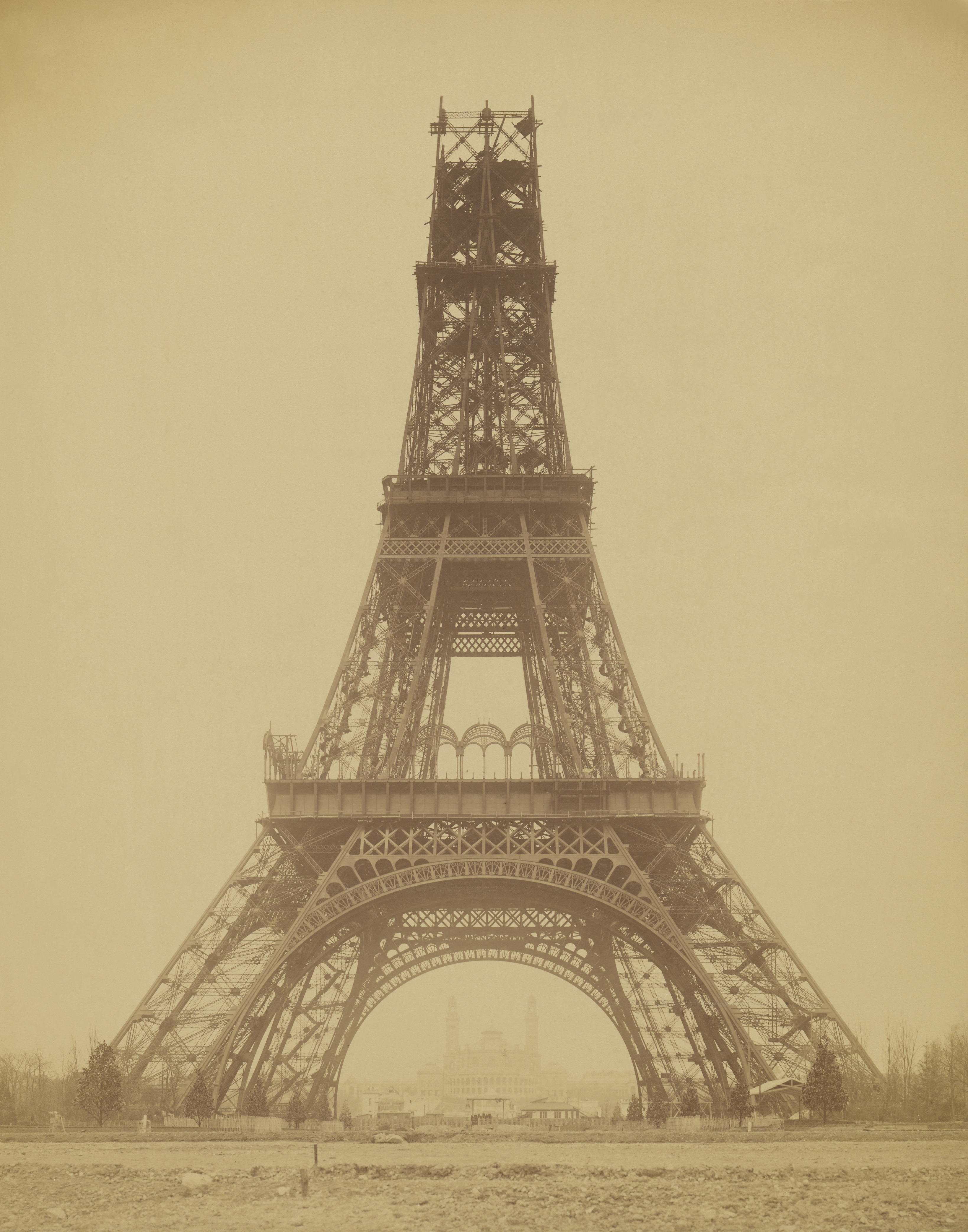
Turnul Eiffel, aflat în construcție în noiembrie 1888.

Populația Parisului a scăzut cu 100.000 locuitori în timpul Revoluției, dar după 1799 a crescut cu 160.000 de noi locuitori, ajungând la 660.000 până în 1815. Napoleon I a înlocuit guvernul ales al Parisului cu un prefect de încredere. A început să ridice monumente în cinstea gloriei militare, inclusiv Arcul de Triumf, și a îmbunătățit infrastructura neglijată a orașului cu noi fântâni.
În timpul Restaurației, podurile și piețele din Paris au primit înapoi numele lor pre-revoluționare; Revoluția din iulie 1830 (comemorată de Coloana din iulie de pe Place de la Bastille) a adus la putere un monarh constituțional, Ludovic-Filip. Prima linie de cale ferată către Paris a fost deschisă în 1837, începând o nouă perioadă de migrație masivă din provincii către oraș. În 1848, Ludovic-Filip a fost răsturnat printr-o revoltă populară pe străzile Parisului. Succesorul său, Napoleon al III-lea, alături de noul prefect al Senei, Georges-Eugène Haussmann, a lansat un proiect imens de lucrări publice pentru construirea unor noi bulevarde largi, unei noi opere, unui market central, noi apeducte, canalizare și parcuri. În 1860, Napoleon al III-lea a anexat orașele înconjurătoare, extinzând Parisul la limitele sale actuale.
În timpul Războiului Franco-Prusac (1870–1871), Parisul a fost asediat de Armata Prusacă. După mai multe luni de blocadă, foamete și apoi bombardament din partea prusacilor, orașul a fost nevoit să se predea pe 28 ianuarie 1871. După ce au preluat puterea în Paris pe 28 martie, un guvern revoluționar cunoscut sub numele de Comuna Parisului a deținut puterea timp de două luni, înainte de a fi reprimat dur de către armata franceză în timpul "Săptămânii Sângeroase" la sfârșitul lunii mai 1871.
La sfârșitul secolului al XIX-lea, Parisul a găzduit două expoziții universale majore: Expoziția Universală din 1889, care a prezentat noul Turn Eiffel, a fost organizată pentru a marca centenarul Revoluției Franceze; și Expoziția Universală din 1900 a oferit Parisului Pont Alexandre III, Grand Palais, Petit Palais și prima linie de metrou din Paris. Parisul a devenit laboratorul naturalismului (Émile Zola) și al simbolismului (Charles Baudelaire și Paul Verlaine), precum și al impresionismului în artă (Courbet, Manet, Monet, Renoir).

### Secolul al XX-lea și secolul al XXI-lea
Până în anul 1901, populația Parisului crescuse la aproximativ 2.715.000 de locuitori. La începutul secolului, artiști din întreaga lume, printre care Pablo Picasso, Modigliani și Henri Matisse, și-au făcut din Paris casa lor. A fost locul de naștere al Fauvismului, Cubismului și artei abstracte, iar autori precum Marcel Proust explora noi abordări în literatură.
În timpul Primului Război Mondial, Parisul s-a aflat uneori pe linia frontului; 600 până la 1.000 de taxiuri pariziene au jucat un rol simbolic mic, dar extrem de important, în transportarea a 6.000 de soldați către linia frontului în Prima Bătălie de la Marne. Orașul a fost, de asemenea, bombardat de zepeline și bombardat de tunuri germane de lungă distanță. În anii de după război, cunoscuți sub numele de Les Années Folles (Anii Nebuni), Parisul a continuat să fie un mecca pentru scriitori, muzicieni și artiști din întreaga lume, printre care Ernest Hemingway, Igor Stravinski, James Joyce, Josephine Baker, Eva Kotchever, Henry Miller, Anaïs Nin, Sidney Bechet și Salvador Dalí.
În anii de după conferința de pace, orașul a fost, de asemenea, gazda unui număr tot mai mare de studenți și activiști din coloniile franceze și alte țări asiatice și africane, care mai târziu au devenit lideri ai țărilor lor, precum Ho Și Min, Zhou Enlai și Léopold Sédar Senghor.

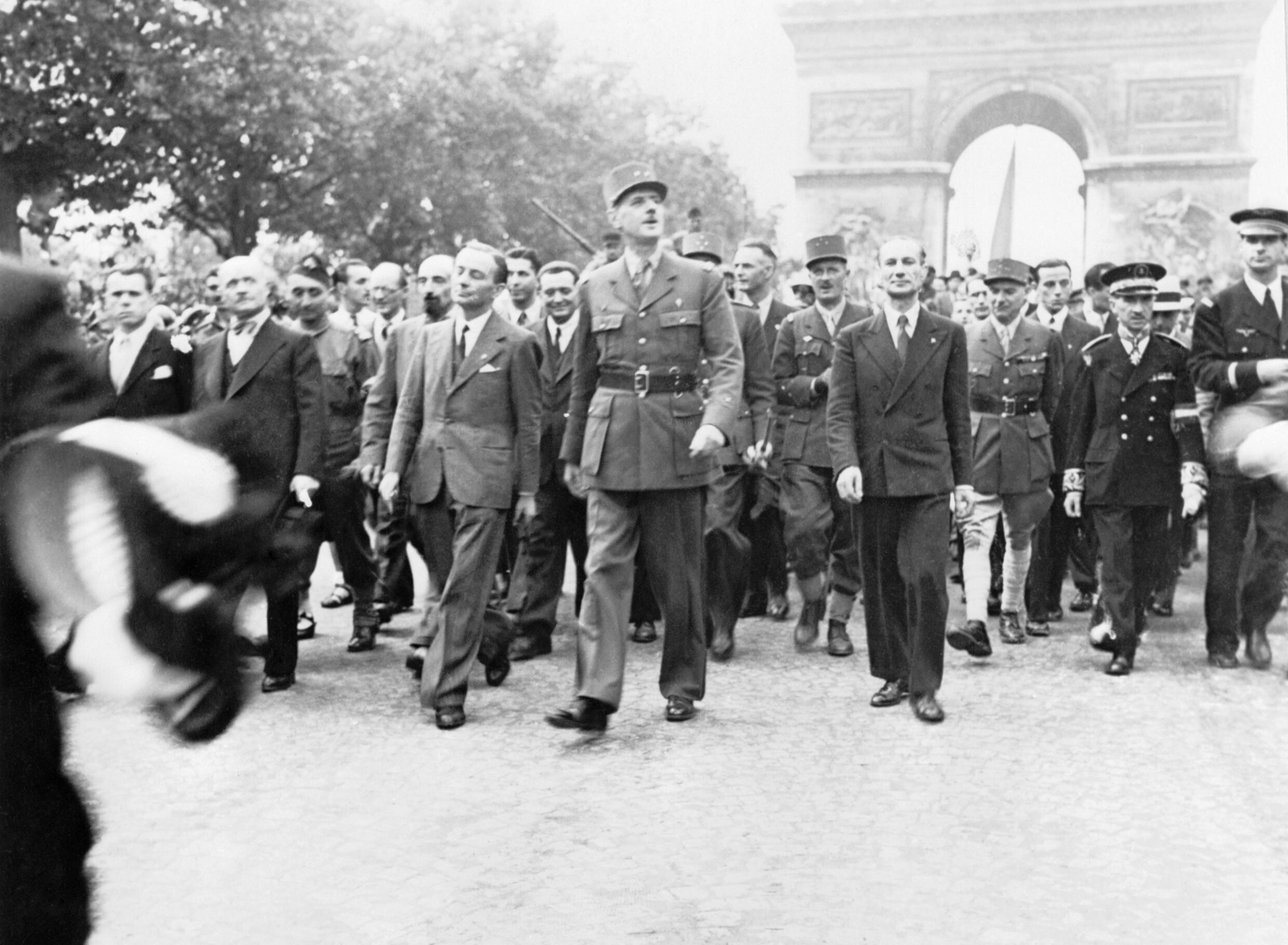
Generalul Charles de Gaulle pe bulevardul Champs-Élysées, sărbătorind eliberarea Parisului, 26 august 1944.

La 14 iunie 1940, armata germană a intrat în Paris, care fusese declarat un "oraș deschis". În 16–17 iulie 1942, urmând ordinele germane, poliția și jandarmii francezi au arestat 12.884 de evrei, inclusiv 4.115 copii, și i-au închis timp de cinci zile la Vel d'Hiv (Vélodrome d'Hiver), de unde au fost transportați cu trenul la lagărul de exterminare de la Auschwitz. Niciunul dintre copii nu s-a mai întors. La 25 august 1944, orașul a fost eliberat de Divizia a 2-a Blindată franceză și Divizia a 4-a de Infanterie a Armatei Statelor Unite. Generalul Charles de Gaulle a condus o mulțime imensă și emoționată pe Champs Élysées către Notre Dame de Paris și a ținut un discurs încurajator de la Hôtel de Ville.
În anii 1950 și 1960, Parisul a devenit unul dintre fronturile Războiului Algerian pentru independență; în august 1961, FLN-ul pro-independență a vizat și a ucis 11 polițiști parizieni, ceea ce a dus la impunerea unei limite de deplasare asupra musulmanilor din Algeria (care, la acea vreme, erau cetățeni francezi). La 17 octombrie 1961, o manifestație neautorizată, dar pașnică, a algerienilor împotriva limitei a condus la confruntări violente între poliție și demonstranți, în care cel puțin 40 de persoane au fost ucise. Organizația anti-independență armată secretă (OAS) a efectuat o serie de atentate cu bombă în Paris pe tot parcursul anilor 1961 și 1962.
În mai 1968, studenții protestatari au ocupat Sorbona și au ridicat baricade în Cartierul Latin. Mii de muncitori calificați parizieni s-au alăturat studenților, iar mișcarea s-a transformat într-o grevă generală de două săptămâni. Susținătorii guvernului au câștigat alegerile din iunie cu o majoritate covârșitoare. Evenimentele din mai 1968 din Franța au condus la dezmembrarea Universității din Paris în 13 campusuri independente. În 1975, Adunarea Națională a schimbat statutul Parisului în același ca al altor orașe franceze și, la 25 martie 1977, Jacques Chirac a devenit primul primar ales al Parisului din 1793. Turnul Maine-Montparnasse, cel mai înalt clădiri din oraș, cu 57 de etaje și înălțimea de 210 m, a fost construit între 1969 și 1973. A fost extrem de controversat și rămâne singura clădire din centrul orașului cu peste 32 de etaje. Populația Parisului a scăzut de la 2.850.000 locuitori în 1954 la un numar 2.152.000 locuitori în 1990, pe măsură ce familiile din clasa de mijloc s-au mutat în suburbiile orașului. O rețea de cale ferată suburbană, RER (Réseau Express Régional), a fost construită pentru a completa Metroul; șoseaua de centură Périphérique, care înconjoară orașul, a fost finalizată în 1973.
Majoritatea președinților postbelici ai celei de-a Cincea Republici au dorit să lase propriile lor monumente în Paris; Președintele Georges Pompidou a inițiat Centre Georges Pompidou (1977), Valéry Giscard d'Estaing a început Musée d'Orsay (1986); Președintele François Mitterrand a construit Opéra Bastille (1985–1989).
La începutul secolului al XXI-lea, populația Parisului a început să crească din nou lent, pe măsură ce tot mai mulți tineri s-au mutat în oraș. A ajuns la 2,25 milioane de locuitori în 2011. În martie 2001, Bertrand Delanoë a devenit primarul socialist. A fost reales în martie 2008. În 2007, într-un efort de a reduce traficul auto, a introdus sistemul Vélib', care închiriază biciclete. Bertrand Delanoë a transformat, de asemenea, o secțiune a autostrăzii de-a lungul malului stâng al Senei într-o promenadă urbană și parc, Promenade des Berges de la Seine, pe care a inaugurat-o în iunie 2013.
În 2007, președintele Nicolas Sarkozy a lansat proiectul Grand Paris, pentru a integra Parisul mai strâns cu orașele din regiunea înconjurătoare. După multe modificări, noua zonă, numită Metropola Grand Paris, cu o populație de 6,7 milioane, a fost creată la 1 ianuarie 2016. În 2011, Municipiul Paris și guvernul național au aprobat planurile pentru Grand Paris Express, care are în vedere 205 km de linii de metrou automate pentru a conecta Parisul, cele trei departamente cele mai interioare din jurul Parisului, aeroporturile și stațiile de tren de mare viteză (TGV), la un cost estimat de 35 miliarde de euro. Sistemul urmează să fie finalizat până în 2030.
În ianuarie 2015, Al-Qaida din Peninsula Arabică a revendicat atacuri în întreaga regiune pariziană. 1,5 milioane de oameni au defilat în Paris într-un gest de solidaritate împotriva terorismului și în sprijinul libertății de exprimare. În noiembrie același an, atacuri teroriste, revendicate de ISIL, au ucis 130 de persoane și au rănit mai mult de 350.
La 22 aprilie 2016, Acordul de la Paris a fost semnat de 196 de națiuni ale Convenției Cadru a Națiunilor Unite privind Schimbările Climatice, în scopul de a limita efectele schimbărilor climatice la sub 2 °C.

### Populație istorică
- 1801:543.000
- 1831: 714.000
- 1851: 1.053.000
- 1881: 2.240.000
- 1901: 2.661.000
- 1926: 2.871.000
- 1968: 2.590.771
- 2007: 2.193.031[73]

| Paris: evoluția demografică între 1801 and 1926 |           |           |           |
| 1801                                            | 1851      | 1881      | 1926      |
| 547 800                                         | 1 053 000 | 2 240 000 | 2 871 000 |

## Geografie

### Locație

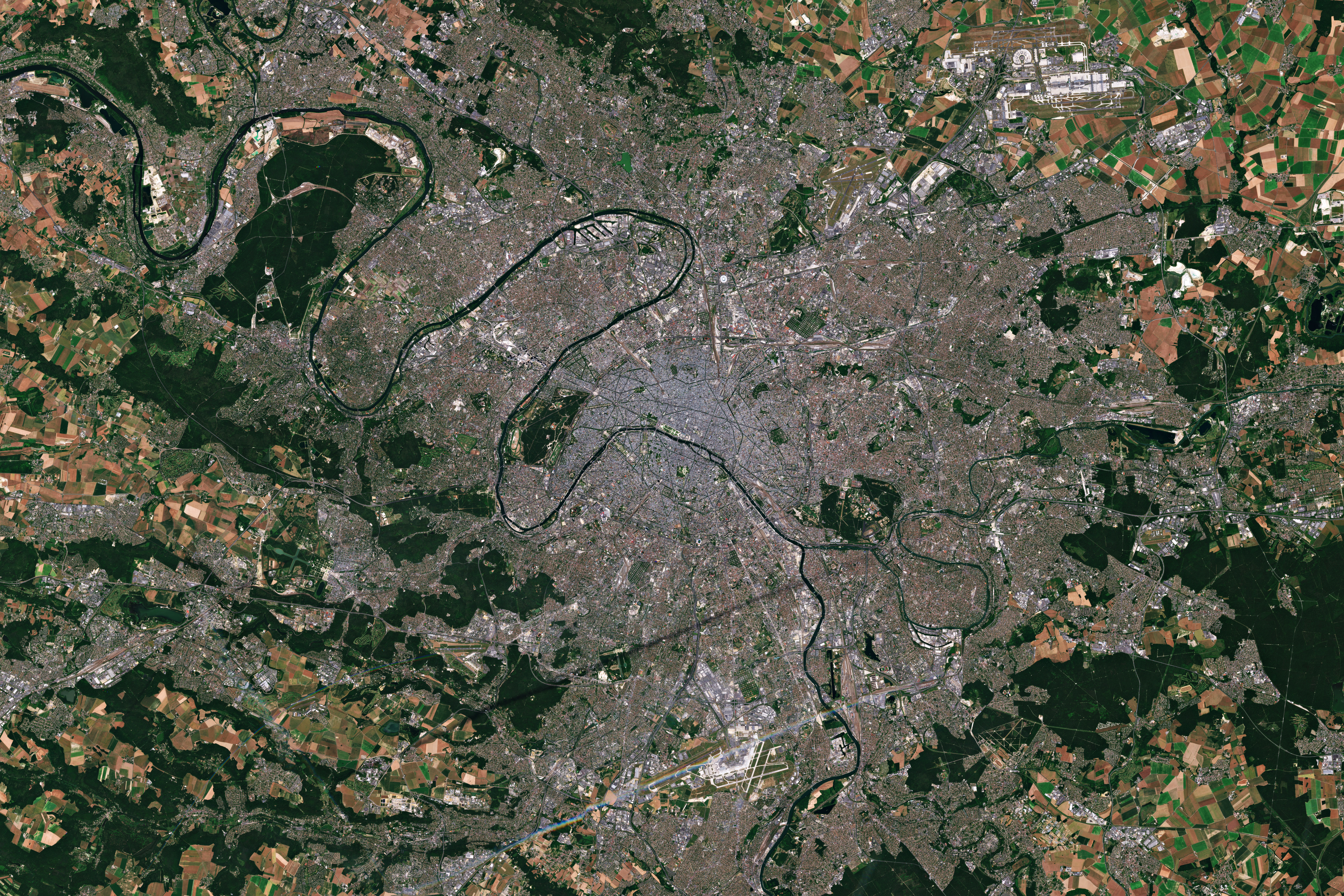
Imagine din satelit a Parisului, capturată de misiunea Sentinel-2 a ESA.

Paris este situat în nordul Franței centrale, într-un arc nordic al râului Sena, al cărui creastă include două insule, Île Saint-Louis și cea mai mare Île de la Cité, care formează cea mai veche parte a orașului. Gura râului pe Canalul Mânecii este situată aproximativ la 375 km (233 mile) aval de oraș. Orașul este întins pe ambele maluri ale râului. În general, orașul este relativ plat, iar cel mai jos punct se află la 35 m deasupra nivelului mării. Parisul are câteva dealuri proeminente, cel mai înalt dintre ele fiind Montmartre, la 130 m înălțime.
Excluzând parcurile periferice Bois de Boulogne și Bois de Vincennes, Paris acoperă un oval cu o suprafață de aproximativ 87 km2 (34 mile pătrate), înconjurat de bulevardul de 35 km (22 mile), Boulevard Périphérique. Ultima anexare majoră a teritoriilor periferice în 1860 nu numai că i-a dat forma modernă, ci și a creat cele 20 de cartiere municipale care se învârt în spirală în sensul acelor de ceasornic. De la suprafața de 78 km2 (30 mile pătrate) în 1860, limitele orașului au fost extinse marginal la 86,9 km2 (33,6 mile pătrate) în anii 1920. În 1929, parcurile forestiere Bois de Boulogne și Bois de Vincennes au fost oficial anexate orașului, aducând suprafața acestuia la aproximativ 105 km2 (41 mile pătrate). Zona metropolitană are 2.300 km2 (890 mile pătrate).
Măsurată de la „punctul zero” din fața catedralei Notre-Dame, Parisul este situat la 450 km (280 mile) sud-est de Londra, la 287 km (178 mile) sud de Calais, la 305 km (190 mile) sud-vest de Bruxelles, la 774 km (481 mile) nord de Marsilia, la 385 km (239 mile) nord-est de Nantes și la 135 km (84 mile) sud-est de Rouen.

### Climat

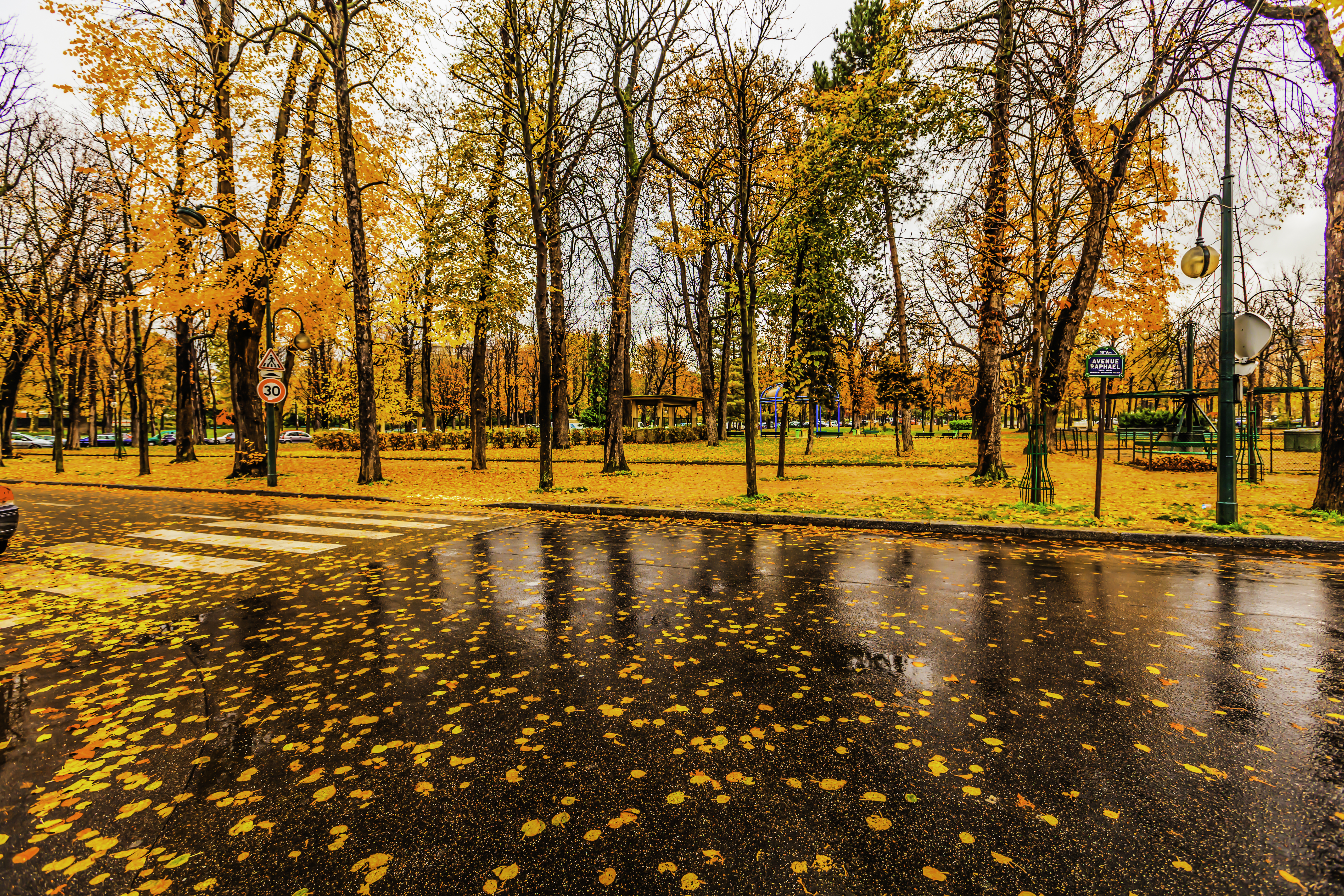
Toamna la Paris

Conform clasificării climatice Köppen, Parisul are un climat oceanic, tipic Europei de vest. Acest tip de climă prezintă ierni răcoroase, cu ploi frecvente și cer noros, și veri blânde până la călduroase. Temperaturile foarte ridicate și foarte scăzute și extremele meteorologice sunt rare în acest tip de climă.
Zilele de vară sunt în general blânde și plăcute, cu temperaturi medii între 15 și 25 °C (59 și 77 °F), și o cantitate rezonabilă de soare. În fiecare an, totuși, există câteva zile când temperatura depășește 32 °C (90 °F). Perioade mai lungi de căldură mai intensă apar uneori, cum ar fi valul de căldură din 2003, când temperaturile au depășit 30 °C (86 °F) timp de săptămâni, au atins 40 °C (104 °F) în unele zile și rar s-au răcorit noaptea. Primăvara și toamna au, în medie, zile blânde și nopți răcoroase, dar sunt schimbătoare și instabile. Vremea surprinzător de caldă sau rece apare frecvent în ambele sezoane. Iarna, soarele este rar; zilele sunt reci, iar nopțile sunt reci, dar în general deasupra punctului de îngheț, cu temperaturi scăzute în jur de 3 °C (37 °F). Înghețurile ușoare de noapte sunt însă destul de comune, dar temperatura rar scade sub −5 °C (23 °F). Ocazional, orașul vede ninsori ușoare sau fulgi cu sau fără acumulare.
Parisul are o precipitație medie anuală de 641 mm (25,2 in), și experimentează ploi ușoare distribuite uniform pe tot parcursul anului. Cu toate acestea, orașul este cunoscut pentru aversele bruște, intermitente și intense. Cea mai înaltă temperatură înregistrată a fost de 42,6 °C (108,7 °F) pe 25 iulie 2019, iar cea mai scăzută a fost de −23,9 °C (−11,0 °F) pe 10 decembrie 1879.
| Date climatice pentru Paris, altitudine: 75 m (246 ft), norme 1991–2020, extreme 1872–prezent | Date climatice pentru Paris, altitudine: 75 m (246 ft), norme 1991–2020, extreme 1872–prezent | Date climatice pentru Paris, altitudine: 75 m (246 ft), norme 1991–2020, extreme 1872–prezent | Date climatice pentru Paris, altitudine: 75 m (246 ft), norme 1991–2020, extreme 1872–prezent | Date climatice pentru Paris, altitudine: 75 m (246 ft), norme 1991–2020, extreme 1872–prezent | Date climatice pentru Paris, altitudine: 75 m (246 ft), norme 1991–2020, extreme 1872–prezent | Date climatice pentru Paris, altitudine: 75 m (246 ft), norme 1991–2020, extreme 1872–prezent | Date climatice pentru Paris, altitudine: 75 m (246 ft), norme 1991–2020, extreme 1872–prezent | Date climatice pentru Paris, altitudine: 75 m (246 ft), norme 1991–2020, extreme 1872–prezent | Date climatice pentru Paris, altitudine: 75 m (246 ft), norme 1991–2020, extreme 1872–prezent | Date climatice pentru Paris, altitudine: 75 m (246 ft), norme 1991–2020, extreme 1872–prezent | Date climatice pentru Paris, altitudine: 75 m (246 ft), norme 1991–2020, extreme 1872–prezent | Date climatice pentru Paris, altitudine: 75 m (246 ft), norme 1991–2020, extreme 1872–prezent | Date climatice pentru Paris, altitudine: 75 m (246 ft), norme 1991–2020, extreme 1872–prezent |
| Luna                                                                                          | Ian                                                                                           | Feb                                                                                           | Mar                                                                                           | Apr                                                                                           | Mai                                                                                           | Iun                                                                                           | Iul                                                                                           | Aug                                                                                           | Sep                                                                                           | Oct                                                                                           | Noi                                                                                           | Dec                                                                                           | An                                                                                            |
| --------------------------------------------------------------------------------------------- | --------------------------------------------------------------------------------------------- | --------------------------------------------------------------------------------------------- | --------------------------------------------------------------------------------------------- | --------------------------------------------------------------------------------------------- | --------------------------------------------------------------------------------------------- | --------------------------------------------------------------------------------------------- | --------------------------------------------------------------------------------------------- | --------------------------------------------------------------------------------------------- | --------------------------------------------------------------------------------------------- | --------------------------------------------------------------------------------------------- | --------------------------------------------------------------------------------------------- | --------------------------------------------------------------------------------------------- | --------------------------------------------------------------------------------------------- |
| Record maxim °C (°F)                                                                          | 16.1 (61.0)                                                                                   | 21.4 (70.5)                                                                                   | 26.0 (78.8)                                                                                   | 30.2 (86.4)                                                                                   | 34.8 (94.6)                                                                                   | 37.6 (99.7)                                                                                   | 42.6 (108.7)                                                                                  | 39.5 (103.1)                                                                                  | 36.2 (97.2)                                                                                   | 28.9 (84.0)                                                                                   | 21.6 (70.9)                                                                                   | 17.1 (62.8)                                                                                   | 42.6 (108.7)                                                                                  |
| Maxim zilnic mediu °C (°F)                                                                    | 7.6 (45.7)                                                                                    | 8.8 (47.8)                                                                                    | 12.8 (55.0)                                                                                   | 16.6 (61.9)                                                                                   | 20.2 (68.4)                                                                                   | 23.4 (74.1)                                                                                   | 25.7 (78.3)                                                                                   | 25.6 (78.1)                                                                                   | 21.5 (70.7)                                                                                   | 16.5 (61.7)                                                                                   | 11.1 (52.0)                                                                                   | 8.0 (46.4)                                                                                    | 16.5 (61.7)                                                                                   |
| Medie zilnică °C (°F)                                                                         | 5.4 (41.7)                                                                                    | 6.0 (42.8)                                                                                    | 9.2 (48.6)                                                                                    | 12.2 (54.0)                                                                                   | 15.6 (60.1)                                                                                   | 18.8 (65.8)                                                                                   | 20.9 (69.6)                                                                                   | 20.8 (69.4)                                                                                   | 17.2 (63.0)                                                                                   | 13.2 (55.8)                                                                                   | 8.7 (47.7)                                                                                    | 5.9 (42.6)                                                                                    | 12.8 (55.0)                                                                                   |
| Minim zilnic mediu °C (°F)                                                                    | 3.2 (37.8)                                                                                    | 3.3 (37.9)                                                                                    | 5.6 (42.1)                                                                                    | 7.9 (46.2)                                                                                    | 11.1 (52.0)                                                                                   | 14.2 (57.6)                                                                                   | 16.2 (61.2)                                                                                   | 16.0 (60.8)                                                                                   | 13.0 (55.4)                                                                                   | 9.9 (49.8)                                                                                    | 6.2 (43.2)                                                                                    | 3.8 (38.8)                                                                                    | 9.2 (48.6)                                                                                    |
| Record minim °C (°F)                                                                          | −14.6 (5.7)                                                                                   | −14.7 (5.5)                                                                                   | −9.1 (15.6)                                                                                   | −3.5 (25.7)                                                                                   | −0.1 (31.8)                                                                                   | 3.1 (37.6)                                                                                    | 6.0 (42.8)                                                                                    | 6.3 (43.3)                                                                                    | 1.8 (35.2)                                                                                    | −3.8 (25.2)                                                                                   | −14.0 (6.8)                                                                                   | −23.9 (−11.0)                                                                                 | −23.9 (−11.0)                                                                                 |
| Precipitații medii mm (inchi)                                                                 | 47.6 (1.87)                                                                                   | 41.8 (1.65)                                                                                   | 45.2 (1.78)                                                                                   | 45.8 (1.80)                                                                                   | 69.0 (2.72)                                                                                   | 51.3 (2.02)                                                                                   | 59.4 (2.34)                                                                                   | 58.0 (2.28)                                                                                   | 44.7 (1.76)                                                                                   | 55.2 (2.17)                                                                                   | 54.3 (2.14)                                                                                   | 62.0 (2.44)                                                                                   | 634.3 (24.97)                                                                                 |
| Zile medii de precipitații (≥ 1,0 mm)                                                         | 9.9                                                                                           | 9.1                                                                                           | 9.5                                                                                           | 8.6                                                                                           | 9.2                                                                                           | 8.3                                                                                           | 7.4                                                                                           | 8.1                                                                                           | 7.5                                                                                           | 9.5                                                                                           | 10.4                                                                                          | 11.4                                                                                          | 108.9                                                                                         |
| Zile medii cu zăpadă                                                                          | 3.0                                                                                           | 3.9                                                                                           | 1.6                                                                                           | 0.6                                                                                           | 0.0                                                                                           | 0.0                                                                                           | 0.0                                                                                           | 0.0                                                                                           | 0.0                                                                                           | 0.0                                                                                           | 0.7                                                                                           | 2.1                                                                                           | 11.9                                                                                          |
| Umiditate relativă medie (%)                                                                  | 83                                                                                            | 78                                                                                            | 73                                                                                            | 69                                                                                            | 70                                                                                            | 69                                                                                            | 68                                                                                            | 71                                                                                            | 76                                                                                            | 82                                                                                            | 84                                                                                            | 84                                                                                            | 76                                                                                            |
| Număr mediu de ore de soare pe lună                                                           | 59.0                                                                                          | 83.7                                                                                          | 134.9                                                                                         | 177.3                                                                                         | 201.0                                                                                         | 203.5                                                                                         | 222.4                                                                                         | 215.3                                                                                         | 174.7                                                                                         | 118.6                                                                                         | 69.8                                                                                          | 56.9                                                                                          | 1,717                                                                                         |
| Procentajul posibil de soare                                                                  | 22                                                                                            | 29                                                                                            | 37                                                                                            | 43                                                                                            | 43                                                                                            | 42                                                                                            | 46                                                                                            | 48                                                                                            | 46                                                                                            | 35                                                                                            | 25                                                                                            | 22                                                                                            | 37                                                                                            |
| Indicele ultraviolet mediu                                                                    | 1                                                                                             | 2                                                                                             | 3                                                                                             | 4                                                                                             | 6                                                                                             | 7                                                                                             | 7                                                                                             | 6                                                                                             | 4                                                                                             | 3                                                                                             | 1                                                                                             | 1                                                                                             | 4                                                                                             |

## Administrație

### Guvernul orașului

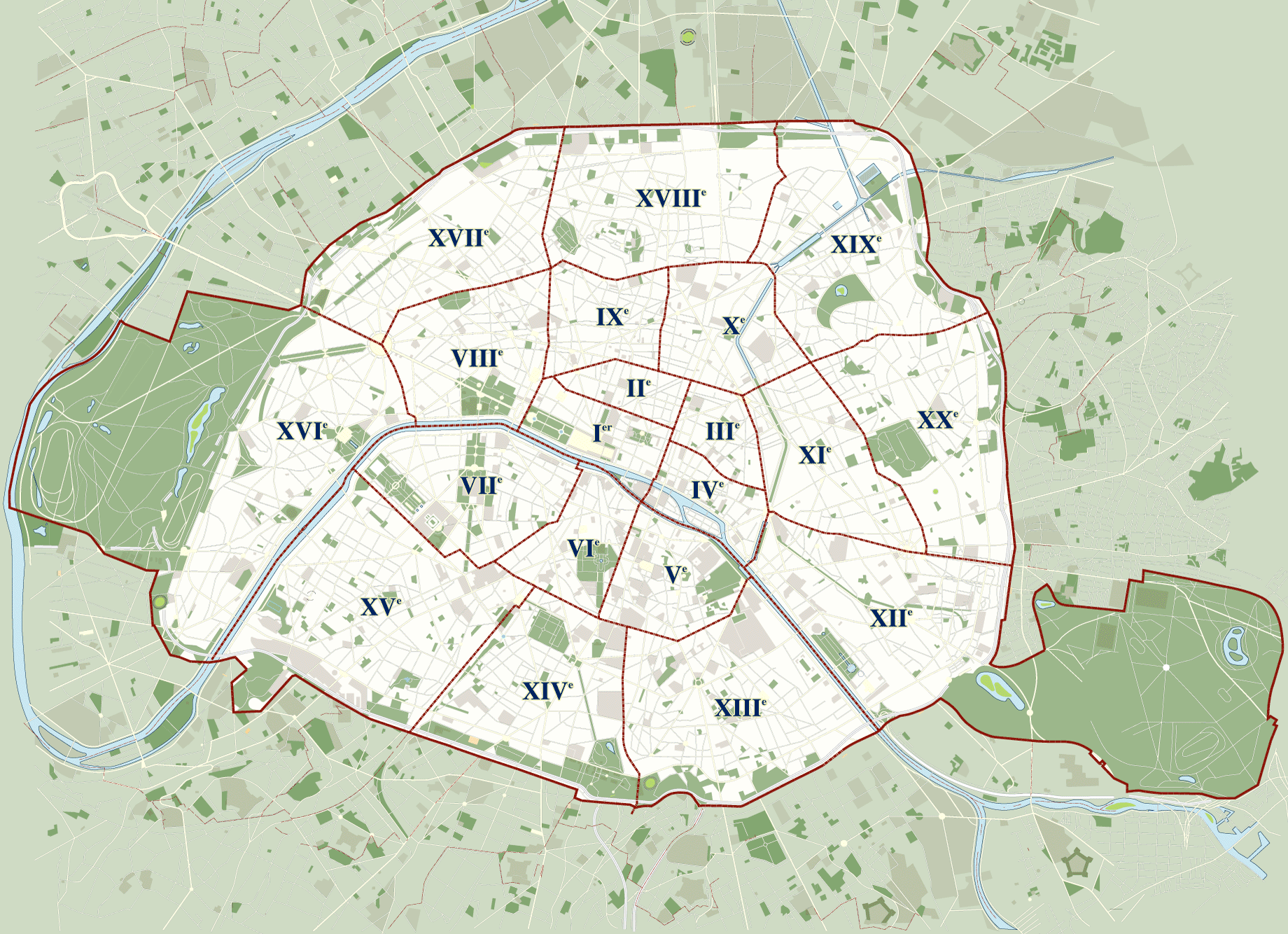
O hartă a arondismentelor din Paris.

Pentru aproape întreaga sa istorie lungă, cu excepția câtorva perioade scurte, Parisul a fost guvernat direct de reprezentanți ai regelui, împăratului sau președintelui Franței. Orașul nu a primit autonomie municipală de către Adunarea Națională decât în 1974. Primul primar modern ales al Parisului a fost Jacques Chirac, ales pe 20 martie 1977, devenind primul primar al orașului din 1871 și doar al patrulea din 1794. Primarul actual este Anne Hidalgo, socialistă, aleasă prima dată pe 5 aprilie 2014 și realesă pe 28 iunie 2020.
Primarul Parisului este ales indirect de către alegătorii din Paris; alegătorii din fiecare dintre cele 20 de cartiere ale orașului aleg membri în Consiliul de Paris (Conseil de Paris), care ulterior îl alege pe primar. Consiliul este compus din 163 de membri, fiecărui cartier fiindu-i alocate un număr de locuri în funcție de populația sa, de la 10 membri pentru fiecare dintre cele mai puțin populate cartiere la 34 de membri pentru cele mai populate. Consiliul este ales utilizând reprezentarea proporțională într-un sistem cu două tururi. Listele de partide care câștigă o majoritate absolută în primul tur - sau cel puțin o pluralitate în al doilea tur - câștigă automat jumătate din locurile unui cartier. Celelalte jumătate din locuri sunt distribuite proporțional tuturor listelor care câștigă cel puțin 5% din voturi folosind metoda celor mai înalte medii. Acest lucru asigură că partidul sau coaliția câștigătoare obține întotdeauna o majoritate a locurilor, chiar dacă nu obține o majoritate absolută a voturilor.

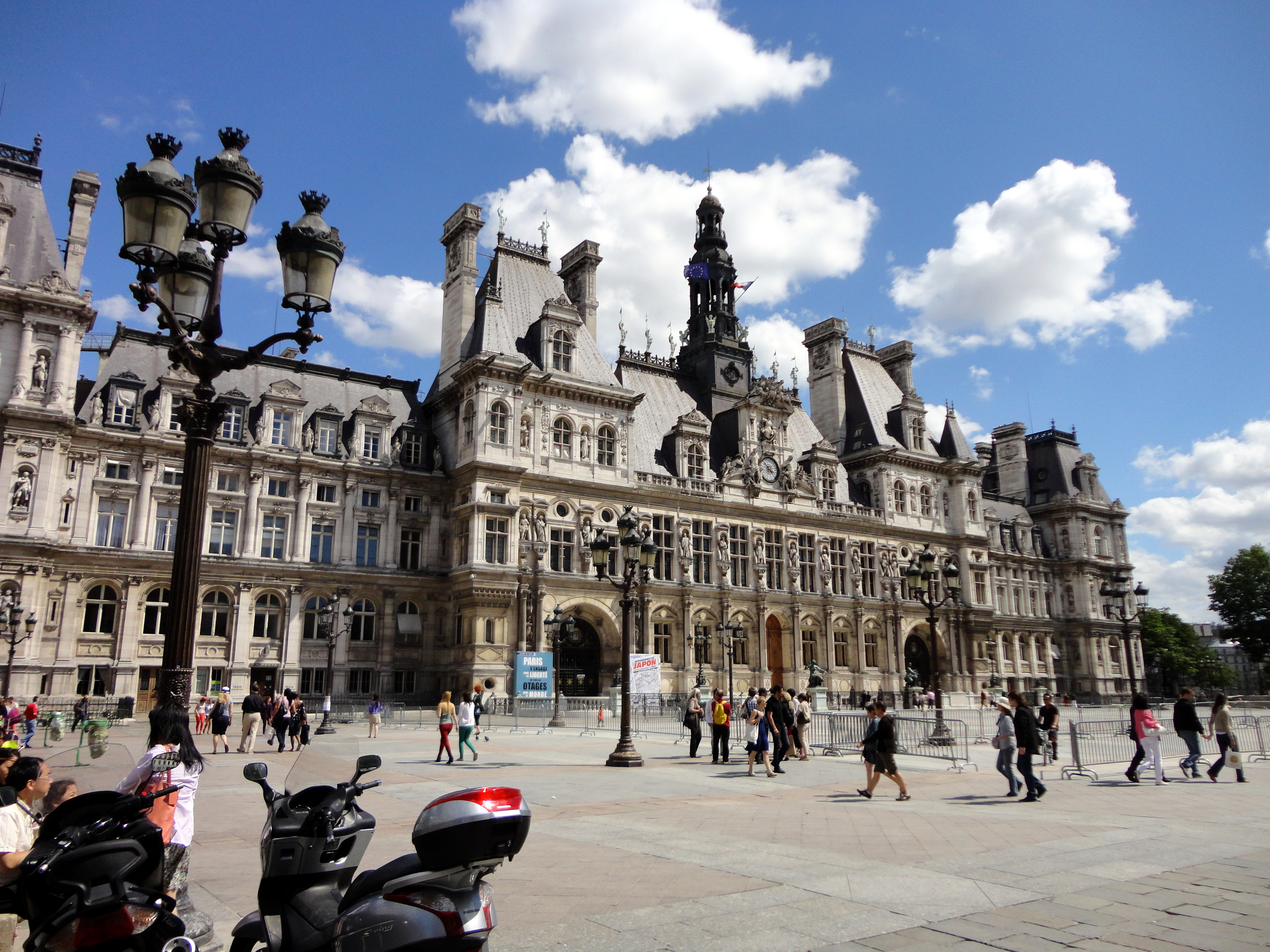
Hôtel de Ville, sau primărie.

Înainte de alegerile municipale din Paris din 2020, fiecare dintre cele 20 de cartiere ale Parisului avea propriul său primărie și un consiliu ales direct (conseil d'arrondissement), care, la rândul său, alegea un primar de cartier. Consiliul fiecărui cartier este compus din membri ai Consiliului de Paris și, de asemenea, membri care servesc doar în consiliul cartierului. Numărul de primari adjuncți din fiecare cartier variază în funcție de populația sa. Începând cu anul 1996, existau în total 20 de primari de cartier și 120 de primari adjuncți. Crearea Parisului Central, o diviziune administrativă unificată cu un singur primar care acoperă primele patru cartiere, a intrat în vigoare odată cu alegerile menționate din 2020; celelalte 16 cartiere continuă să aibă propriii primari.

### Lista primarilor
| Perioada        | Perioada        | Nume             | Partid | Calitate |
| --------------- | --------------- | ---------------- | ------ | --- |
| Martie 20, 1977 | Mai 16, 1995    | Jacques Chirac   | RPR    | Înalt funcționar public Membru (1968-1982) și președinte (1970-1979) al consiliului general din Corrèze Deputat de Corrèze (1967, 1968, 1973, 1976-1986, 1988-1995) Secretar de stat (1967-1971), ministru (1971-1974), prim-ministru (1974-1976 și 1986-1988), președinte al Republicii (1995-2007) |
| Mai 22, 1995    | Martie 25, 2001 | Jean Tiberi      | RPR    | Magistrat Prim-adjunct al primarului Parisului (1983-1995), primar al arondismentului 5 (1983-1995 și 2001-2014) Membru al Parlamentului pentru Paris (1968-2012) Secretar de stat (1976) |
| Martie 25, 2001 | Aprilie 5, 2014 | Bertrand Delanoe | P.S.   | Consilier în comunicare Consilier al Parisului (1977-2014) Membru al Parlamentului (1981-1986), apoi senator (1995-2001) de Paris |
| Aprilie 5, 2014 | În curs         | Anne Hidalgo     | P.S.   | Inspector de muncă Prim-adjunct al primarului Parisului (2001-2014) Consilier regional al Île-de-France (2004-2014) |

### Rezultatele alegerilor recente
| Alegeri                    | Prima rundă | Prima rundă | Prima rundă | Prima rundă | Prima rundă | Prima rundă | Prima rundă | Prima rundă | Prima rundă | Prima rundă | Prima rundă | Prima rundă | Al doilea tur | Al doilea tur | Al doilea tur | Al doilea tur | Al doilea tur | Al doilea tur | Al doilea tur | Al doilea tur | Al doilea tur | Al doilea tur | Al doilea tur | Al doilea tur |
| Alegeri                    | Primul      | Primul      | %           | Al doilea   | Al doilea   | %           | Al treilea  | Al treilea  | %           | Al patrulea | Al patrulea | %           | Primul        | Primul        | %             | Al doilea     | Al doilea     | %             | Al treilea    | Al treilea    | %             | Al patrulea   | Al patrulea   | %             |
| -------------------------- | ----------- | ----------- | ----------- | ----------- | ----------- | ----------- | ----------- | ----------- | ----------- | ----------- | ----------- | ----------- | ------------- | ------------- | ------------- | ------------- | ------------- | ------------- | ------------- | ------------- | ------------- | ------------- | ------------- | ------------- |
| Municipale 2014            |             | UMP         | 35.91       |             | P.S.        | 34.40       |             | EELV        | 8.86        |             | F.N.        | 6.26        |               | P.S.          | 53.33         |               | UMP           | 44.06         | -             | -             | -             | -             | -             | -             |
| Europene 2014              |             | UMP         | 22.61       |             | P.S.        | 19.16       |             | EELV        | 13.77       |             | UDI-MODEM   | 12.54       | Un singur tur | Un singur tur | Un singur tur | Un singur tur | Un singur tur | Un singur tur | Un singur tur | Un singur tur | Un singur tur | Un singur tur | Un singur tur | Un singur tur |
| Regionale 2015             |             | UCD         | 32.93       |             | P.S.        | 31.42       |             | EELV        | 10.92       |             | F.N.        | 9.66        |               | P.S.          | 49.64         |               | UCD           | 44.26         |               | F.N.          | 6.10          | -             | -             | -             |
| Alegeri prezidențiale 2017 |             | E.M.        | 34.83       |             | LR          | 26.45       |             | LFI         | 19.56       |             | P.S.        | 10.18       |               | E.M.          | 89.68         |               | F.N.          | 10.32         | -             | -             | -             | -             | -             | -             |
| Europene 2019              |             | LREM        | 32.92       |             | EELV        | 19.94       |             | LR          | 10.18       |             | P.S.        | 8.17        | Un singur tur | Un singur tur | Un singur tur | Un singur tur | Un singur tur | Un singur tur | Un singur tur | Un singur tur | Un singur tur | Un singur tur | Un singur tur | Un singur tur |
| Municipale 2020            |             | P.S.        | 29.33       |             | LR          | 22.72       |             | LREM        | 18.04       |             | EELV        | 10.79       |               | P.S.          | 48.49         |               | LR            | 34.31         |               | LREM          | 13.04         | -             | -             | -             |
| Regionale 2021             |             | LR          | 32.90       |             | EELV        | 17.97       |             | LREM        | 14.05       |             | P.S.        | 12.87       |               | LR            | 43.23         |               | UGE           | 41.32         |               | LREM          | 10.06         |               | RN            | 5.39          |
| Alegeri prezidențiale 2022 |             | LREM        | 35.34       |             | LFI         | 30.08       |             | REC         | 8.16        |             | EELV        | 7.61        |               | LREM          | 85.11         |               | RN            | 14.89         | -             | -             | -             | -             | -             | -             |

### Metropola Marelui Paris

Harta Metropolei Paris și a teritoriilor sale de guvernare

Métropole du Grand Paris, sau simplu Grand Paris, a intrat oficial în existență la 1 ianuarie 2016. Este o structură administrativă pentru cooperare între orașul Paris și suburbiile sale cele mai apropiate. Include orașul Paris, plus comunele din cele trei departamente ale suburbiilor interioare (Hauts-de-Seine, Seine-Saint-Denis și Val-de-Marne), plus șapte comune din suburbiile exterioare, inclusiv Argenteuil în Val d'Oise și Paray-Vieille-Poste în Essonne, care au fost adăugate pentru a include marile aeroporturi din Paris. Metropola acoperă 814 km2 și are o populație de 6.945 milioane de persoane.
Noua structură este administrată de un Consiliu Metropolitan de 210 membri, nu aleși direct, ci aleși de consiliile comunale ale comunelor membre. Până în 2020, competențele sale de bază vor include planificarea urbană, locuințele și protecția mediului înconjurător. Primul președinte al consiliului metropolitan, Patrick Ollier, a fost ales pe 22 ianuarie 2016. Deși Metropola are o populație de aproape șapte milioane de persoane și reprezintă 25% din PIB-ul Franței, bugetul său este foarte mic: doar 65 de milioane de euro, comparativ cu opt miliarde de euro pentru orașul Paris.

### Guvernul Regional
Regiunea Île de France, inclusiv Paris și comunitățile înconjurătoare, este guvernată de Consiliul Regional, compus din 209 membri reprezentând diferitele sale comune. La 15 decembrie 2015, o listă de candidați a Uniunii de Dreapta, o coaliție a partidelor de centru și de dreapta, condusă de Valérie Pécresse, a câștigat cu puțin alegerile regionale, învingând o coaliție de socialiști și ecologiști. Socialiștii au guvernat regiunea timp de șaptesprezece ani. Consiliul regional are 121 de membri din partea Uniunii de Dreapta, 66 din partea Uniunii de Stânga și 22 din partea extremei drepte Frontului Național.

### Guvernul Național

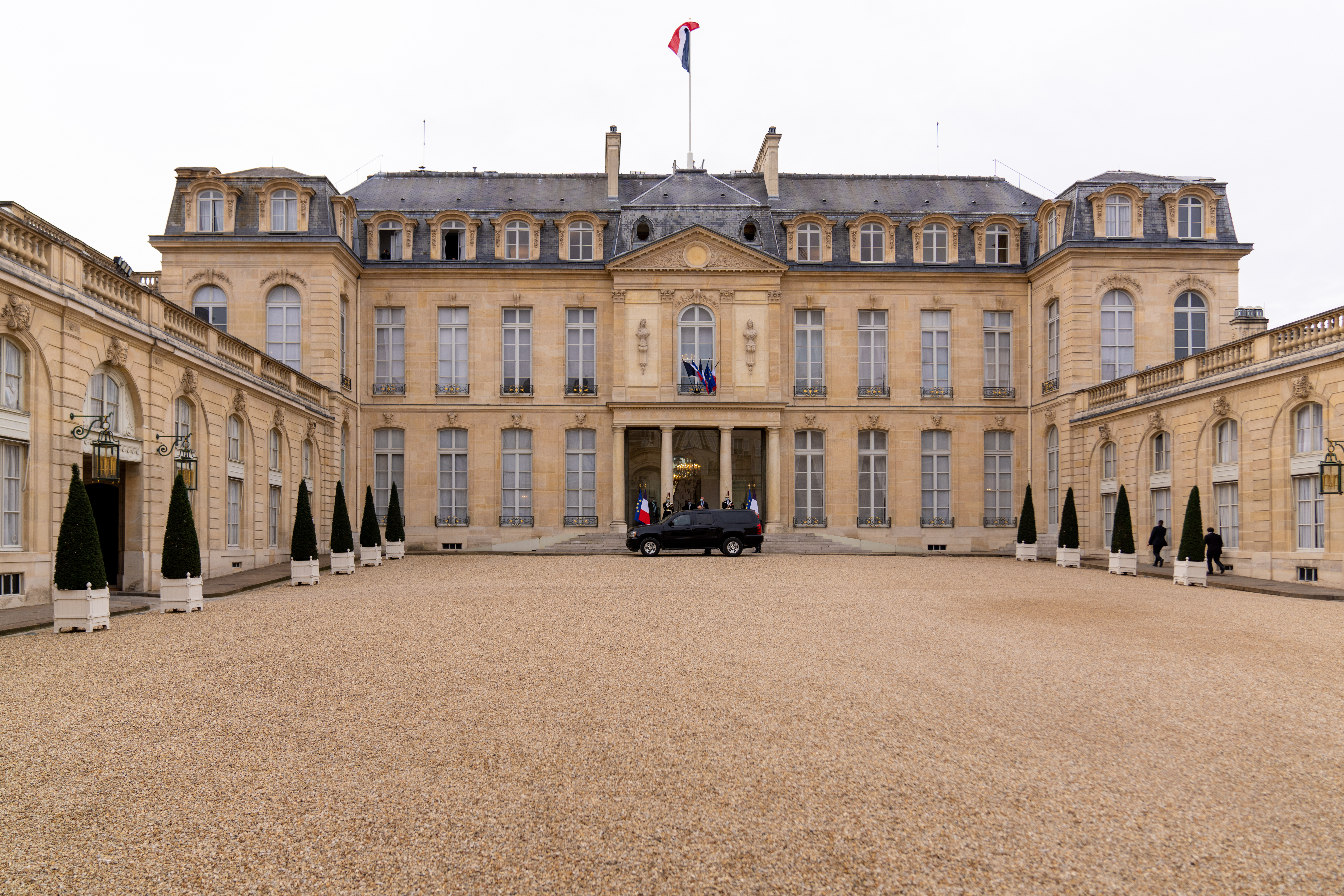
Palatul Élysée, reședința oficială a președintelui Franței.

Paris este sediul guvernului național al Franței. Pentru puterea executivă, cei doi șefi ai guvernului au fiecare propriile lor reședințe oficiale, care servesc și ca birouri. Președintele Republicii Franceze locuiește la Palatul Élysée, în timp ce locuința Prim-ministrului este la Hôtel Matignon. Ministerele guvernamentale sunt localizate în diverse părți ale orașului, multe în apropierea Hôtel Matignon.
Ambele camere ale Parlamentului francez sunt situate pe Rive Gauche. Camera superioară, Senatul, se întrunește în Palatul Luxemburg, în timp ce camera inferioară mai importantă, Adunarea Națională, se întrunește în Palatul Bourbon. Președintele Senatului, a doua cea mai înaltă funcție publică din Franța (Președintele Republicii fiind singurul superior), locuiește în Petit Luxembourg, o anexă mai mică a Palatului Luxemburg.

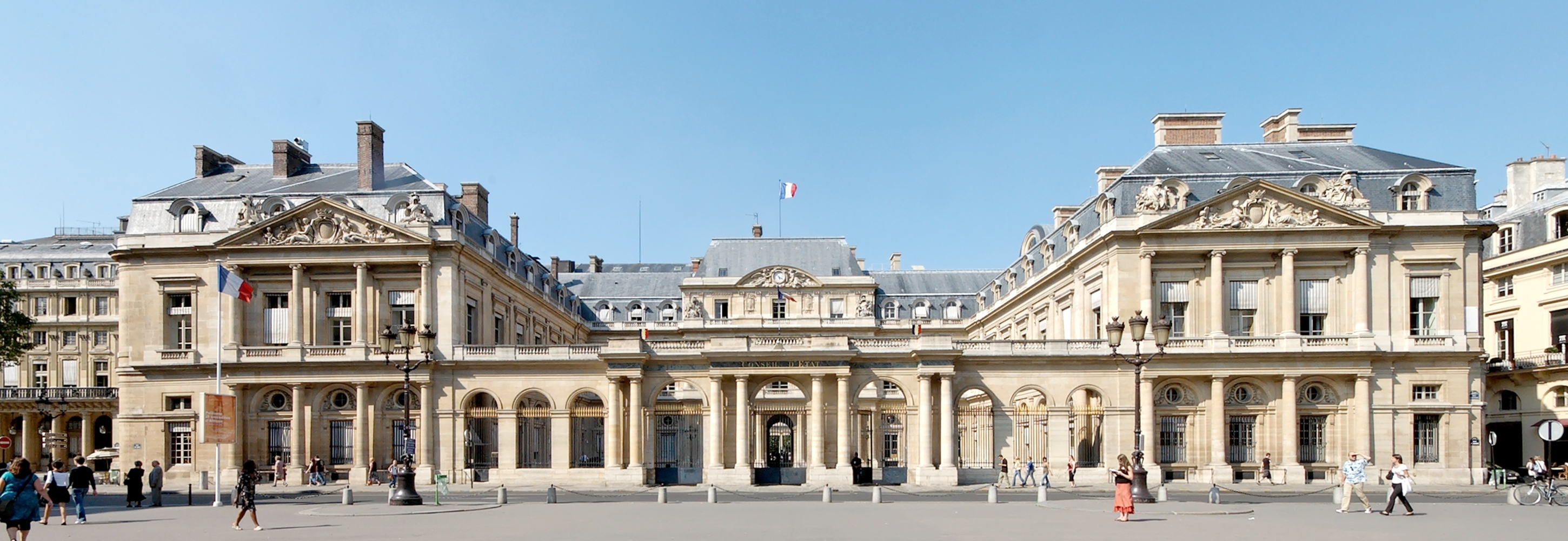
Palais-Royal, reședința Consiliului de Stat.

Cele mai înalte instanțe judiciare ale Franței sunt localizate în Paris. Curtea de Casație, cea mai înaltă instanță în ordinea judiciară, care examinează cazurile penale și civile, se află în Palatul de Justiție de pe Île de la Cité, în timp ce Consiliul de Stat, care oferă consultanță legală executivului și acționează ca instanță supremă în ordinea administrativă, judecând litigiile împotriva persoanelor publice, se află în Palais-Royal în arondismentul 1. Consiliul Constituțional, un organism consultativ cu autoritate finală asupra constituționalității legilor și decretelor guvernamentale, se întâlnește, de asemenea, în aripa Montpensier a Palais Royal.
Paris și regiunea sa găzduiesc sediile mai multor organizații internaționale, printre care UNESCO, Organizația pentru Cooperare și Dezvoltare Economică, Camera de Comerț Internațională, Clubul Paris, Agenția Spațială Europeană, Agenția Internațională pentru Energie, Organizația Internațională a Francofoniei, Institutul Uniunii Europene pentru Studii de Securitate, Biroul Internațional al Greutăților și Măsurilor, Biroul Expozițiilor Internaționale și Federația Internațională pentru Drepturile Omului.

### Forțele de poliție

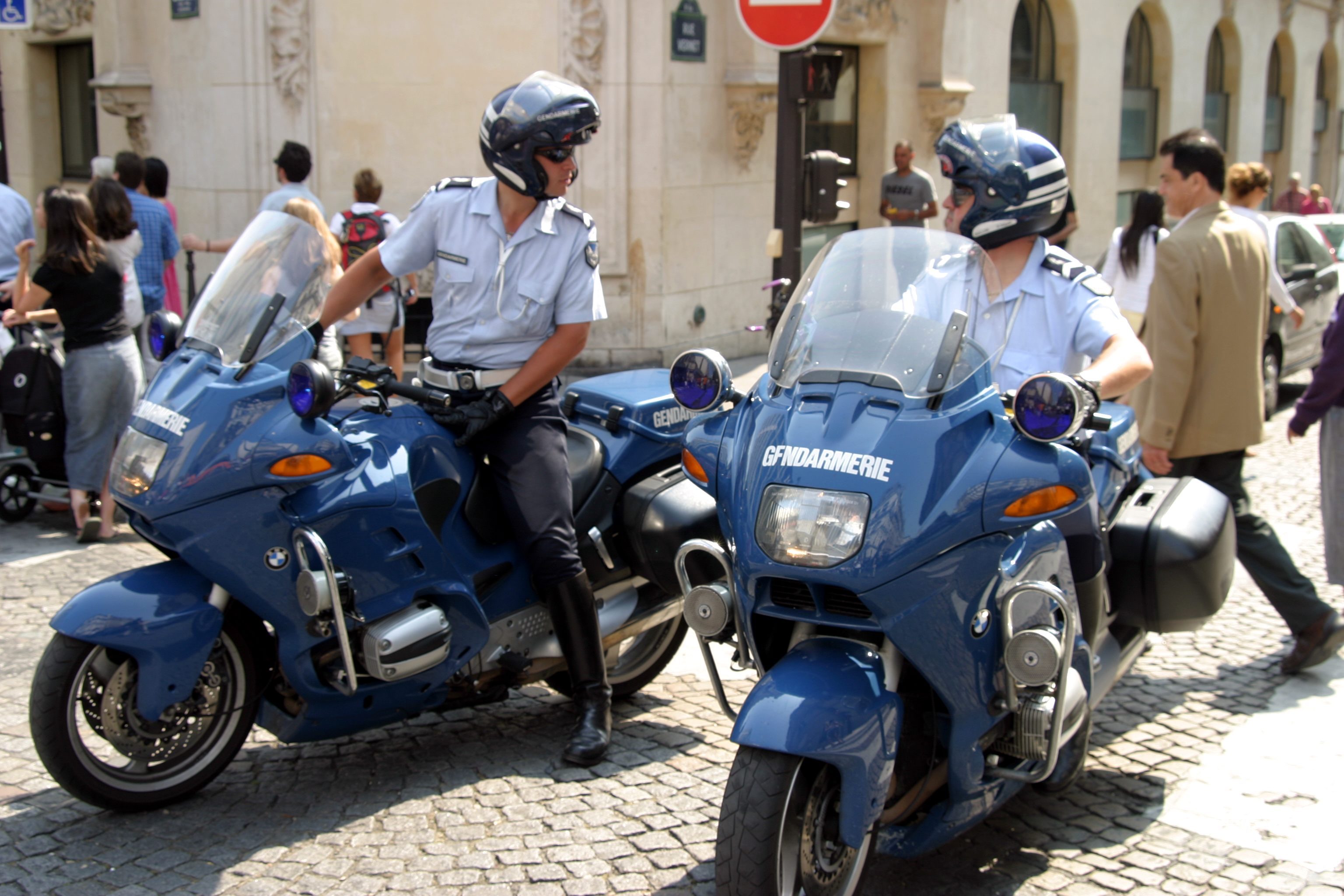
Motocicliști de poliție (jandarmerie).

Securitatea Parisului este în principal responsabilitatea Prefecturii de Poliție a Parisului, o subdiviziune a Ministerului de Interne. Aceasta supraveghează unitățile Poliției Naționale care patrulează în oraș și în cele trei departamente învecinate. De asemenea, este responsabilă pentru furnizarea serviciilor de urgență, inclusiv a Brigăzii de Pompieri a Parisului. Sediul său se află pe Place Louis Lépine pe Île de la Cité.
Sub prefectură sunt 43,800 de ofițeri și o flotă de peste 6,000 de vehicule, inclusiv mașini de poliție, motociclete, autospeciale de pompieri, bărci și elicoptere. Poliția națională are propria sa unitate specială pentru controlul revoltelelor și al mulțimilor și securitatea clădirilor publice, numită Compagnies Républicaines de Sécurité (CRS). Mașinile agenților CRS sunt frecvent văzute în centrul orașului în timpul demonstrațiilor și evenimentelor publice. Poliția este sprijinită de Jandarmeria Națională, o ramură a Forțelor Armate Franceze, deși operațiunile lor de poliție sunt acum supervise de Ministerul de Interne.
Criminalitatea din Paris este similară cu cea din majoritatea marilor orașe. Crima violentă este relativ rară în centrul orașului. Violență politică este neobișnuită, deși pot apărea simultan demonstrații foarte mari în Paris și în alte orașe franceze. Aceste demonstrații, de obicei gestionate printr-o prezență puternică a poliției, se pot transforma în confruntări și pot escalada în violență.

## Peisaj urban

### Urbanism
Paris este una dintre puținele capitale ale lumii care au văzut rar distrugeri din cauza catastrofelor sau a războiului. Datorită acestui fapt, chiar și cea mai veche istorie a sa este încă vizibilă pe harta sa urbană, iar secolele de conducători care și-au adăugat respectivele amprente arhitecturale asupra capitalei au dus la o acumulare bogată de monumente istorice și clădiri ale căror frumusețe a jucat un rol important în conferirea orașului reputației pe care o are astăzi. La originea sa, înainte de Evul Mediu, orașul era compus din mai multe insule și bancuri de nisip într-un cot al Senei; dintre acestea, două au rămas și astăzi: Insula Saint-Louis și Insula Cité. A treia este Insula aux Cygnes, creată artificial în 1827.

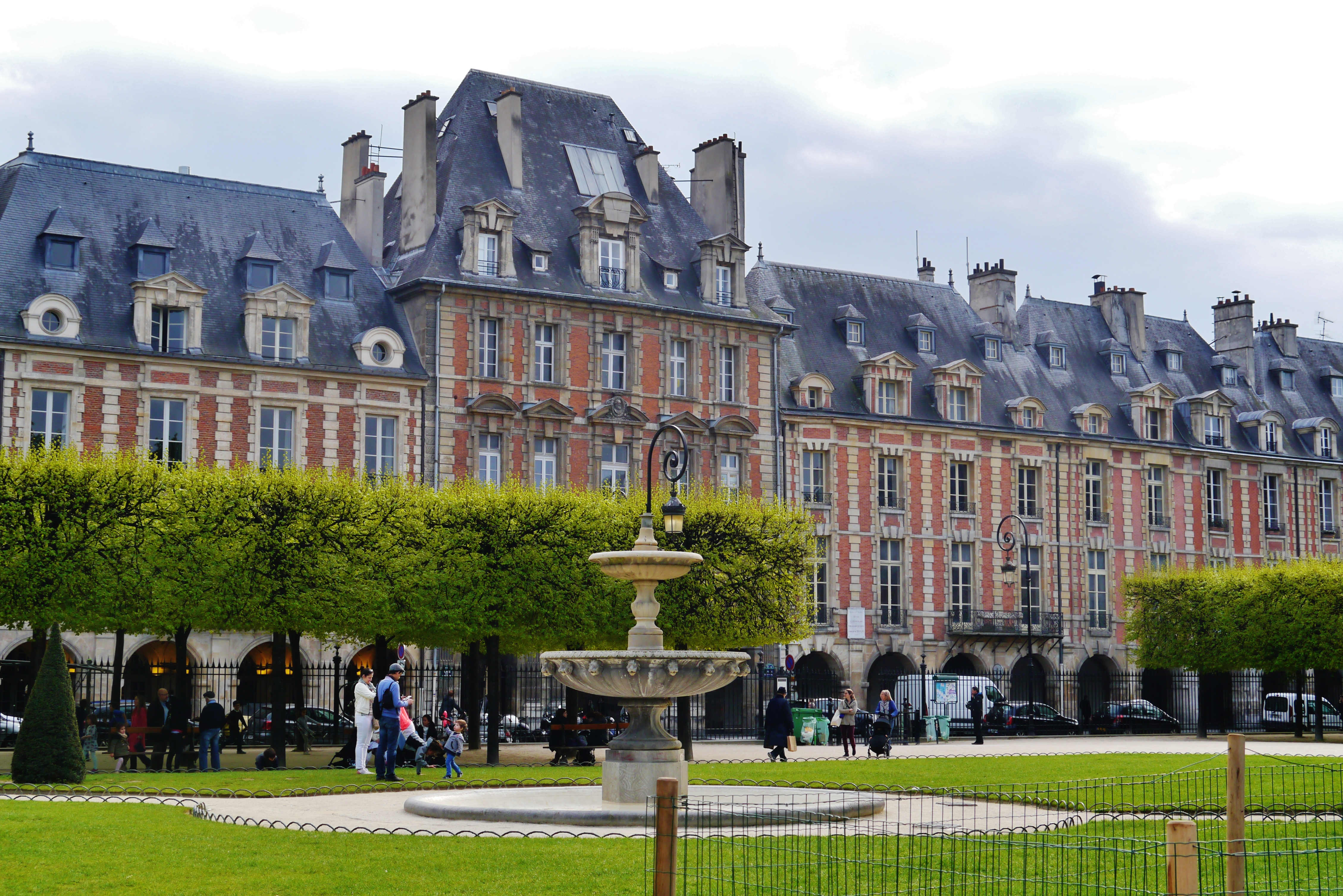
Clădirea Place des Vosges.

Parisul modern își datorează în mare măsură planul central și armonia arhitecturală lui Napoleon al III-lea și prefectului Senei, Baronul Haussmann. Între anii 1853 și 1870, ei au reconstruit centrul orașului, au creat bulevardele largi din centrul orașului și piețele în care se intersectau bulevardele, au impus fațade standard de-a lungul bulevardelor și au cerut ca aceste fațade să fie construite din "piatră pariziană" crem-gri distinctivă. De asemenea, au construit parcurile majore din jurul centrului orașului. Populația rezidențială ridicată a centrului său urban îl face mult diferit față de majoritatea celorlalte orașe occidentale majore.
Legile de urbanism ale Parisului au fost sub un control strict începând cu începutul secolului al XVII-lea, în special în ceea ce privește alinierea stradală, înălțimea clădirilor și distribuția acestora. Turnul Montparnasse de 210 m (690 ft) a fost atât cel mai înalt turn din Paris, cât și din Franța din 1973, însă acest record este deținut acum de turnul Tour First din cartierul La Défense din Courbevoie, de la construcția sa din 2011.

### Locuințe

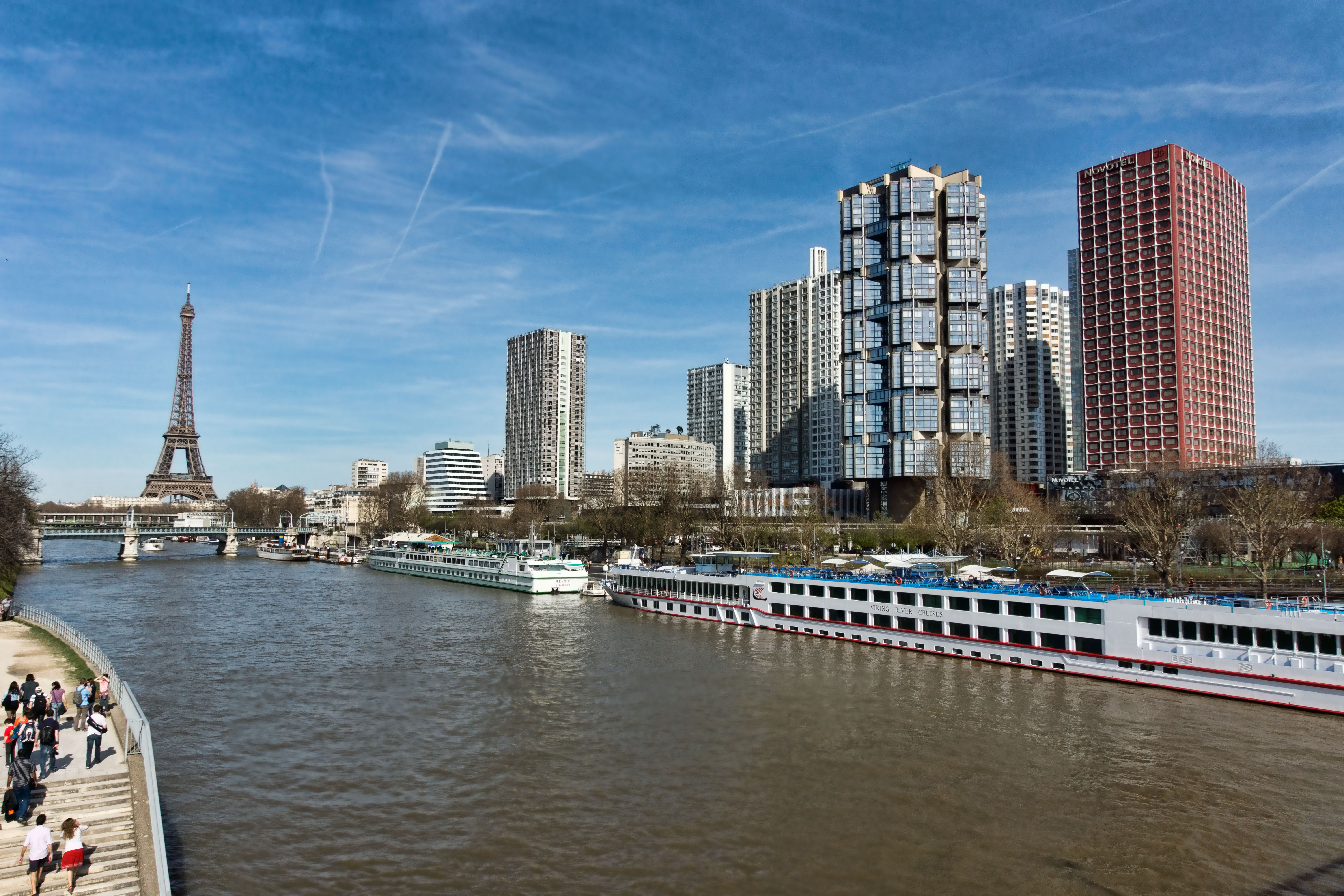
Dezvoltarea imobiliară de-a lungul raului Sena.

Cea mai scumpă stradă rezidențială din Paris în anul 2018, în funcție de prețul mediu pe metru pătrat, a fost Avenue Montaigne, cu 22.372 de euro pe metru pătrat. Numărul total de locuințe în orașul Paris în anul 2011 a fost de 1.356.074, în creștere față de un nivel anterior ridicat de 1.334.815 în 2006. Dintre acestea, 1.165.541 (85,9 la sută) erau locuințe principale, 91.835 (6,8 la sută) erau locuințe secundare, iar restul de 7,3 la sută erau goale (scăzute față de 9,2 la sută în anul 2006).
Șaizeci și doi la sută dintre clădirile sale datează din 1949 și înainte, 20 la sută au fost construite între anii 1949 și 1974, iar doar 18 la sută dintre clădirile rămase au fost construite după acea dată. Două treimi din cele 1,3 milioane de locuințe ale orașului sunt apartamente studio și cu două camere. Parisul are în medie 1,9 persoane per locuință, un număr care a rămas constant din anii '80, dar este mult mai mic decât media de 2,33 persoane per locuință a Île-de-France. Doar 33 la sută dintre locuitorii principali ai Parisului își dețin locuința (în comparație cu 47 la sută pentru întreaga Île-de-France): majoritatea populației orașului plătește chirie. Locuințele sociale sau publice au reprezentat 19,9 la sută din totalul locuințelor orașului în 2017. Distribuția lor variază în mod semnificativ în întregul oraș, de la 2,6 la sută din locuințele din bogatul arondisment al 7-lea, la 39,9 la sută în arondismentul al 19-lea.
În luna februarie a anului 2019, o organizație non-guvernamentală din Paris a efectuat recensământul său anual în întregul oraș al persoanelor fără adăpost. Au numărat 3.641 de persoane fără adăpost în Paris, dintre care 12 la sută erau femei. Mai mult de jumătate erau fără adăpost de mai mult de un an. 2.885 locuiau în străzi sau parcuri, 298 în stații de tren și metrou, iar 756 în alte forme de adăpost temporar. Aceasta a fost o creștere de 588 de persoane față de anul 2018.

### Suburbii

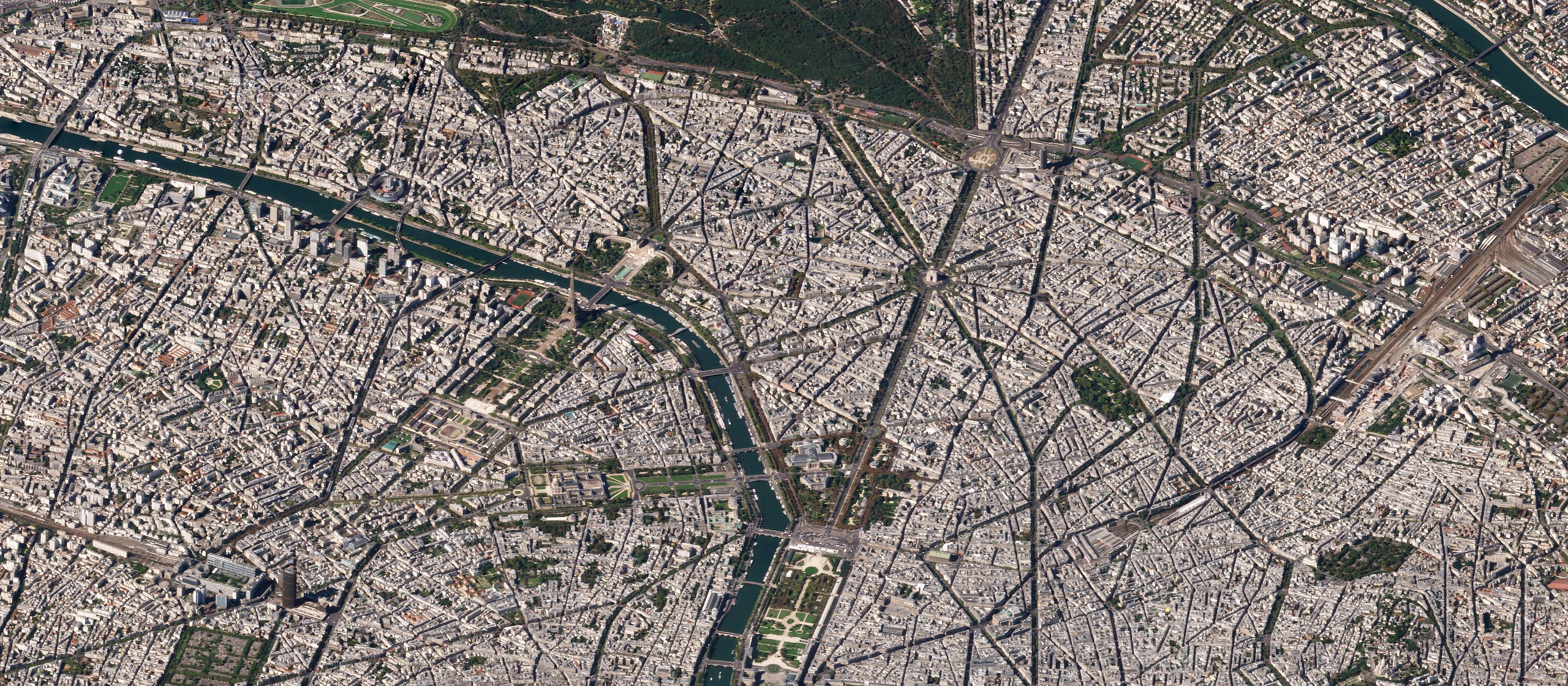
Vestul Parisului în 2016, fotografiat de un satelit SkySat.

Cu excepția adăugării în secolul al XX-lea a Bois de Boulogne, Bois de Vincennes și a heliportului Paris, limitele administrative ale Parisului nu au suferit modificări începând din 1860. Un departament mai mare al Senelor administrativ a condus Parisul și suburbiile sale încă de la înființarea sa în 1790, dar creșterea populației suburbiene a făcut dificilă menținerea sa ca o entitate unică. Pentru a rezolva această problemă, "Districtul de la région parisienne" ('districtul regiunii pariziene') a fost reorganizat în mai multe noi departamente din 1968: Parisul a devenit un departament în sine, iar administrația suburbiilor sale a fost împărțită între cele trei noi departamente care-l înconjurau. Districtul regiunii pariziene a fost redenumit "Île-de-France" în 1977, dar acest nume abreviat "regiunea Paris" este încă folosit în mod obișnuit astăzi pentru a descrie Île-de-France și ca o referință vagă la întreaga aglomerare pariziană.

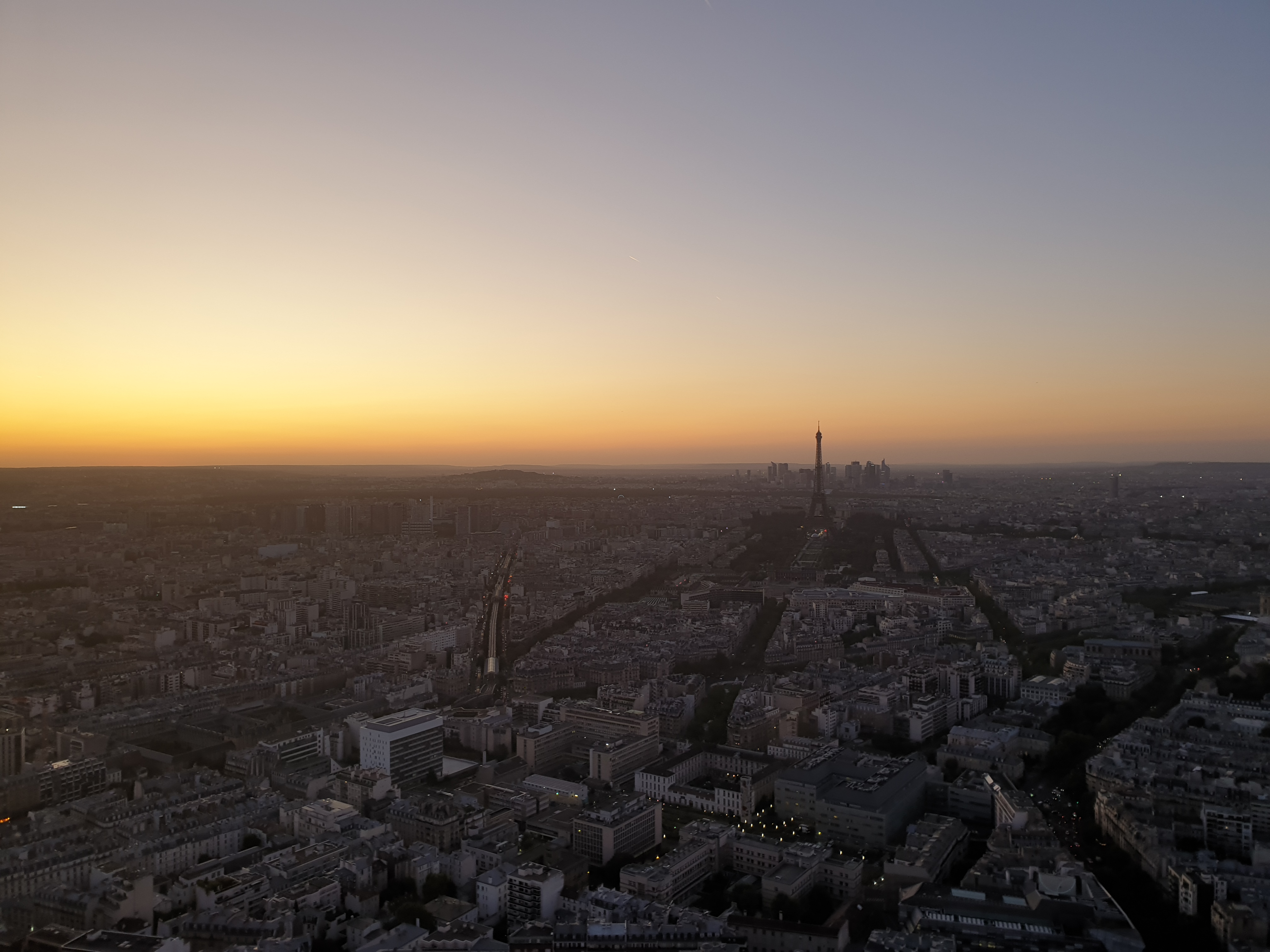
Vestul Parisului văzut din Tour Montparnasse în 2019.

Măsurile mult timp planificate pentru a uni Parisul cu suburbiile sale au început la 1 ianuarie 2016, când Métropole du Grand Paris a intrat în existență.
Disconfortul Parisului față de suburbiile sale, lipsa sa de transport suburban, în special, au devenit extrem de evidente odată cu creșterea aglomerării pariziene. Paul Delouvrier a promis să rezolve nesupunerea Paris-suburbi atunci când a devenit șeful regiunii Paris în 1961: două dintre cele mai ambițioase proiecte ale sale pentru regiune au fost construirea a cinci "villes nouvelles" ("noi orașe") suburbane și rețeaua de trenuri navetă RER. Multe alte districte rezidențiale suburbiene (grands ensembles) au fost construite între anii '60 și '70 pentru a oferi o soluție cu cost redus pentru o populație în rapidă expansiune: Aceste districte erau la început mixte social, dar puțini locuitori își dețineau cu adevărat locuințele (creșterea economiei a făcut acestea accesibile numai claselor de mijloc din anii '70). Calitatea slabă a construcțiilor și inserția lor haotică în creșterea urbană existentă au contribuit la părăsirea lor de către cei capabili să se mute în altă parte și la repopularea lor de către cei cu posibilități mai limitate.
Aceste zone, quartiers sensibles ("cartiere sensibile"), se găsesc în nordul și estul Parisului, în special în jurul cartierelor Goutte d'Or și Belleville. La nord de oraș, acestea sunt grupate în principal în departamentul Seine-Saint-Denis și într-o măsură mai mică la est în departamentul Val-d'Oise. Alte zone dificile se găsesc în valea Senelor, în Évry și Corbeil-Essonnes (Essonne), în Mureaux, Mantes-la-Jolie (Yvelines), și răspândite printre districtele de locuințe sociale create în urma inițiativei politice "ville nouvelle" din 1961 a lui Delouvrier.

## Demografie

Piramida populației orașului Paris în 2022.

Populația estimată oficială a orașului Paris la 1 ianuarie 2023 a fost de 2.102.650, în scădere față de 2.165.423 la 1 ianuarie 2022, conform INSEE, agenția statistică oficială franceză. Potrivit INSEE, populația a scăzut cu 122.919 persoane, sau aproximativ cinci procente, în decursul ultimului deceniu. Primarul Parisului, Anne Hidalgo, a declarat că acest lucru ilustrează "reducerea densității" orașului, creând mai mult spațiu verde și mai puțină aglomerare. În ciuda scăderii, Parisul rămâne cel mai dens populat oraș din Europa, cu 252 de locuitori pe hectar, fără a lua în considerare parcurile. Această scădere a fost atribuită în parte unui nivel mai scăzut al ratei natalității, plecării rezidenților din clasa de mijloc și posibilei pierderi de locuințe în oraș din cauza închirierilor pe termen scurt destinate turismului.
Parisul este a patra cea mai mare municipalitate din Uniunea Europeană, după Berlin, Madrid și Roma. Eurostat plasează Parisul (6,5 milioane de locuitori) în urma Londrei (8 milioane) și înaintea Berlinului (3,5 milioane), pe baza populațiilor din 2012 ale a ceea ce Eurostat numește "orașe de bază pentru audit urban". Populația Parisului astăzi este mai mică decât vârful său istoric de 2,9 milioane în 1921. Principalele motive au fost o scădere semnificativă a dimensiunii gospodăriilor și o migrație dramatică a rezidenților către suburbiile între 1962 și 1975. Factorii în migrație au inclus de-industrializarea, chiria ridicată, gentrificarea multor cartiere interioare, transformarea spațiilor de locuit în birouri și o mai mare bunăstare între familiile care lucrează. Pierderea populației orașului a avut o oprire temporară la începutul secolului al XXI-lea; populația a crescut de la 2.125.246 în 1999 la 2.240.621 în 2012, înainte de a scădea din nou ușor în 2017, 2018 și din nou în 2021.
Paris este nucleul unei zone construite care se întinde mult dincolo de limitele sale: cunoscută sub denumirea de agglomération Parisienne și statistic ca unité urbaine (o măsură a zonei urbane), populația aglomerației Parisului în 2017 de 10.785.092 de locuitori a făcut-o cea mai mare zonă urbană din Uniunea Europeană. Activitatea navetiștilor influențați de oraș se extinde mult dincolo de aceasta, într-o aire d'attraction de Paris („zonă funcțională”, o metodă statistică comparabilă cu o zonă metropolitană), care avea o populație de 13.024.518 în 2017, reprezentând 19,6% din populația Franței, și cea mai mare zonă metropolitană din zona euro.
Potrivit Eurostat, agenția de statistică a UE, în 2012, comuna Paris a fost cel mai dens populat oraș din Uniunea Europeană, cu 21.616 de locuitori pe kilometru pătrat în limitele orașului (zona statistică NUTS-3), înaintea West Inner London, care avea 10.374 de locuitori pe kilometru pătrat. Potrivit aceluiași recensământ, trei departamente care înconjoară Parisul, Hauts-de-Seine, Seine-Saint-Denis și Val-de-Marne, aveau densități de populație de peste 10.000 de locuitori pe kilometru pătrat, clasându-se printre cele 10 zone cel mai dens populate din UE.

### Migrație
Potrivit legii franceze, persoanele născute în țări străine fără cetățenie franceză la naștere sunt definite ca imigranți. Conform recensământului din 2012, 135.853 de locuitori ai orașului Paris erau imigranți din Europa, 112.369 erau imigranți din Magreb, 70.852 din Africa subsahariană și Egipt, 5.059 din Turcia, 91.297 din Asia (în afara Turciei), 38.858 din America și 1.365 din Pacificul de Sud.
În regiunea Parisului, 590.504 locuitori erau imigranți din Europa, 627.078 erau imigranți din Maghreb, 435.339 din Africa subsahariană și Egipt, 69.338 din Turcia, 322.330 din Asia (în afara Turciei), 113.363 din America și 2.261 din Pacificul de Sud.
În 2012, erau 8.810 cetățeni britanici și 10.019 cetățeni americani care locuiau în orașul Paris (Ville de Paris) și 20.466 cetățeni britanici și 16.408 cetățeni americani care locuiau în întreaga regiune pariziană (Île-de-France).
În perioada 2020-2021, aproximativ 6 milioane de persoane, sau 41% din populația regiunii Parisului, erau fie imigranți (21%), fie aveau cel puțin un părinte imigrant (20%); aceste cifre nu includ persoanele franceze născute în Departamentele de peste mări și descendenții lor direcți.

### Religie

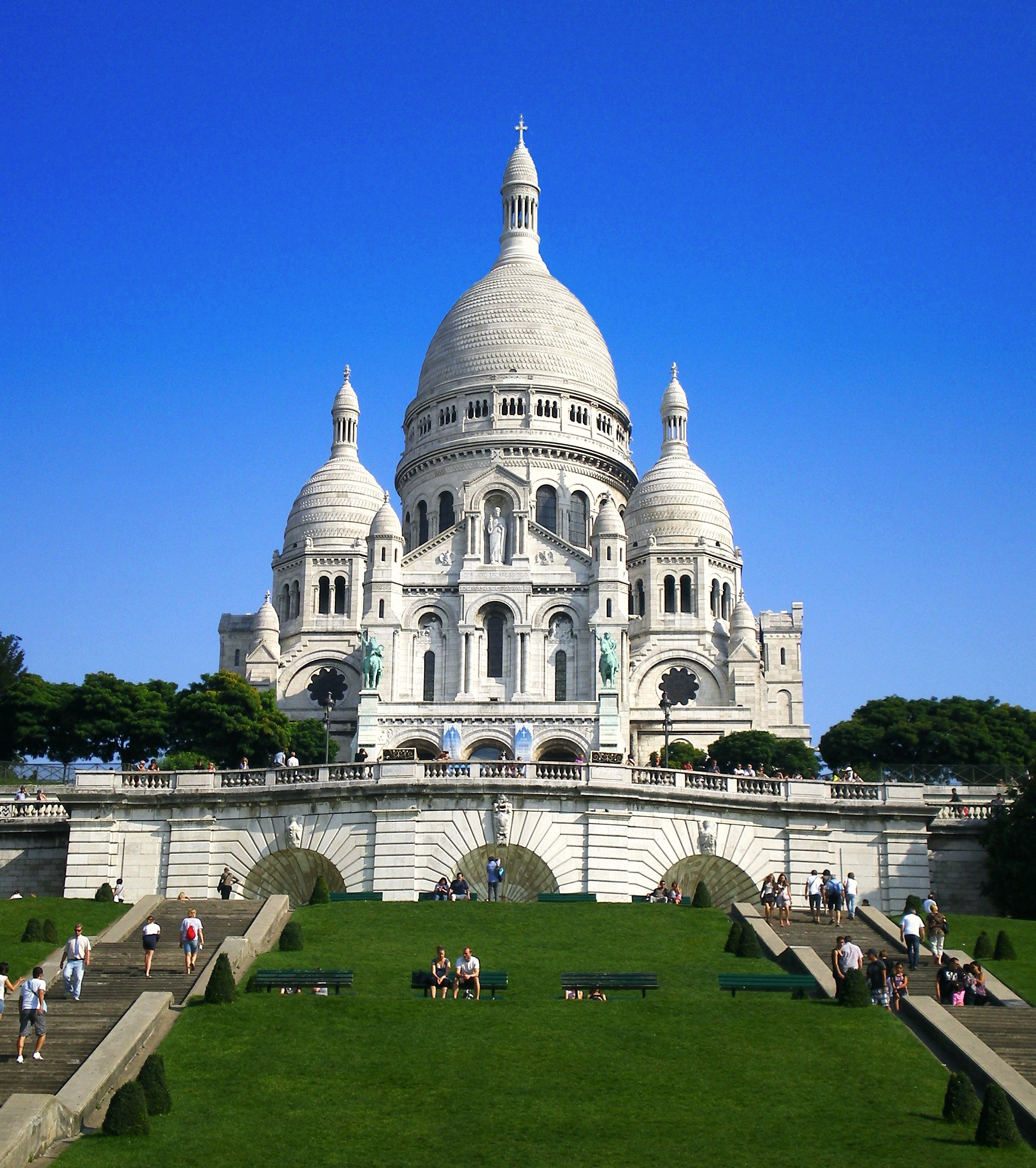
Biserica Sfânta Inimă din Montmartre.

La începutul secolului al XX-lea, Parisul era cel mai mare oraș catolic din lume. Datele recensământului francez nu conțin informații despre afilierea religioasă. Conform unui sondaj din 2011 realizat de Institutul Francez de Opinie Publică (IFOP), o organizație franceză de cercetare a opiniei publice, 61% dintre locuitorii Regiunii Parisului (Île-de-France) s-au identificat ca romano-catolici. În același sondaj, 7% dintre locuitori s-au identificat ca musulmani, 4% ca protestanți, 2% ca evrei și 25% ca fără religie.
Conform INSEE, între 4 și 5 milioane de rezidenți francezi s-au născut sau au cel puțin un părinte născut într-o țară predominant musulmană, în special Algeria, Maroc și Tunisia. Un sondaj IFOP din 2008 a raportat că, dintre imigranții din aceste țări predominant musulmane, 25% mergeau regulat la moschee; 41% practicau religia, iar 34% erau credincioși, dar nu practicau religia. În 2012 și 2013, s-a estimat că în City of Paris erau aproape 500.000 de musulmani, în regiunea Île-de-France 1,5 milioane de musulmani și în Franța între 4 și 5 milioane de musulmani.
Populația evreiască a Regiunii Parisului a fost estimată în 2014 la 282.000, cea mai mare concentrație de evrei din lume în afara Israelului și Statelor Unite.

## Economie

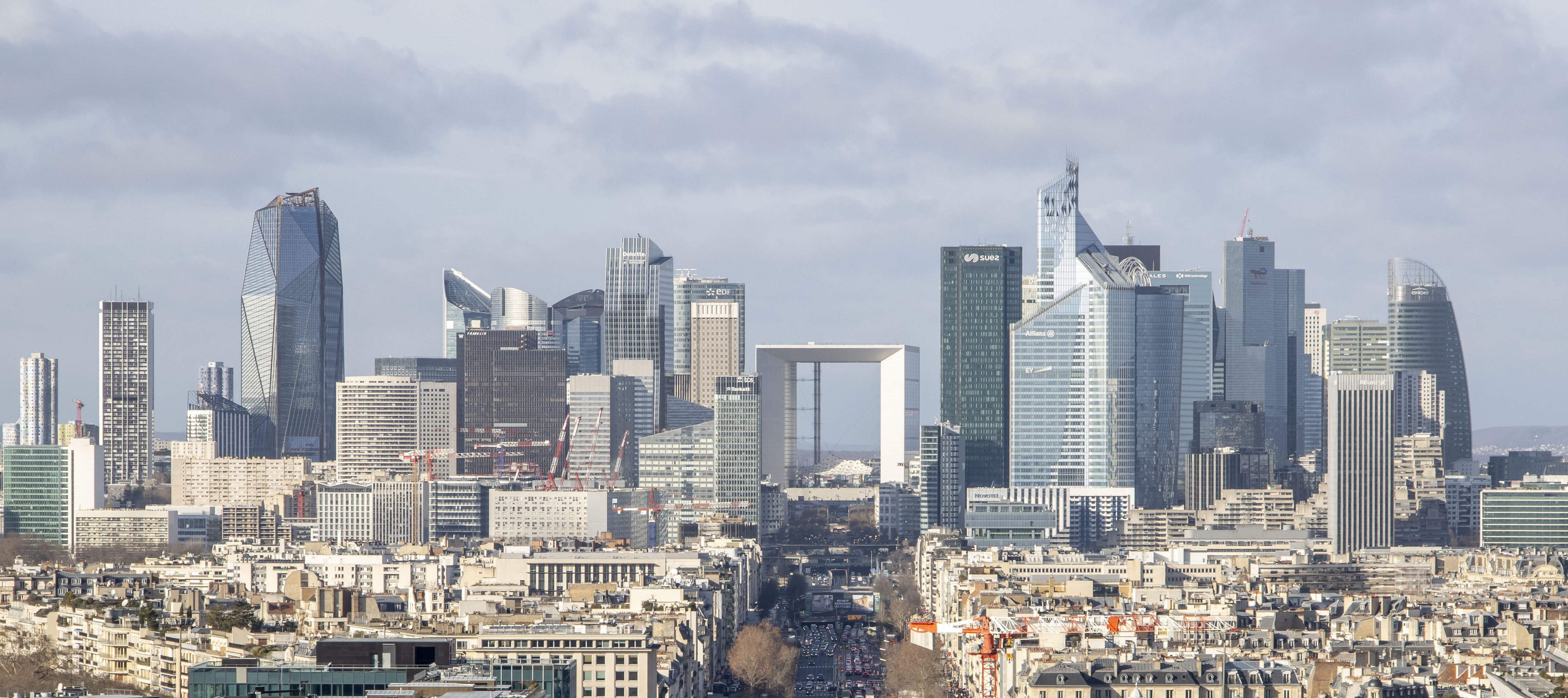
La Défense, cel mai mare cartier de afaceri dedicat din Europa.

Economia orașului Paris este în mare parte bazată pe servicii și comerț; din cele 390.480 de întreprinderi din oraș, 80,6% sunt implicate în comerț, transport și diverse servicii, 6,5% în construcții și doar 3,8% în industrie. Povestea este similară în Regiunea Parisului (Île-de-France): 76,7% din întreprinderi sunt implicate în comerț și servicii, iar 3,4% în industrie.
La recensământul din 2012, 59,5% din locurile de muncă din Regiunea Parisului erau în servicii de piață (12,0% în comerțul en-gros și cu amănuntul, 9,7% în servicii profesionale, științifice și tehnice, 6,5% în informații și comunicații, 6,5% în transport și depozitare, 5,9% în finanțe și asigurări, 5,8% în servicii administrative și de suport, 4,6% în servicii de cazare și alimentație, și 8,5% în diverse alte servicii de piață), 26,9% în servicii non-piață (10,4% în activități de sănătate umană și asistență socială, 9,6% în administrație publică și apărare, și 6,9% în educație), 8,2% în fabricație și utilități (6,6% în fabricație și 1,5% în utilități), 5,2% în construcții și 0,2% în agricultură.

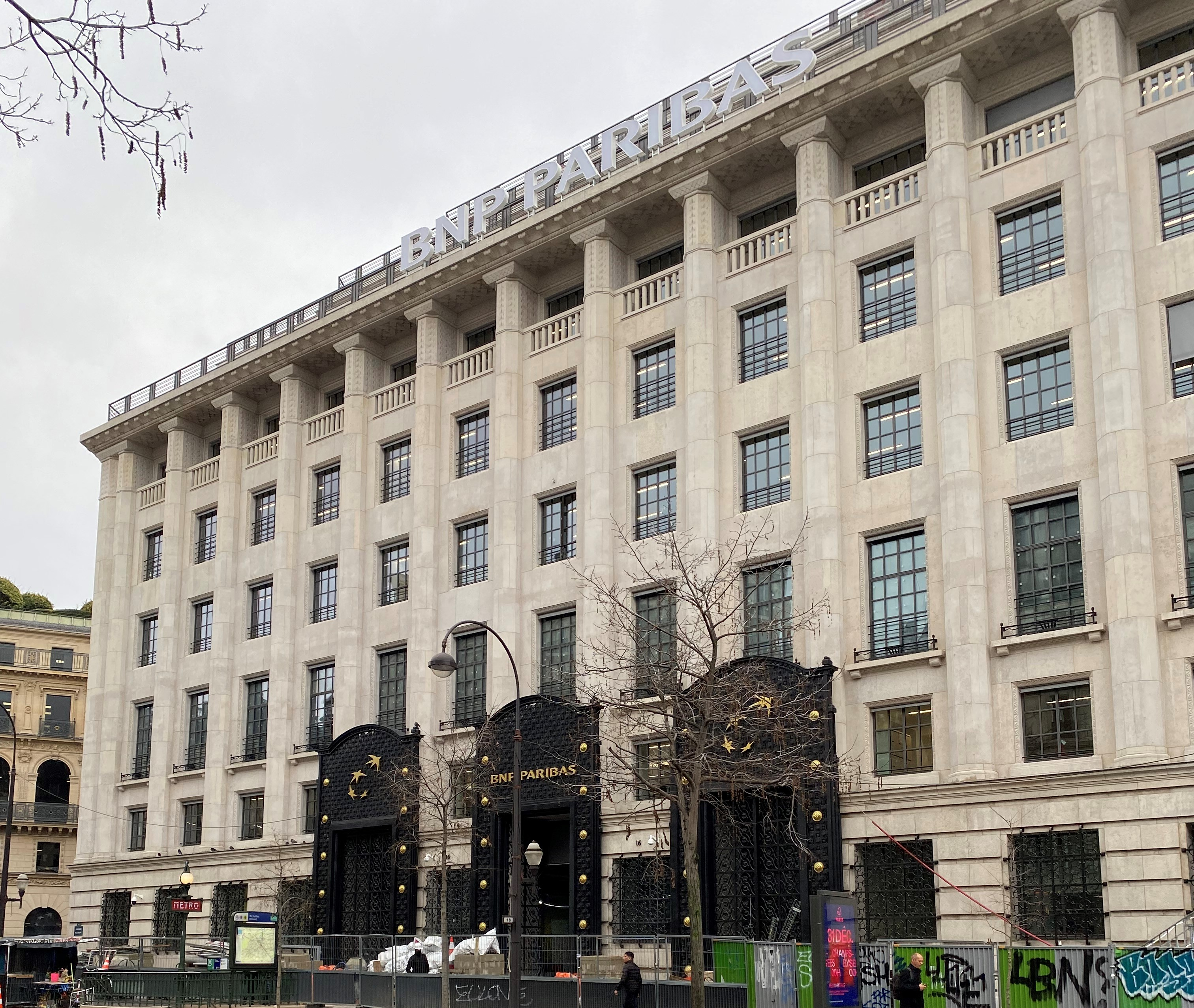
Sediul BNP Paribas, cel mai mare grup bancar din Europa, în Boulevard des Italians.

În 2010, Regiunea Parisului avea 5,4 milioane de angajați cu salarii, dintre care 2,2 milioane erau concentrați în 39 de zone de afaceri sau districte comerciale. Cel mai mare dintre acestea, în ceea ce privește numărul de angajați, este cunoscut în franceză sub numele de QCA, sau cartierul central de afaceri; în 2010, a fost locul de muncă al a 500.000 de angajați cu salarii, aproximativ 30% din angajații cu salarii din Paris și 10% din cei din Île-de-France. Cele mai mari sectoare de activitate din districtul central de afaceri au fost finanțele și asigurările (16% din angajații din district) și serviciile de afaceri (15%). Districtul include și o mare concentrare de magazine, zone comerciale, hoteluri și restaurante, precum și birouri guvernamentale și ministere. Al doilea cel mai mare district de afaceri în ceea ce privește angajarea este La Défense, la scurtă distanță de vestul orașului. În 2010, a fost locul de muncă al a 144.600 de angajați, dintre care 38% lucrau în finanțe și asigurări, 16% în servicii de suport pentru afaceri. Alte două districte importante, Neuilly-sur-Seine și Levallois-Perret, sunt extensii ale districtului de afaceri din Paris și ale La Défense. Un alt district, incluzând Boulogne-Billancourt, Issy-les-Moulineaux și partea de sud a celui de-al 15-lea arondisment, este un centru de activitate pentru media și tehnologia informației. Cele mai mari companii franceze listate în Fortune Global 500 pentru 2021 își au toate sediul în Regiunea Parisului; șase în centrul de afaceri din orașul Paris; și patru aproape de oraș în Departamentul Hauts-de-Seine, trei în La Défense și unul în Boulogne-Billancourt. Unele companii, precum Société Générale, au birouri atât în Paris, cât și în La Défense. Regiunea Parisului este regiunea principală din Franța pentru activitatea economică, cu un PIB de 765 miliarde de euro (din care 253 miliarde de euro erau în orașul Paris). În 2021, PIB-ul său a ocupat prima poziție între regiunile metropolitane din UE, iar PIB-ul său pe cap de locuitor la paritatea puterii de cumpărare a fost al 8-lea cel mai ridicat. În timp ce populația regiunii Parisului a reprezentat 18,8% din Franța metropolitană în 2019, PIB-ul regiunii Parisului a reprezentat 32% din PIB-ul Franței metropolitane.
Economia regiunii Parisului s-a transformat treptat de la industrie la industrii de servicii cu valoare adăugată ridicată (finanțe, servicii IT) și la producție de înaltă tehnologie (electronică, optică, aerospatială, etc.). Cea mai intensă activitate economică a regiunii Parisului prin departamentul central Hauts-de-Seine și districtul de afaceri suburban La Défense plasează centrul economic al Parisului la vest de oraș, într-un triunghi între Opéra Garnier, La Défense și Val de Seine. În timp ce economia Parisului este dominată de servicii, iar angajarea în sectorul manufacturier a scăzut semnificativ, regiunea rămâne un centru important de producție, în special pentru aeronautică, automobile și industrii "eco".
În sondajul global al costului de viață realizat de Economist Intelligence Unit în 2017, pe baza unui sondaj efectuat în septembrie 2016, Parisul a ocupat locul șaptelea ca oraș cel mai scump din lume și al doilea cel mai scump din Europa, după Zürich. În 2018, Parisul a fost cel mai scump oraș din lume, alături de Singapore și Hong Kong. Station F este un incubator de afaceri pentru startup-uri, notat ca fiind cea mai mare facilitate pentru startup-uri din lume.

### Angajarea și veniturile

Venitul mediu la Paris și cele mai apropiate departamente ale sale în 2018.

Majoritatea angajaților salariați din Paris ocupă 370.000 de locuri de muncă în domeniul serviciilor de afaceri, concentrate în cartierele nord-vestice 8, 16 și 17. Companiile de servicii financiare din Paris sunt concentrate în districtul bancar și de asigurări din cartierele central-vestice 8 și 9. Districtul magazinelor din Paris, situat în cartierele 1, 6, 8 și 9, angajează zece la sută din muncitorii parizieni, majoritatea femei, cu 100.000 dintre aceștia înregistrându-se în comerțul cu amănuntul. Paisprezece la sută dintre locuitorii Parisului lucrează în hoteluri, restaurante și alte servicii pentru persoane. Nouăsprezece la sută dintre angajații parizieni lucrează pentru stat în administrare sau educație. Majoritatea lucrătorilor din domeniul sănătății și social lucrează în spitale și locuințe sociale concentrate în cartierele periferice 13, 14, 18, 19 și 20. În afara Parisului, districtul La Défense din Hauts-de-Seine, specializat în finanțe, asigurări și cercetare științifică, angajează 144.600 de persoane, iar sectorul audiovizual din Seine-Saint-Denis are 200 de companii media și 10 studiouri de film importante.
Industria de producție a Parisului este în mare parte concentrată în suburbiile sale, iar orașul în sine are doar aproximativ 75.000 de muncitori în producție, majoritatea în industria textilă, confecții, marochinărie și încălțăminte. Cele 800 de companii aero-spațiale din regiunea Parisului au angajat 100.000 de persoane. Patru sute de companii din industria auto angajează alți 100.000 de muncitori: multe dintre acestea sunt concentrate în departamentul Yvelines în jurul uzinelor Renault și PSA-Citroën (acest departament angajează singur 33.000), dar industria în ansamblu a suferit o pierdere majoră odată cu închiderea în 2014 a unei mari uzine Citroën din Aulnay-sous-Bois. Departamentul sudic Essonne este specializat în știință și tehnologie, iar Val-de-Marne, din sud-est, cu piața sa en-gros Rungis, este specializat în procesarea alimentelor și băuturilor. Declinul industriei de producție a regiunii Parisului este înlocuit rapid de industriile ecologice: acestea angajează aproximativ 100.000 de muncitori.
Veniturile sunt mai mari în partea vestică a orașului și în suburbiile vestice decât în părțile nordică și estică ale zonei urbane. În timp ce Parisul are unele dintre cele mai bogate cartiere din Franța, are și unele dintre cele mai sărace, în principal în partea estică a orașului. În 2012, 14% din gospodăriile din oraș câștigau mai puțin de 977 de euro pe lună, pragul oficial al sărăciei. Douăzeci și cinci la sută din rezidenții din cartierul 19 trăiau sub pragul sărăciei; în cel mai bogat cartier al orașului, cartierul 7, 7% trăiau sub pragul sărăciei. Rata șomajului în Paris în al patrulea trimestru al anului 2021 a fost de șase la sută, comparativ cu 7,4 la sută în întreaga Franță. Acesta a fost cel mai scăzut nivel din ultimii treisprezece ani.

### Turism

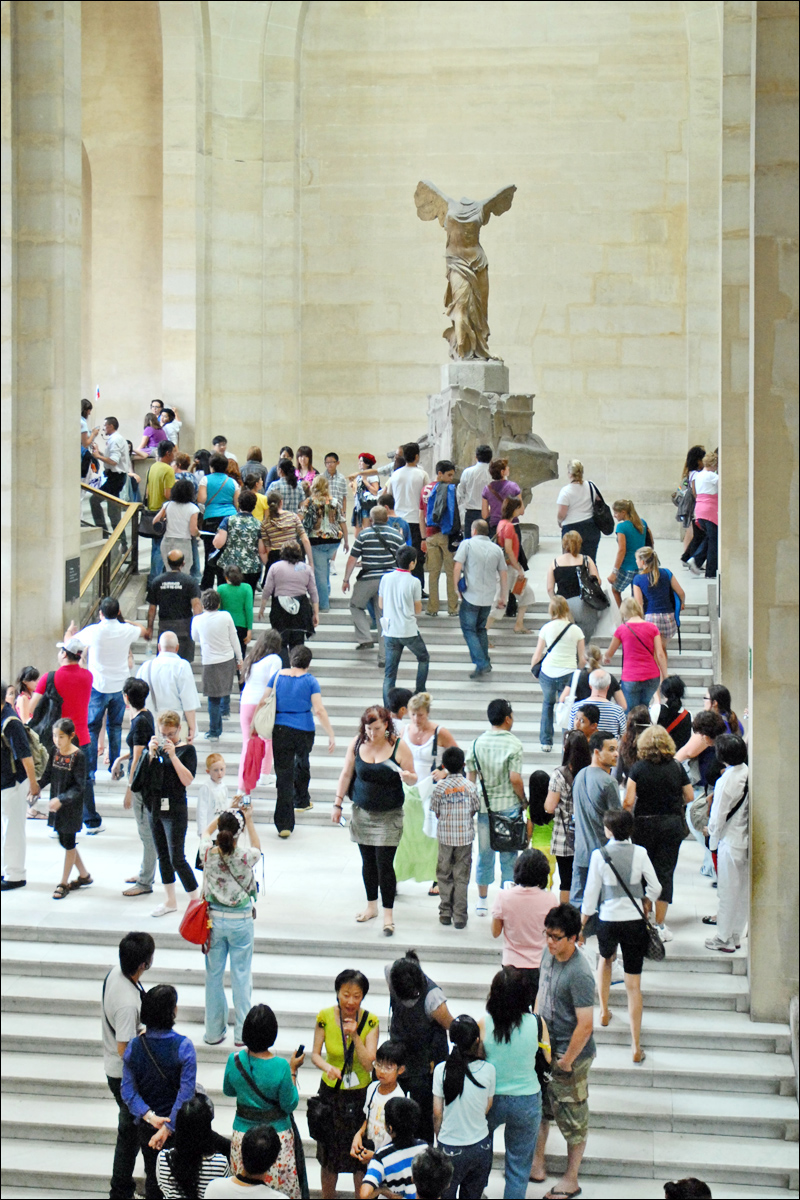
Luvru, cel mai vizitat muzeu de artă din lume.

Turismul a continuat să se redreseze în regiunea Parisului în anul 2022, crescând la 44 de milioane de vizitatori, o creștere de 95 la sută față de anul 2021, dar totuși cu 13 la sută mai mic decât în anul 2019.
Marele Paris, cuprinzând Parisul și cele trei departamente înconjurătoare, a primit un număr record de 38 de milioane de vizitatori în anul 2019, măsurat prin sosirile la hoteluri. Aceștia au inclus 12,2 milioane de vizitatori francezi. Dintre vizitatorii străini, cei mai mulți au venit din Statele Unite (2,6 milioane), Regatul Unit (1,2 milioane), Germania (981 de mii) și China (711 de mii).
În anul 2018, măsurat de Indicele Global al Destinațiilor de la Euromonitor, Parisul a fost a doua destinație aeriană cu cea mai mare aglomerație din lume, cu 19,10 milioane de vizitatori, în spatele Bangkokului (22,78 milioane), dar înaintea Londrei (19,09 milioane). Potrivit Biroului de Turism și Convenții din Paris, 393.008 de angajați din Marele Paris, adică 12,4 la sută din forța totală de muncă, sunt implicați în sectoarele legate de turism, cum ar fi hotelurile, cateringul, transportul și timpul liber.
Principalele atracții culturale ale orașului în anul 2022 au fost Muzeul Louvre (7,7 milioane de vizitatori), Turnul Eiffel (5,8 milioane de vizitatori), Muzeul d'Orsay (3,27 milioane de vizitatori) și Centrul Pompidou (3 milioane de vizitatori).
În anul 2019, Marele Paris avea 2.056 de hoteluri, inclusiv 94 de hoteluri de cinci stele, cu un total de 121.646 de camere. De asemenea, în anul 2019, în plus față de hoteluri, Marele Paris avea 60.000 de locuințe înregistrate la Airbnb. Potrivit legii franceze, chiriașii acestor unități trebuie să plătească taxa de turism din Paris. Compania a plătit primăriei orașului 7,3 milioane de euro în anul 2016.
O fracțiune minusculă din vizitatorii străini suferă de sindromul Paris atunci când experiențele lor nu îndeplinesc așteptările.

## Cultură

### Pictura și sculptura

Auguste Renoir, Bal du moulin de la Galette, 1876, ulei pe pânză, 131 cm × 175 cm (52 in × 69 in), Muzeul Orsay

De secole, Parisul a atras artiști din întreaga lume. Ca urmare, Parisul și-a dobândit reputația de "Oraș al Artei". Artiștii italieni au avut o influență profundă asupra dezvoltării artei în Paris în secolele al XVI-lea și al XVII-lea, în special în sculptură și basoreliefuri. Pictura și sculptura au devenit mândria monarhiei franceze, iar familia regală franceză a comandat numeroși artiști parizieni pentru a împodobi palatele lor în timpul perioadei de Baroc și Clasicism francez. Sculptori precum Girardon, Coysevox și Coustou au dobândit reputații ca fiind cei mai buni artiști de la curtea regală în Franța secolului al XVII-lea. Pierre Mignard a devenit primul pictor al regelui Ludovic al XIV-lea în această perioadă. În 1648, Académie royale de peinture et de sculpture (Academia Regală de Pictură și Sculptură) a fost înființată pentru a ține pasul cu interesul dramatic pentru artă din capitală. Aceasta a servit drept cea mai importantă școală de artă din Franța până în 1793.
Parisul a fost în apogeul său artistic în secolul al XIX-lea și la începutul secolului al XX-lea, când a avut o colonie de artiști stabilită în oraș și în școlile de artă asociate unora dintre cei mai buni pictori ai vremii: Henri de Toulouse-Lautrec, Édouard Manet, Claude Monet, Berthe Morisot, Paul Gauguin, Pierre-Auguste Renoir și alții. Parisul a fost central în dezvoltarea Romanticismului în artă, cu pictori precum Géricault. Impresionismul, Art Nouveau, Simbolismul, Fauvismul, Cubismul și mișcările Art Deco au evoluat toate în Paris. La sfârșitul secolului al XIX-lea, mulți artiști din provinciile franceze și din întreaga lume au venit în turmă la Paris pentru a-și expune lucrările în numeroasele saloane și expoziții și pentru a-și face un nume. Artiști precum Pablo Picasso, Henri Matisse, Vincent van Gogh, Paul Cézanne, Jean Metzinger, Albert Gleizes, Henri Rousseau, Marc Chagall, Amedeo Modigliani și mulți alții au devenit asociati cu Parisul.
Cei mai prestigioși sculptori care și-au făcut reputația în Paris în era modernă sunt Frédéric Auguste Bartholdi (Statuia Libertății), Auguste Rodin, Camille Claudel, Antoine Bourdelle, Paul Landowski (statuia lui Hristos Mântuitorul din Rio de Janeiro) și Aristide Maillol. Epoca de aur a Școlii de la Paris s-a încheiat între cele două războaie mondiale.

### Muzee

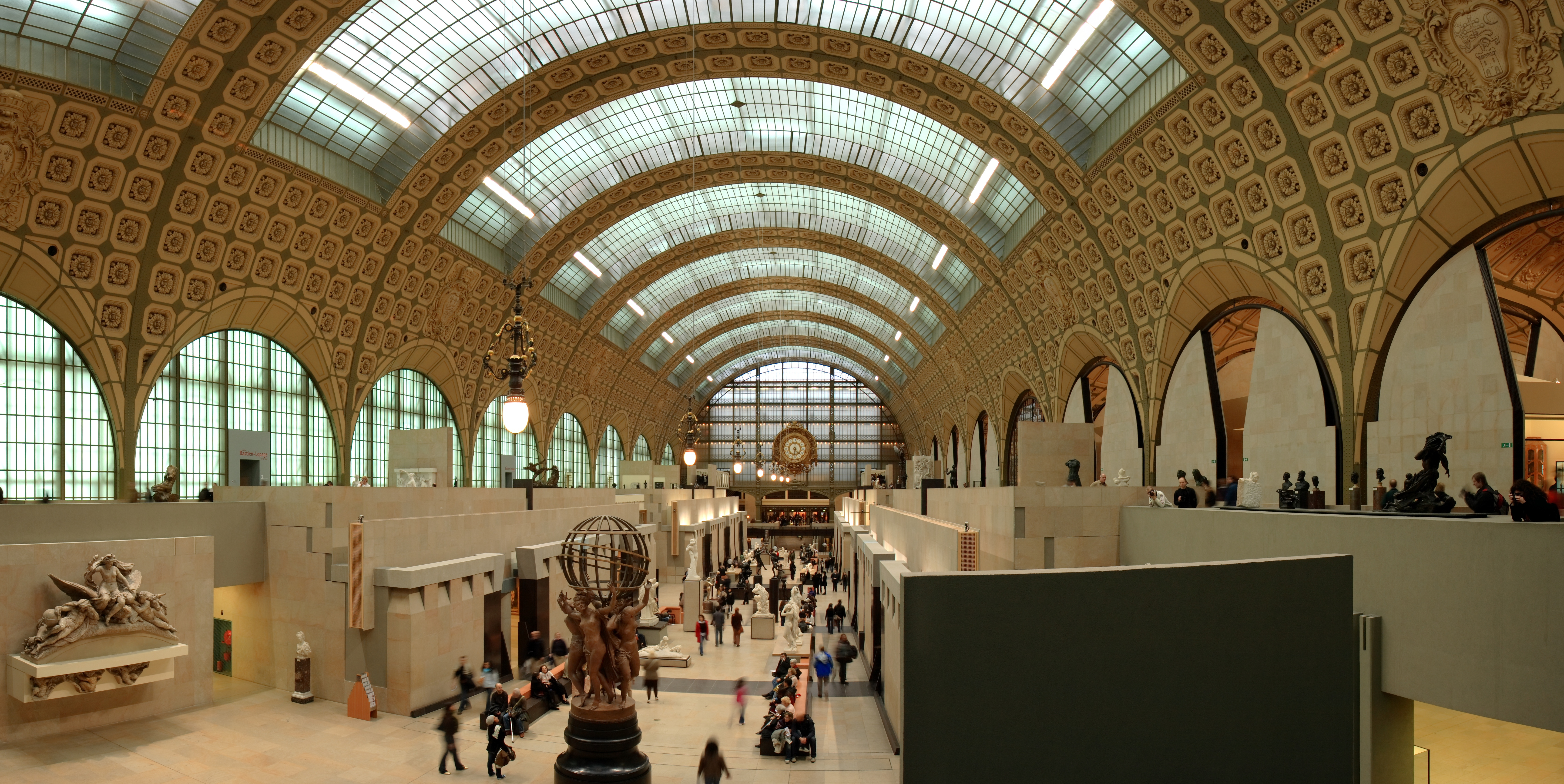
Muzeul Orsay.

Muzeul Luvru a primit 2,8 milioane de vizitatori în 2021, în creștere față de 2,7 milioane în 2020, menținându-și poziția ca primul dintre cele mai vizitate muzee. Comorile sale includ Mona Lisa (La Joconde), statuia Venus de Milo și Libertatea conducând poporul. Al doilea muzeu cel mai vizitat din oraș în 2021, cu 1,5 milioane de vizitatori, a fost Centre Georges Pompidou, cunoscut și sub numele de Beauborg, care găzduiește Muzeul Național de Artă Modernă. Al treilea muzeu parizian cel mai vizitat în 2021 a fost Muzeul Național de Istorie Naturală, cu 1,4 milioane de vizitatori. Este faimos pentru artefactele sale de dinozauri, colecțiile de minerale și Galeria Evoluției sale. A fost urmat de Muzeul d'Orsay, care prezintă arta secolului al XIX-lea și impresioniștii francezi, care a avut un milion de vizitatori. Parisul găzduiește unul dintre cele mai mari muzee de știință din Europa, Cité des sciences et de l'industrie, (984.000 de vizitatori în 2020). Celelalte muzee pariziene cele mai vizitate în 2021 au fost Fondation Louis Vuitton (691.000), Muzeul Quai Branly - Jacques Chirac, care prezintă arta și culturile indigene ale Africii, Asiei, Oceaniei și Americilor (616.000); Muzeul Carnavalet (istoria Parisului) (606.000), și Petit Palais, muzeul de artă al orașului Paris (518.000).
Musée de l'Orangerie⁠(d), situat în apropierea atât a Luvrului, cât și a Muzeului Orsay, expune de asemenea lucrări impresioniste și post-impresioniste, inclusiv majoritatea picturilor murale mari cu Ninfee ale lui Claude Monet. Muzeul național al Evului Mediu, sau Muzeul Cluny, prezintă artă medievală. Muzeul Guimet, sau Muzeul național al artelor asiatice, deține una dintre cele mai mari colecții de artă asiatică din Europa. Există, de asemenea, muzee remarcabile dedicate unor artiști individuali, inclusiv Muzeul Picasso, Muzeul Rodin și Muzeul național Eugène Delacroix.

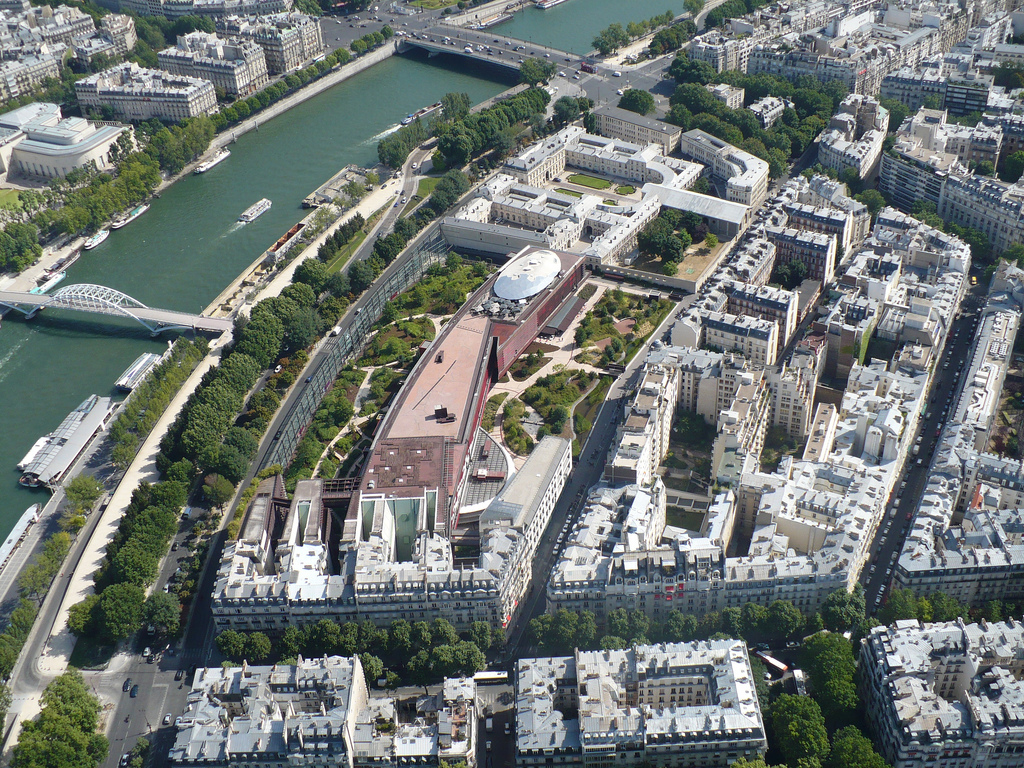
Muzeul Quai Branly.

Musée des Arts et Métiers, creat în 1794, este dedicat științei și tehnologiei.

Istoria militară a Franței este prezentată prin expoziții la Muzeul Armatei (Musée de l’Armée) din Domul Invalizilor. În plus față de muzeele naționale, gestionate de Ministerul Culturii, orașul Paris operează 14 muzee, inclusiv Muzeul Carnavalet despre istoria Parisului, Muzeul de Artă Modernă al Orașului Paris, Palais de Tokyo, Casa lui Victor Hugo, Casa lui Balzac și Catacombele din Paris. Există, de asemenea, muzee private remarcabile. Muzeul de Artă Contemporană al Fundației Louis Vuitton, proiectat de arhitectul Frank Gehry, a fost deschis în octombrie 2014 în Bois de Boulogne.

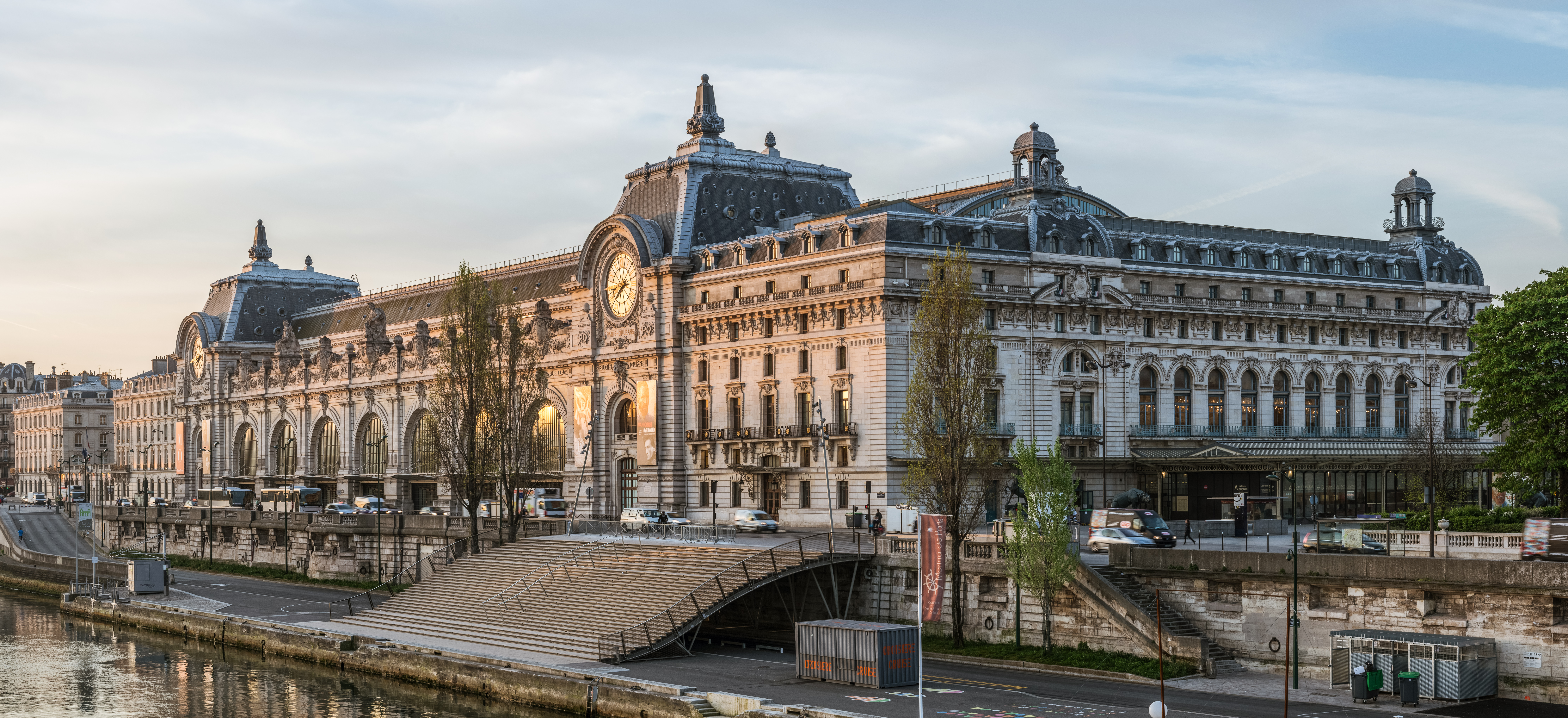
Muzeul d'Orsay.
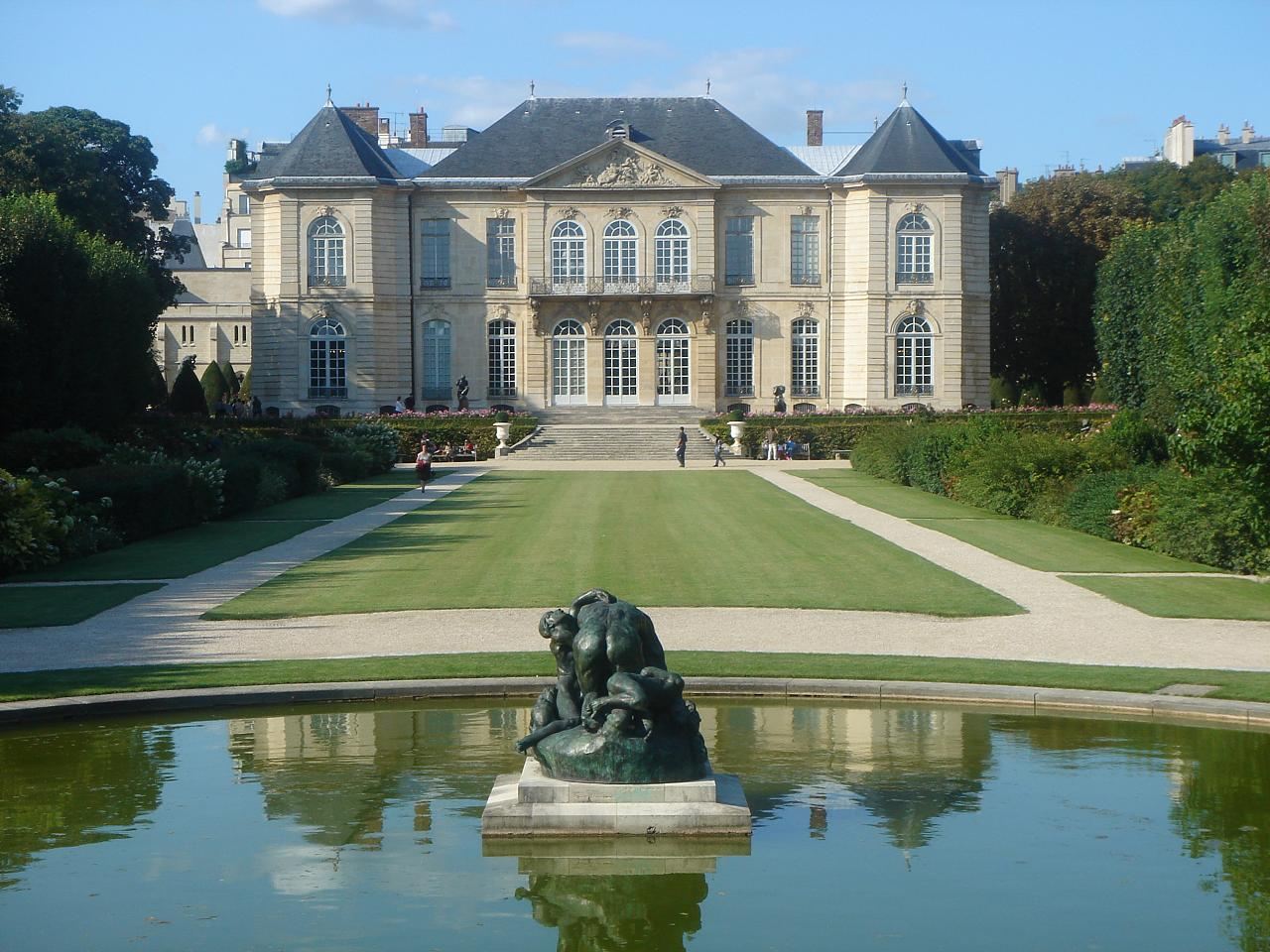
Muzeul Rodin.
Domul Invalizilor (muzeu al armatei).
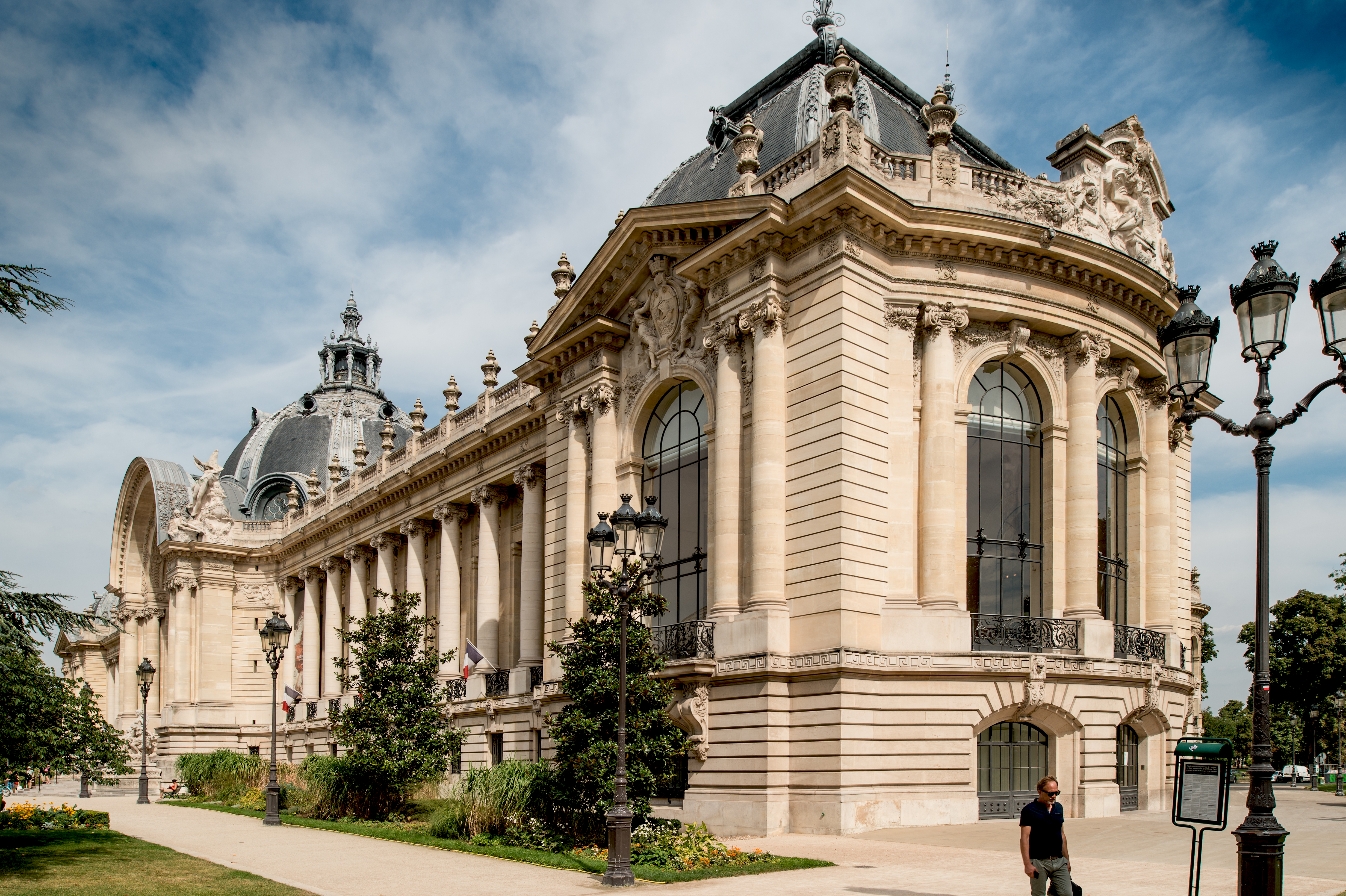
Muzeul de Arte Frumoase al orașului Paris (Petit Palais).

### Teatru

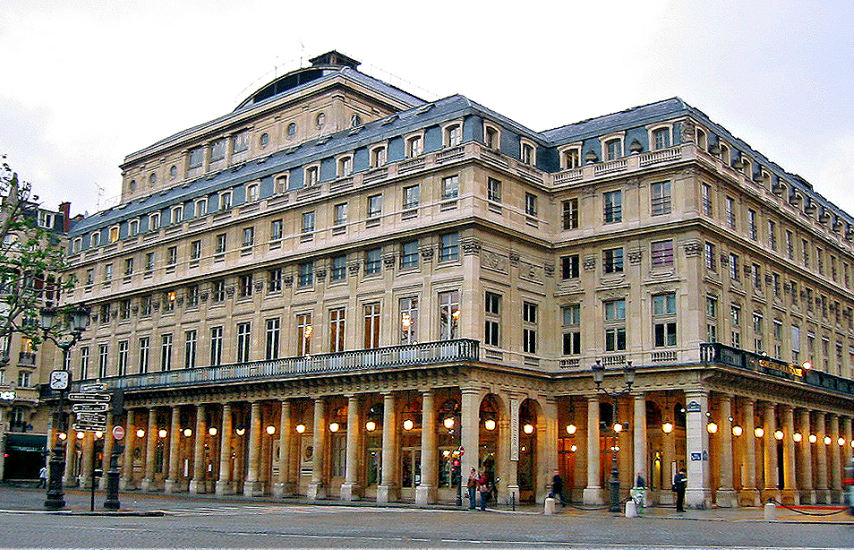
Comedia Franceză (Sala Richelieu)

Cele mai mari opere din Paris sunt Opéra Garnier din secolul al XIX-lea (istorica Opéra Paris) și moderna Opéra Bastille; prima tinde să prezinte baletul și operele mai clasice, iar cea din urmă oferă un repertoriu mixt de clasic și modern. La mijlocul secolului al XIX-lea, mai existau trei alte case de operă active și concurente: Opéra-Comique (care încă mai există), Théâtre-Italien și Théâtre Lyrique (care în vremurile moderne și-a schimbat profilul și numele în Théâtre de la Ville). Philharmonie de Paris, sala modernă de concerte simfonice din Paris, s-a deschis în ianuarie 2015. Un alt punct de referință muzical este Théâtre des Champs-Élysées, unde au avut loc primele reprezentații ale Balleturilor Ruse ale lui Diaghilev în anul 1913.
Teatrul a ocupat tradițional un loc important în cultura pariziană, iar mulți dintre cei mai populari actori de astăzi sunt și vedete de televiziune franceze. Cel mai vechi și cel mai faimos teatru din Paris este Comédie-Française, fondat în 1680. Condus de Guvernul Franței, acesta pune în scenă în principal clasici francezi la Salle Richelieu din Palais-Royal. Alte teatre celebre includ Odéon-Théâtre de l'Europe, de asemenea, o instituție de stat și un punct de referință teatral; Théâtre Mogador; și Théâtre de la Gaîté-Montparnasse.
Sala de muzică și cabaretul sunt instituții celebre ale Parisului. Moulin Rouge a fost deschis în 1889 și a devenit locul de naștere al dansului cunoscut sub numele de French Cancan. A contribuit la faima cântărețelor Mistinguett și Édith Piaf și a pictorului Toulouse-Lautrec. În 1911, sala de dans Olympia Paris a inventat scara mare ca decor pentru spectacolele sale, concurând cu marele său rival, Folies Bergère. Vedetele sale în anii 1920 au inclus cântăreața și dansatoarea americană Josephine Baker. Ulterior, la Olympia Paris au apărut Dalida, Édith Piaf, Marlene Dietrich, Miles Davis, Judy Garland și Grateful Dead.

Casino de Paris a prezentat mulți cântăreți celebri francezi, inclusiv Mistinguett, Maurice Chevalier și Tino Rossi. Alte săli de muzică celebre din Paris includ Le Lido, pe Champs-Élysées, deschis în 1946; și Crazy Horse Saloon, cu spectacole de striptease, dans și magie, deschis în 1951. În prezent există aproximativ jumătate de duzină de săli de muzică în Paris, frecventate în special de către vizitatorii orașului.

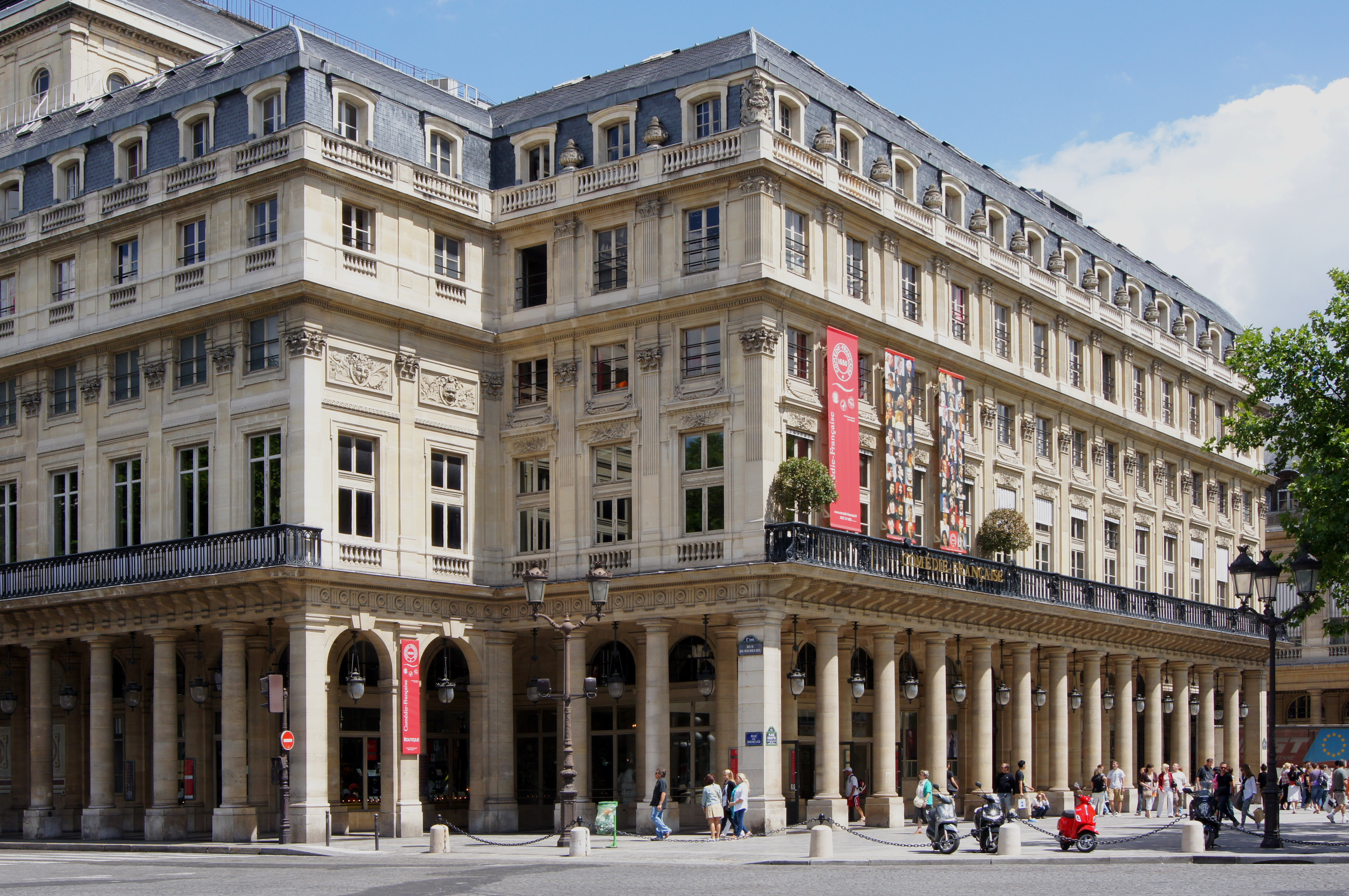
Comedia Franceză
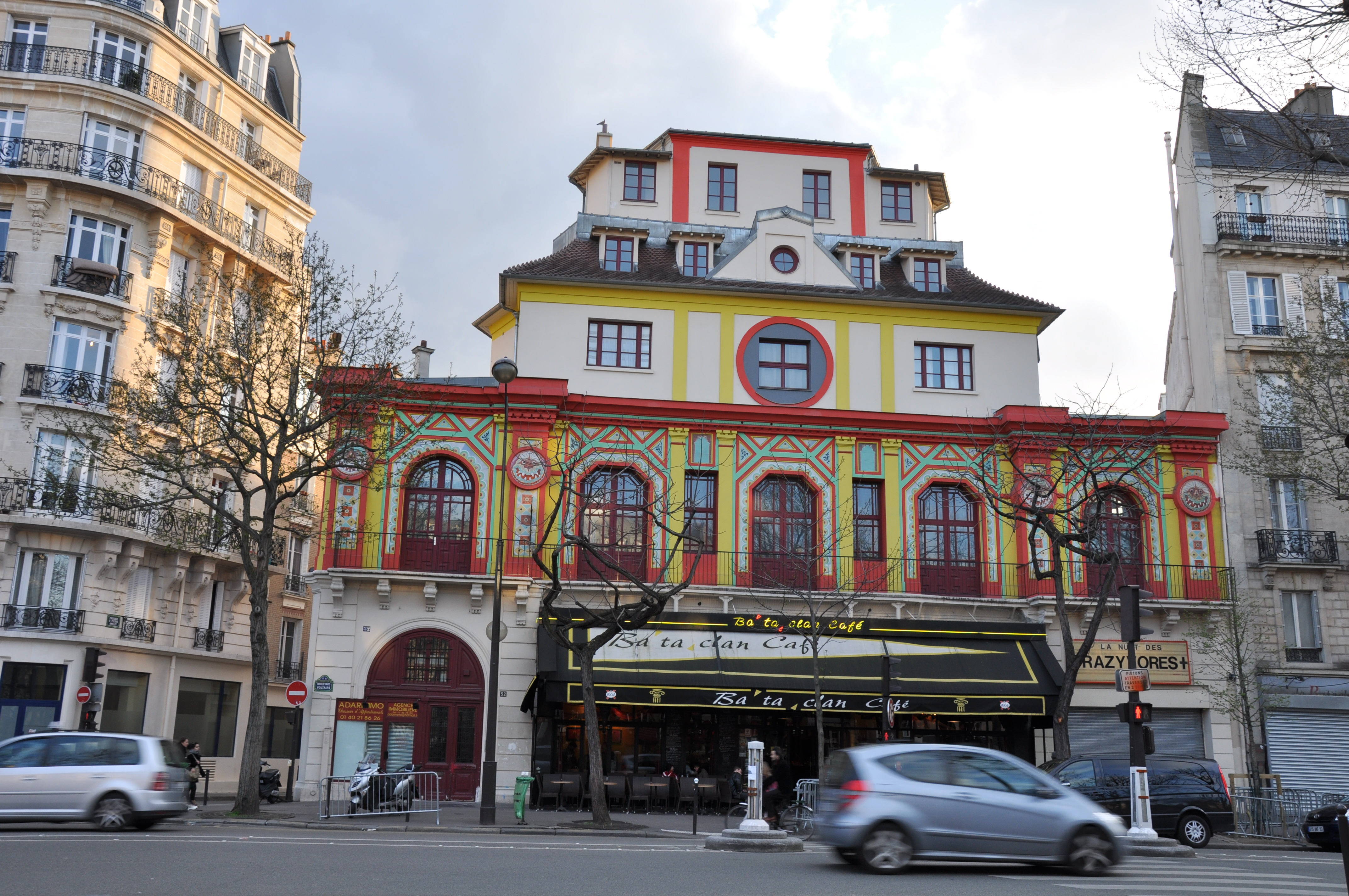
Bataclan
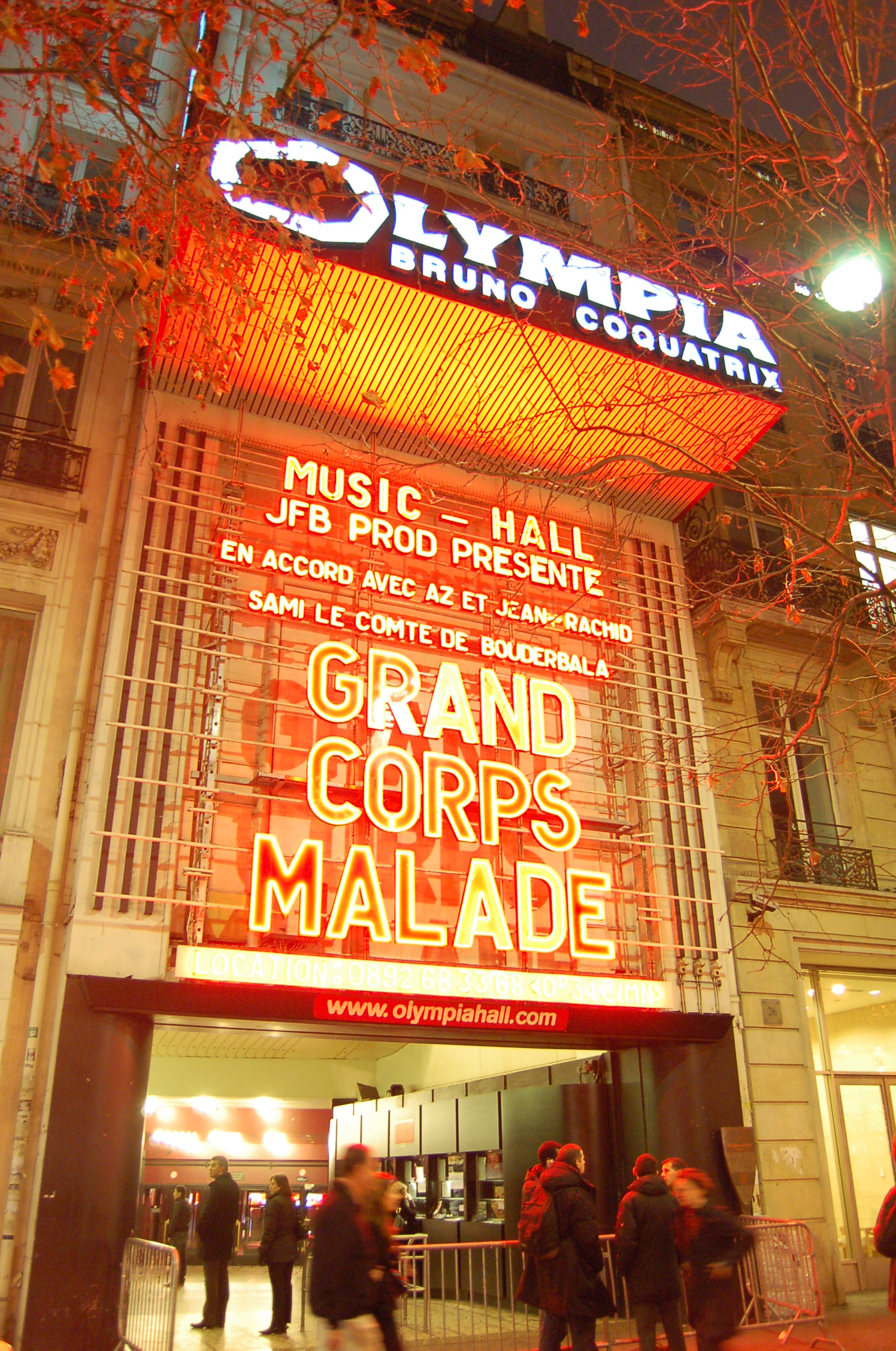
Olympia

### Literatură

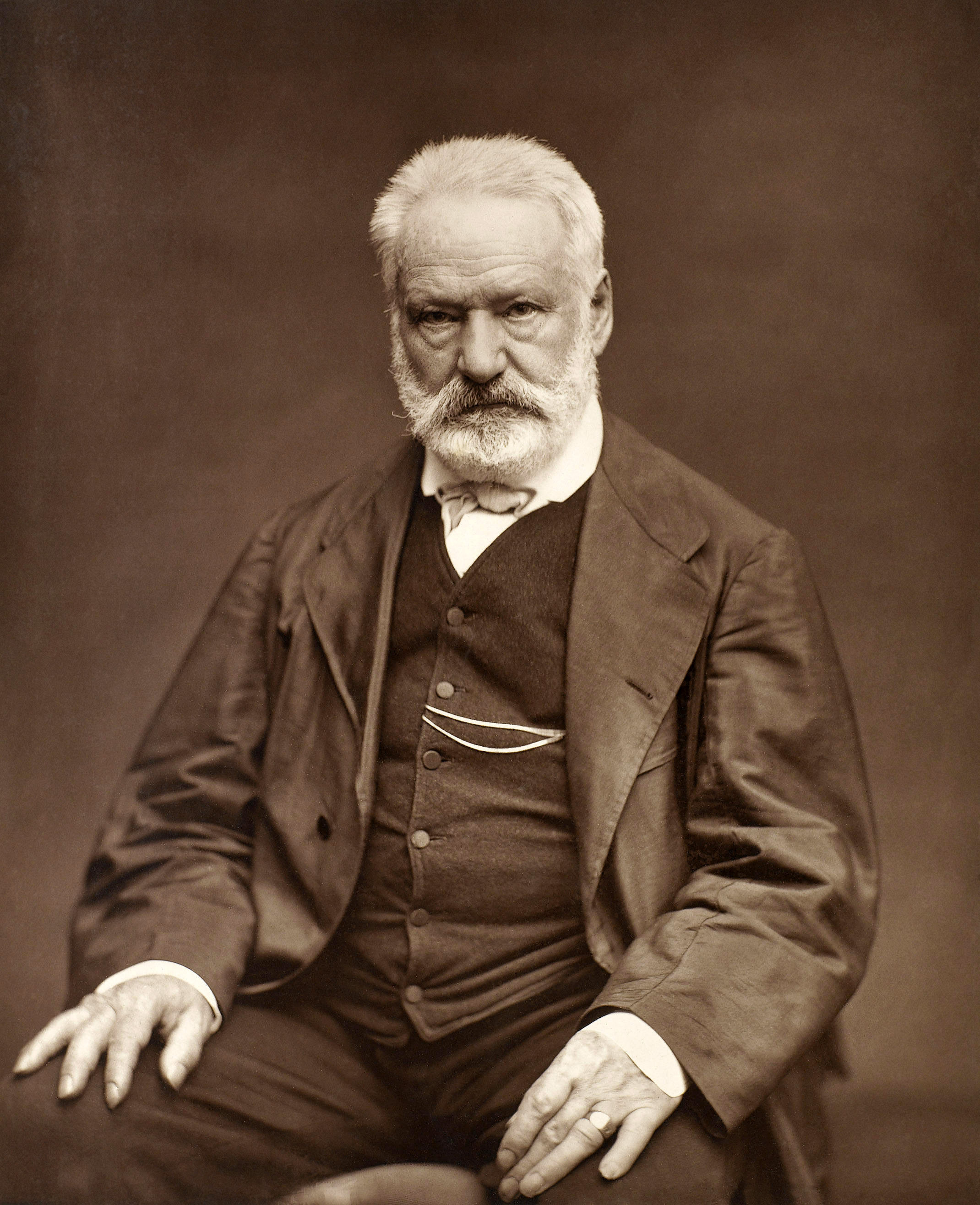
Victor Hugo

Prima carte tipărită în Franța, Epistolae ("Scrisori"), de Gasparinus de Bergamo (Gasparino da Barzizza), a fost publicată în Paris în 1470 de presa înființată de Johann Heynlin. De atunci, Parisul a fost centrul industriei editoriale franceze, locul de origine al unor dintre cei mai cunoscuți scriitori și poeți din lume și scenariul pentru multe opere clasice ale literaturii franceze. Parisul nu a devenit capitala recunoscută a literaturii franceze până în secolul al XVII-lea, cu autori precum Boileau, Corneille, La Fontaine, Molière, Racine, Charles Perrault, mulți venind din provincii, precum și înființarea Academiei Franceze. În secolul al XVIII-lea, viața literară a Parisului s-a învârtit în jurul cafenelelor și a salonelor; era dominată de Voltaire, Jean-Jacques Rousseau, Pierre de Marivaux și Pierre Beaumarchais.
În timpul secolului al XIX-lea, Parisul a fost locul de origine și subiectul unora dintre cei mai mari scriitori ai Franței, inclusiv Charles Baudelaire, Stéphane Mallarmé, Mérimée, Alfred de Musset, Marcel Proust, Émile Zola, Alexandre Dumas, Gustave Flaubert, Guy de Maupassant și Honoré de Balzac. Romanul lui Victor Hugo, Cocoșatul de la Notre-Dame, a inspirat renovarea locului său, Notre-Dame de Paris. Un alt roman al lui Victor Hugo, Mizerabilii, descria schimbarea socială și tulburările politice din Paris la începutul anilor 1830. Unul dintre cei mai populari scriitori francezi, Jules Verne, a lucrat la Teatrul Liric și la Bursa de Valori din Paris, în timp ce făcea cercetări pentru poveștile sale la Biblioteca Națională.
În secolul al XX-lea, comunitatea literară pariziană a fost dominată de figuri precum Colette, André Gide, François Mauriac, André Malraux, Albert Camus, iar după cel de-Al Doilea Război Mondial, de Simone de Beauvoir și Jean-Paul Sartre. Între războaie, a fost locul de origine al multor scriitori expatriați importanți, inclusiv Ernest Hemingway, Samuel Beckett, Miguel Ángel Asturias, Alejo Carpentier și Arturo Uslar Pietri. Câștigătorul Premiului Nobel pentru Literatură din 2014, Patrick Modiano, și-a bazat cea mai mare parte a operei literare pe descrierea orașului în timpul celui de-Al Doilea Război Mondial și în anii 1960-1970.
Parisul este un oraș al cărților și al librăriilor. În anii 1970, 80% dintre editurile de limbă franceză se găseau în Paris. Este, de asemenea, un oraș al micilor librării. Există aproximativ 150 de librării doar în arondismentul 5, plus alte 250 de standuri de cărți de-a lungul Senei. Librăriile mici din Paris sunt protejate împotriva concurenței din partea vânzătorilor de cărți la preț redus prin legea franceză; cărțile, chiar și e-cărțile, nu pot fi reduse cu mai mult de cinci procente sub prețul de copertă al editorului.

### Muzică

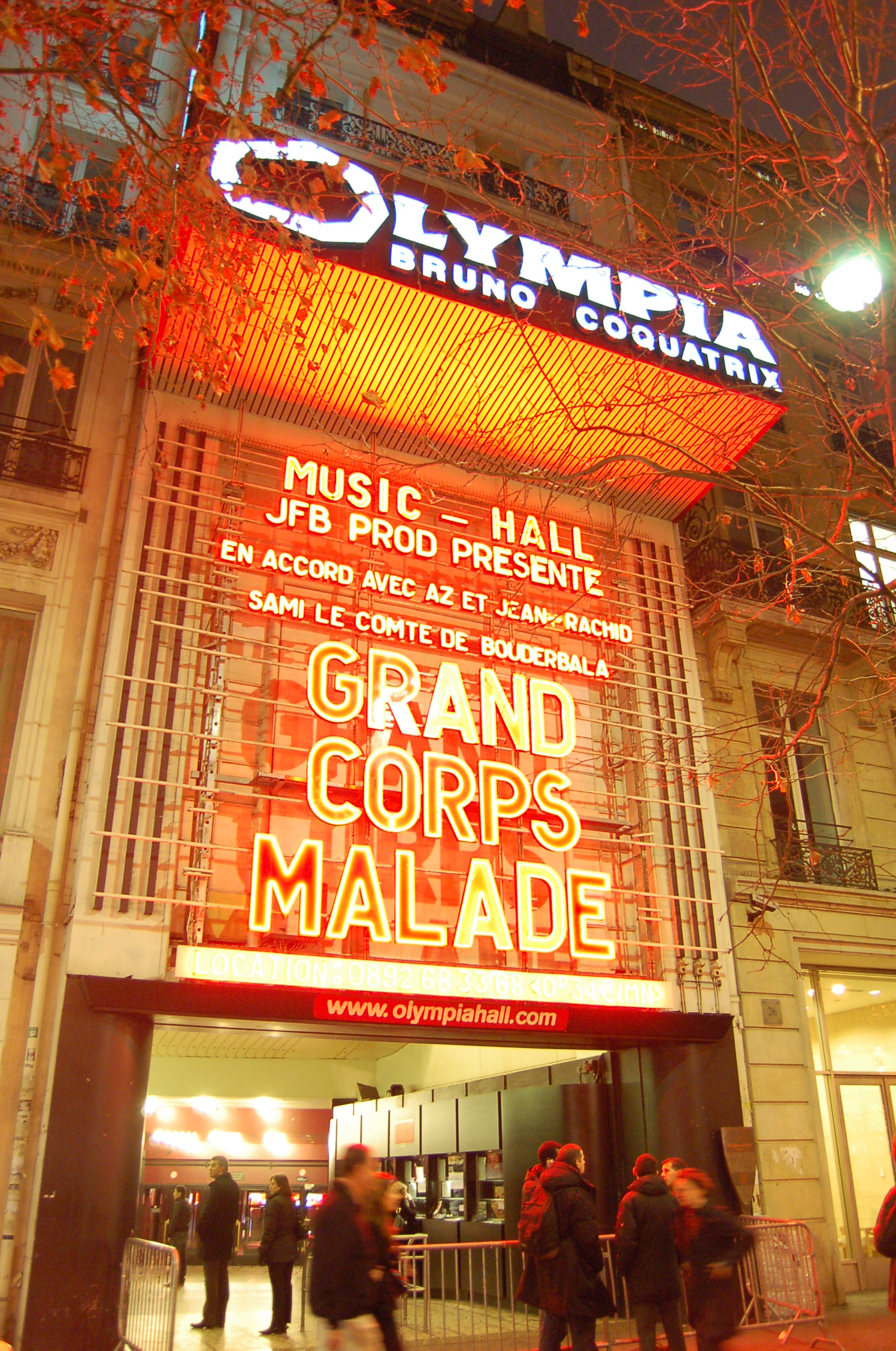
Sala de muzică Olympia.

La sfârșitul secolului al XII-lea, o școală de polifonie a fost înființată la Notre Dame. Printre Trouvères din nordul Franței, un grup de aristocrați parizieni a devenit cunoscut pentru poezia și cântecele lor. Troubadourii, din sudul Franței, erau, de asemenea, populari. În timpul domniei lui François I, în epoca Renașterii, alaúdele a devenit popular la curtea franceză. Familia regală și curtenii francezi "se distrau în mascarade, balet, dansuri alegorice, recitaluri, operă și comedie", iar o casă națională de tipar muzical a fost înființată. În perioada barocului, compozitori remarcabili au inclus pe Jean-Baptiste Lully, Jean-Philippe Rameau și François Couperin. Conservatorul de Muzică din Paris a fost înființat în 1795. Până în 1870, Parisul devenise un centru important pentru simfonie, balet și muzică operatică.
Compozitorii din perioada romantică (din Paris) includ pe Hector Berlioz, Charles Gounod, Camille Saint-Saëns, Léo Delibes și Jules Massenet, printre alții. Carmen de Georges Bizet a avut premiera la 3 martie 1875. Carmen a devenit de atunci una dintre cele mai populare și frecvent interpretate opere din canonul clasic. Printre compozitorii impresioniști care au creat lucrări noi pentru pian, orchestră, operă, muzică de cameră și alte forme muzicale, se numără în special Claude Debussy, Erik Satie și Maurice Ravel. Mai mulți compozitori născuți în străinătate, cum ar fi Frédéric Chopin, Franz Liszt, Jacques Offenbach, Niccolò Paganini și Igor Stravinski, s-au stabilit sau au adus contribuții semnificative atât cu lucrările lor, cât și cu influența lor în Paris.
Bal-musette este un stil de muzică și dans francez care a devenit popular pentru prima dată în Paris în anii 1870 și 1880; până în 1880, Parisul avea aproximativ 150 de săli de dans. Clienții dansau bourrée în acompaniamentul cabrettei (o gherghefă suflată cu fâșii numită local "musette") și adesea a vielle à roue (vioară cu roată) în cafenelele și barurile orașului. Muzicienii parizieni și italieni care cântau la acordeon au adoptat stilul și s-au stabilit în barurile Auvergnat, iar Parisul a devenit un important centru de jazz și încă atrage muzicieni de jazz din întreaga lume în cluburile și cafenelele sale.
Parisul este locul de origine al jazz-ului țigănesc în special, iar mulți dintre jazzmenii parizieni care s-au dezvoltat în prima jumătate a secolului al XX-lea au început prin a cânta Bal-musette în oraș. Django Reinhardt a devenit celebru în Paris, mutându-se în arondismentul 18 într-o rulotă când era copil și a cântat alături de violonistul Stéphane Grappelli și cvintetul lor, Quintette du Hot Club de France, în anii 1930 și 1940.
Imediat după război, cartierul Saint-Germain-des-Prés și cartierul învecinat Saint-Michel au devenit locul de origine al multor mici cluburi de jazz, printre care Caveau des Lorientais, Club Saint-Germain, Rose Rouge, Vieux-Colombier, și cel mai faimos, Le Tabou. Acestea i-au familiarizat pe parizieni cu muzica lui Claude Luter, Boris Vian, Sydney Bechet, Mezz Mezzrow și Henri Salvador. Majoritatea cluburilor s-au închis până la începutul anilor 1960, odată cu schimbarea preferințelor muzicale către rock and roll.
Unii dintre cei mai buni muzicieni manouche din lume pot fi găsiți aici, cântând în cafenelele orașului pe timp de noapte. Unele dintre cele mai notabile locuri de jazz includ New Morning, Le Sunset, La Chope des Puces și Bouquet du Nord. Mai multe festivaluri anuale au loc în Paris, inclusiv Festivalul de Jazz din Paris și festivalul de rock Rock en Seine. Orchestre de Paris a fost înființată în 1967. Decembrie 2015 a marcat aniversarea a 100 de ani de la nașterea lui Edith Piaf - considerată pe scară largă cântăreața națională a Franței, precum și una dintre cele mai mari vedete internaționale ale Franței.
Parisul are o scenă de hip hop bine dezvoltată. Această muzică a devenit populară în anii 1980. Prezența unei comunități mari africane și caraibiene a contribuit la dezvoltarea sa, oferind statut politic și social pentru multe minorități.

### Cinema
Industria filmului s-a născut în Paris când Auguste și Louis Lumière au proiectat primul film cu mișcare pentru o audiență plătitoare la Grand Café pe 28 decembrie 1895. Multe dintre sălile de concert/dans din Paris au fost transformate în cinematografe când media a devenit populară începând cu anii 1930. Sala de cinema cea mai mare din Paris astăzi se găsește în teatrul Grand Rex, cu 2.700 de locuri.
Mari cinematografe multiplex au fost construite începând cu anii 1990. UGC Ciné Cité Les Halles cu 27 de ecrane, MK2 Bibliothèque cu 20 de ecrane și UGC Ciné Cité Bercy cu 18 ecrane se numără printre cele mai mari cinematografe.
Parizienii tind să împărtășească aceleași tendințe de a merge la cinema ca multe dintre marile orașe globale, cu cinematografe dominate în principal de divertismentul cinematografic generat de Hollywood. Cinema-ul francez ocupă un loc secund, cu regizori majori (réalisateurs) precum Claude Lelouch, Jean-Luc Godard și Luc Besson, și genuri mai amuzante/populare cu regizorul Claude Zidi ca exemplu. Filmele europene și asiatice sunt de asemenea prezentate și apreciate pe scară largă.

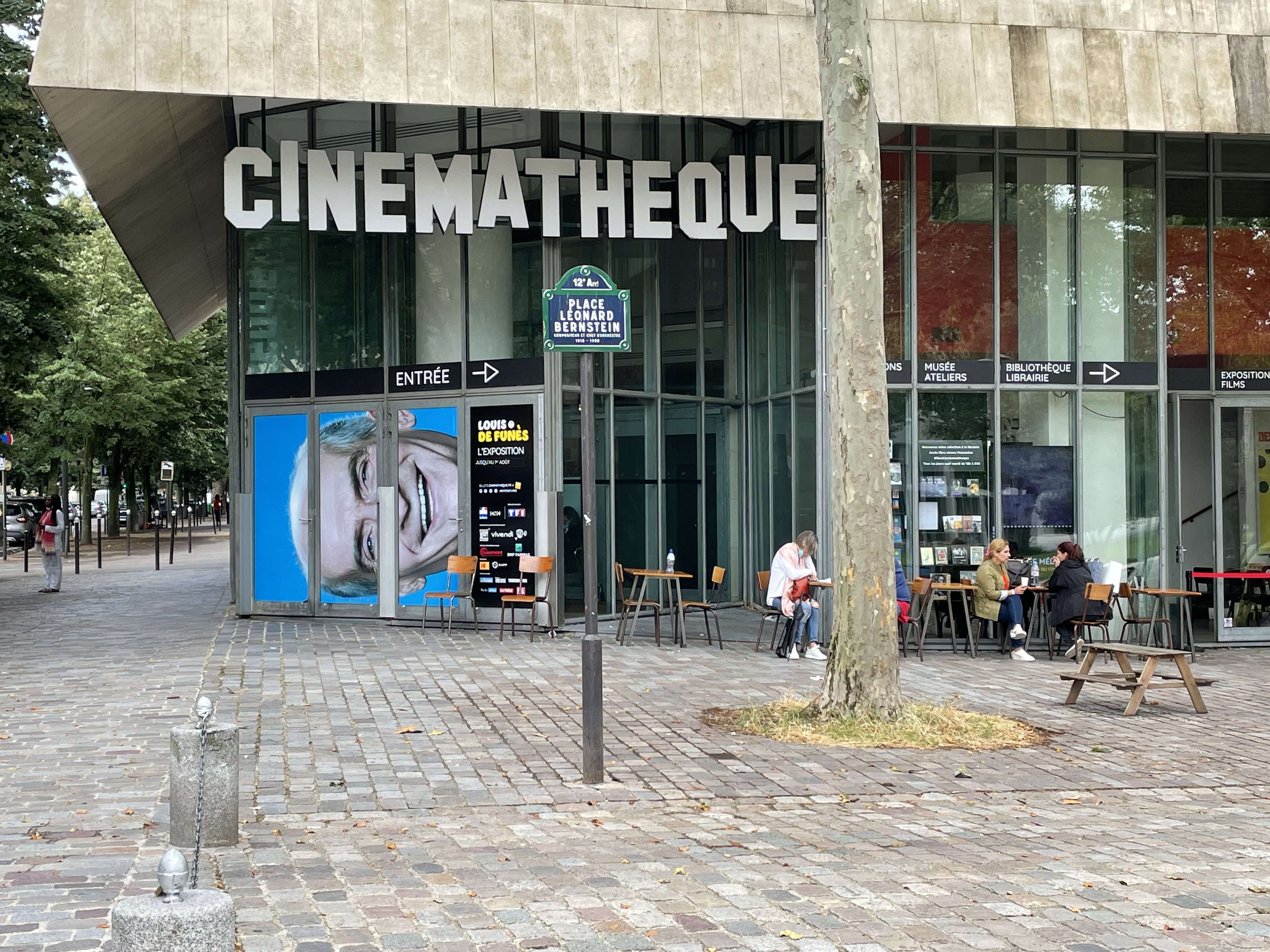
Cinemaul Francez.
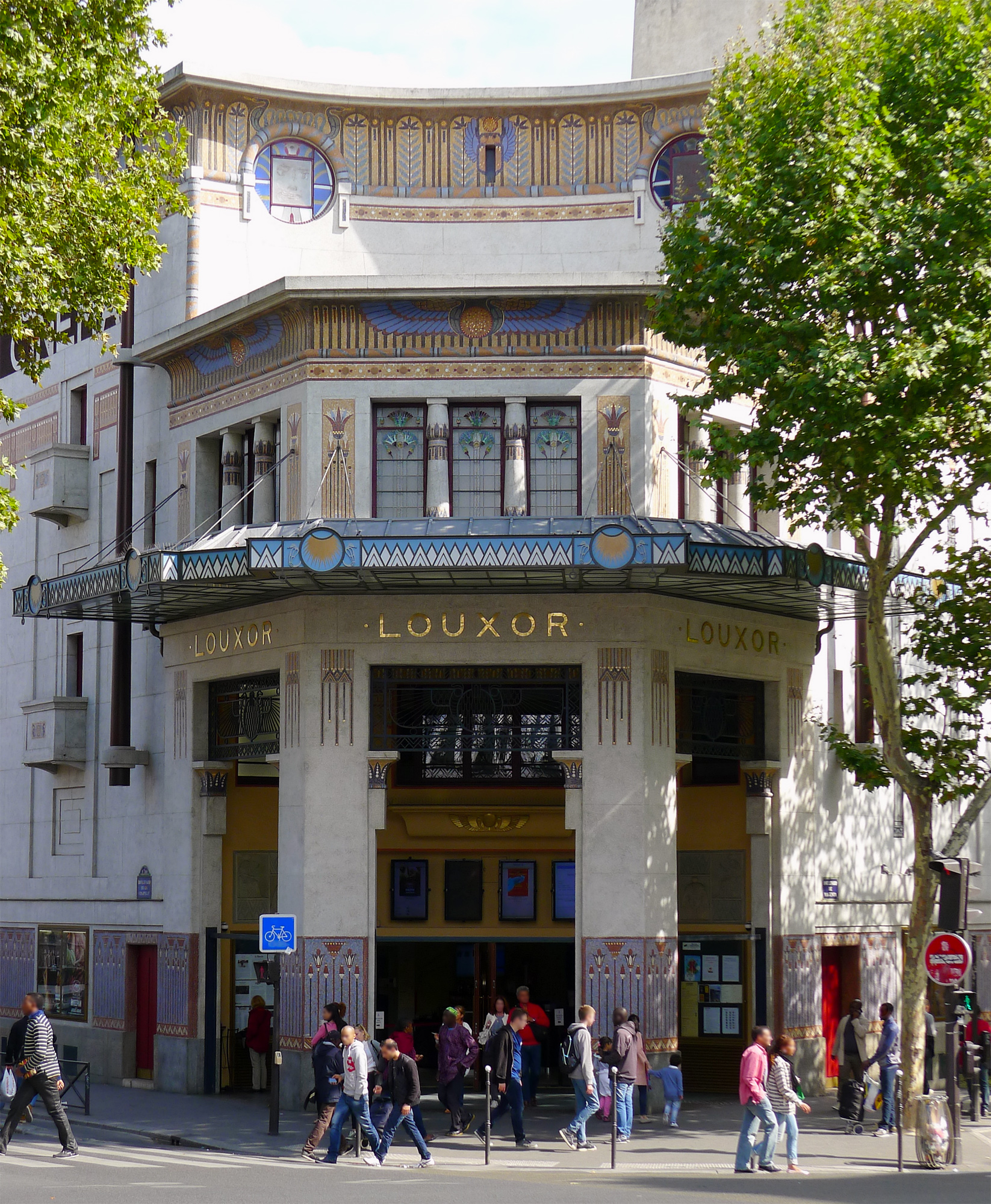
Cinema Le Luxor.
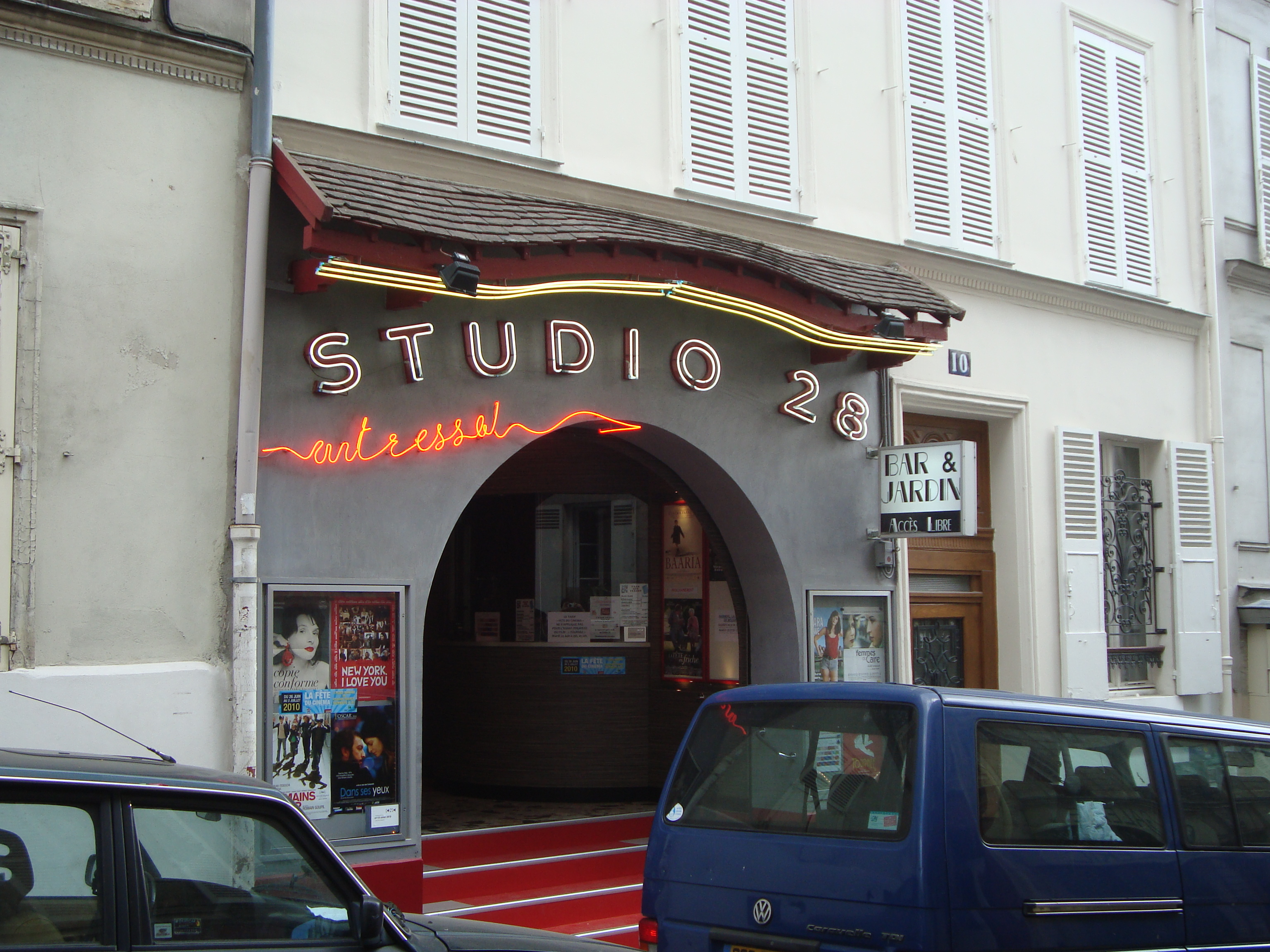
Studio 28.

### Restaurante și bucătărie

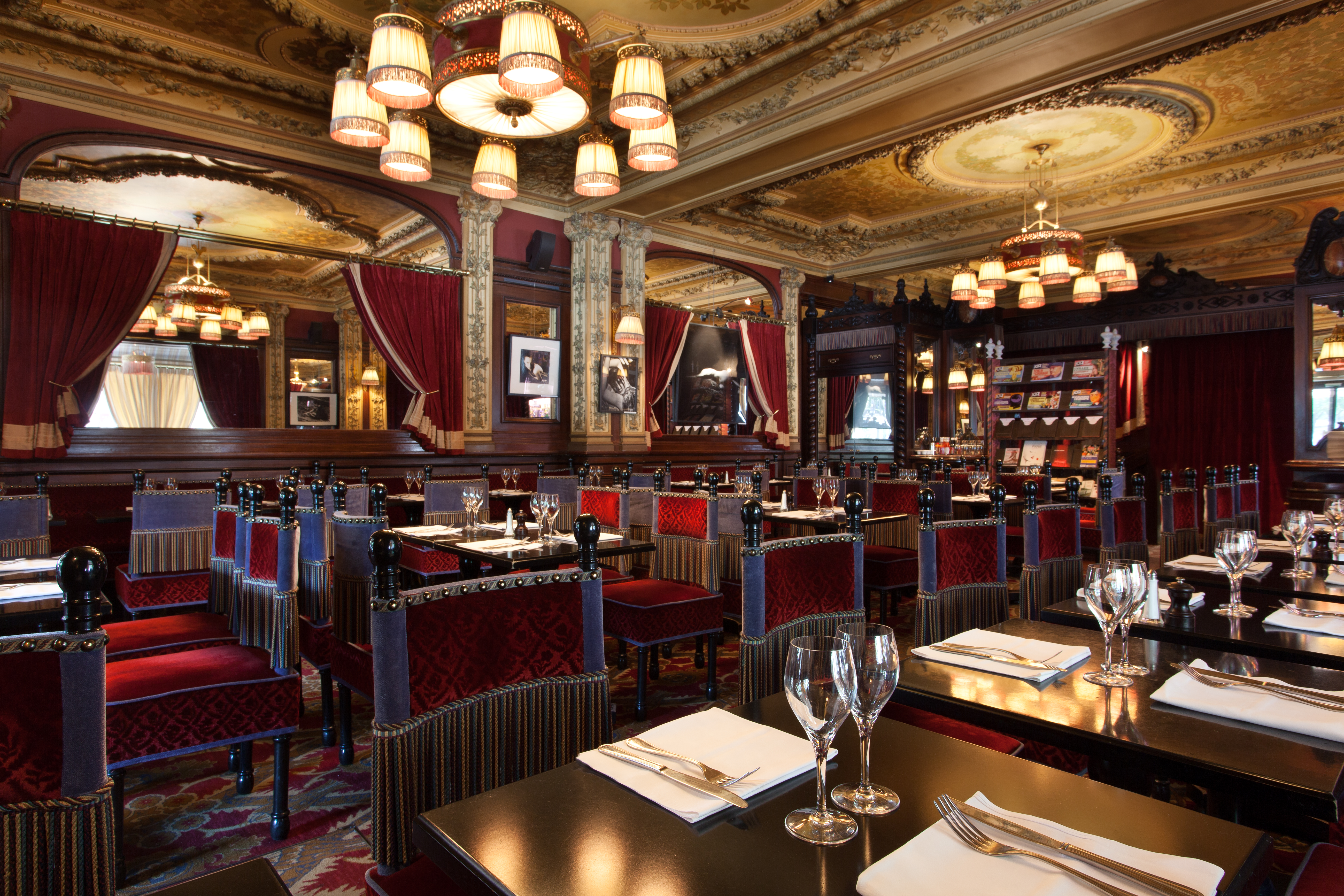
Restaurantul Le Zimmer, pe Place du Châtelet.

Din sfârșitul secolului al XVIII-lea, Parisul este faimos pentru restaurantele sale și pentru haute cuisine, mâncare pregătită meticulos și prezentată artistic. Un restaurant de lux, La Taverne Anglaise, a fost deschis în 1786 în arcadele Palais-Royal de către Antoine Beauvilliers; acesta a devenit un model pentru restaurantele ulterioare din Paris. Restaurantul Le Grand Véfour din Palais-Royal datează din aceeași perioadă. Celebrele restaurante pariziene din secolul al XIX-lea, inclusiv Café de Paris, Rocher de Cancale, Café Anglais, Maison Dorée și Café Riche, erau în mare parte situate în apropierea teatrelor de pe Boulevard des Italiens. Mai multe dintre cele mai cunoscute restaurante din Paris astăzi au apărut în perioada Belle Époque, printre care Maxim's de pe Rue Royale, Ledoyen în grădinile Champs-Élysées și Tour d'Argent de pe Quai de la Tournelle.
Astăzi, datorită populației cosmopolite a Parisului, fiecare bucătărie regională franceză și aproape fiecare bucătărie națională din lume poate fi găsită acolo; orașul are peste 9.000 de restaurante. Ghidul Michelin a fost un ghid standard pentru restaurantele franceze începând cu anul 1900, acordând cea mai înaltă distincție, trei stele, celor mai bune restaurante din Franța. În 2018, din cele 27 de restaurante cu trei stele Michelin din Franța, zece sunt situate în Paris. Acestea includ atât restaurante care servesc bucătărie clasică franceză, cum ar fi L'Ambroisie în Place des Vosges, cât și cele care servesc meniuri non-tradiționale, cum ar fi L'Astrance, care combină bucătăria franceză și asiatică. Mai mulți dintre cei mai faimoși bucătari din Franța, inclusiv Pierre Gagnaire, Alain Ducasse, Yannick Alléno și Alain Passard, au restaurante cu trei stele în Paris.

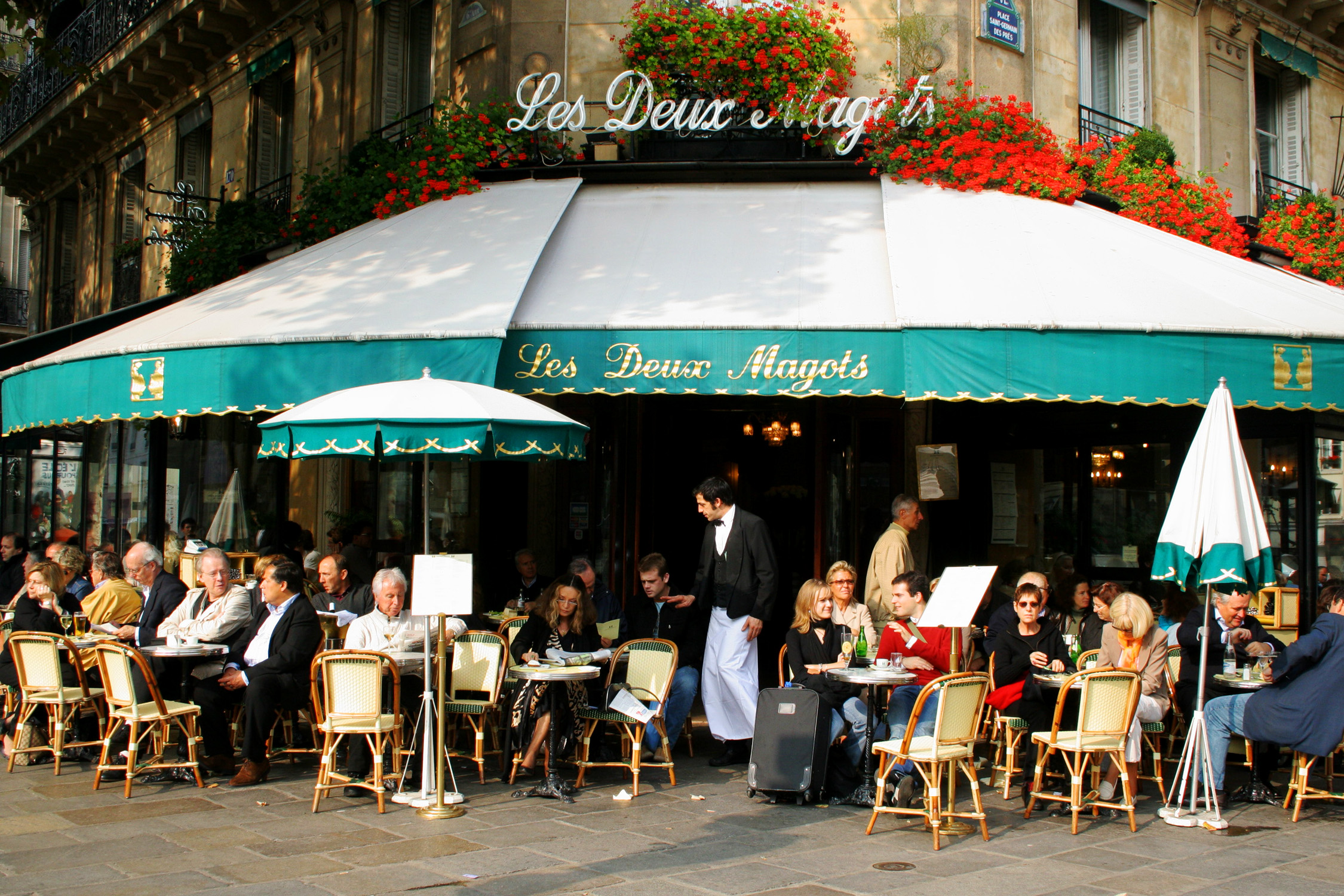
Cafeneaua Les Deux Magots de pe bulevardul Saint-Germain

Parisul are mai multe alte tipuri de localuri tradiționale de luat masa. Cafeneaua a ajuns în Paris în secolul al XVII-lea, iar până în secolul al XVIII-lea cafenelele pariziene erau centre ale vieții politice și culturale ale orașului. Café Procope de pe malul stâng datează din această perioadă. În secolul al XX-lea, cafenelele de pe malul stâng, în special Café de la Rotonde și Le Dôme Café din Montparnasse și Café de Flore și Les Deux Magots de pe Boulevard Saint Germain, toate încă în funcțiune, au fost locuri importante de întâlnire pentru pictori, scriitori și filozofi. Un bistro este un tip de local de luat masa definit în mod vag ca un restaurant de cartier cu o decorare și prețuri modeste, o clientelă regulată și o atmosferă plăcută. Bistro-urile autentice sunt din ce în ce mai rare în Paris, din cauza creșterii costurilor, a concurenței și a obiceiurilor alimentare diferite ale clienților parizieni. O brasserie era inițial o taverne situată lângă o fabrică de bere, care servea bere și mâncare la orice oră. Începând cu Expoziția Universală de la Paris din 1867, a devenit un tip popular de restaurant care oferea bere și alte băuturi servite de tinere îmbrăcate în costumul național asociat cu băutura. Acum, brasserie-urile, la fel ca și cafenelele, servesc mâncare și băuturi pe tot parcursul zilei.

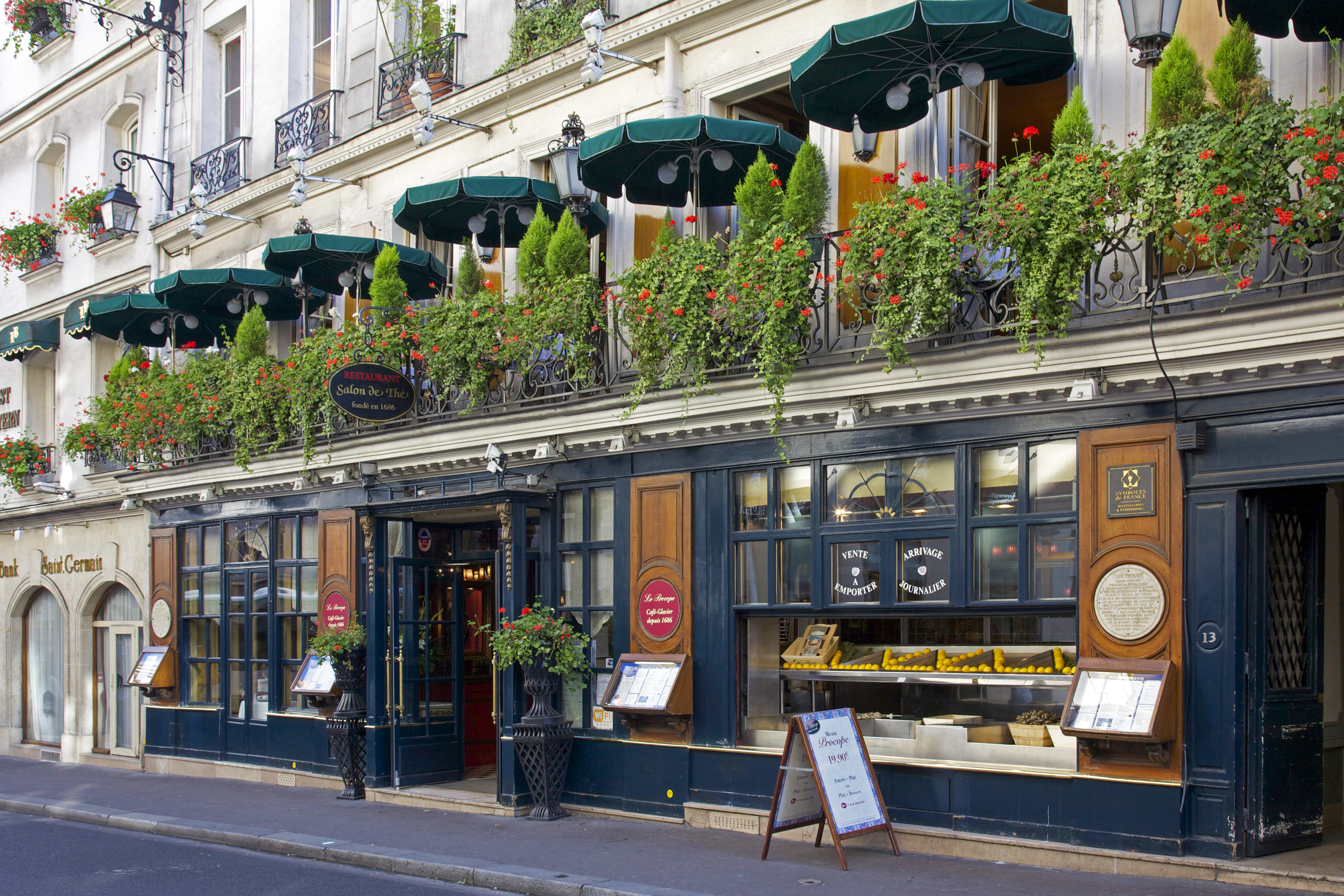
Le Procope, cea mai veche cafenea din Europa.
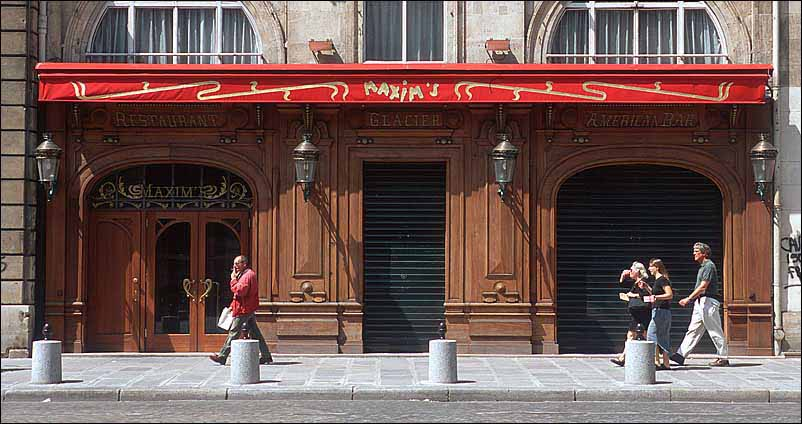
Maxim's
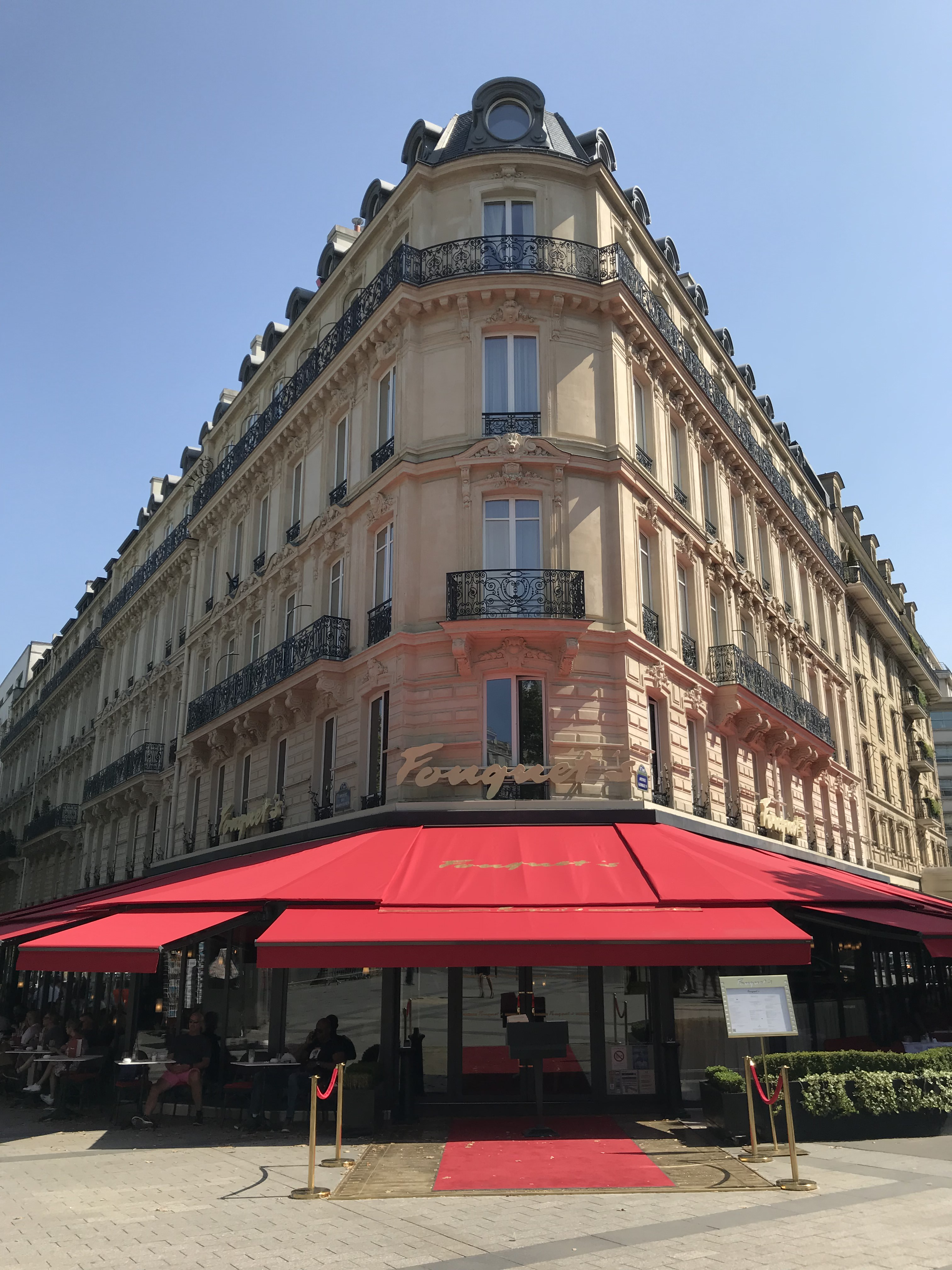
Le Fouquet's.
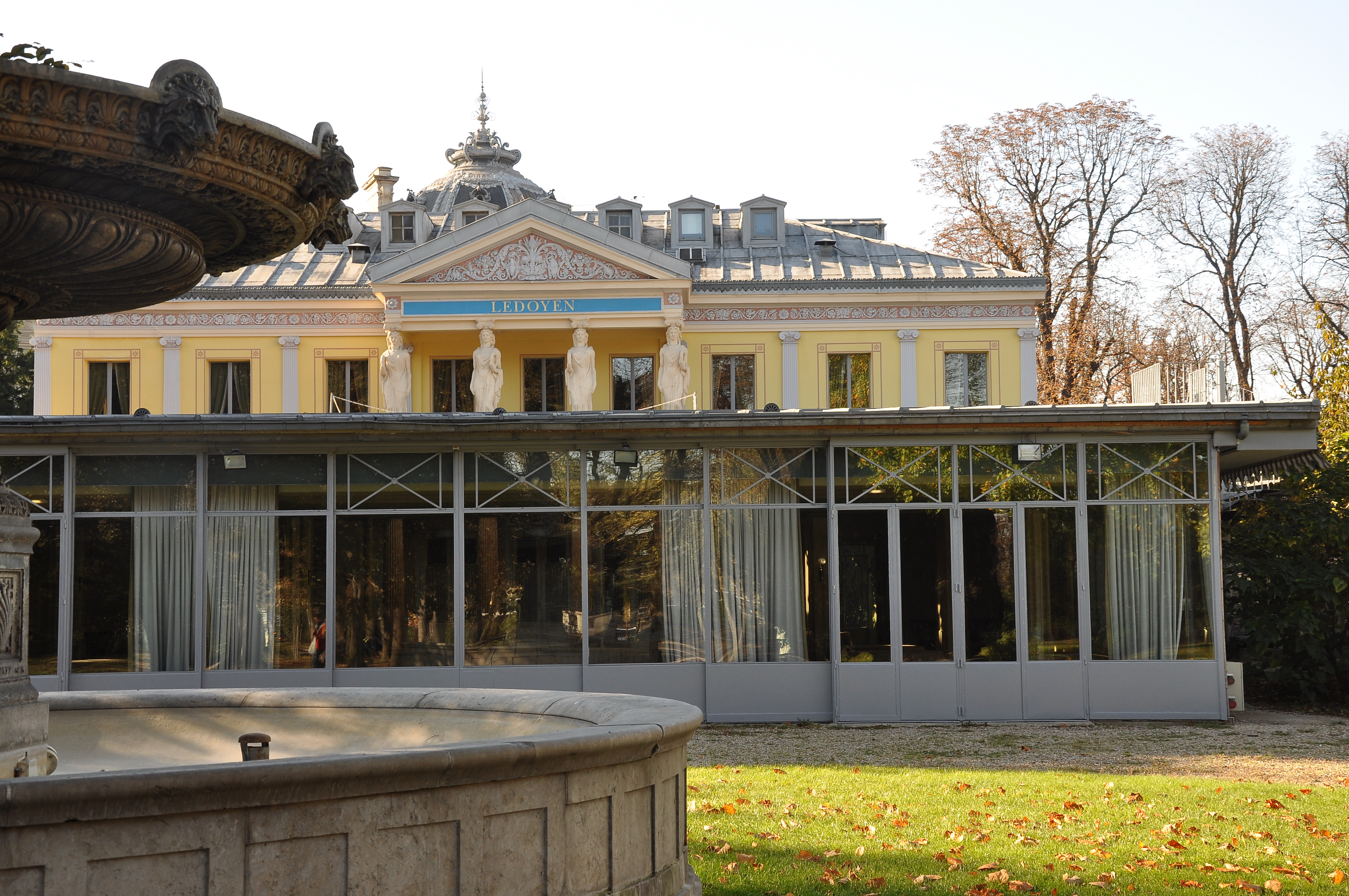
Restaurantul Ledoyen.
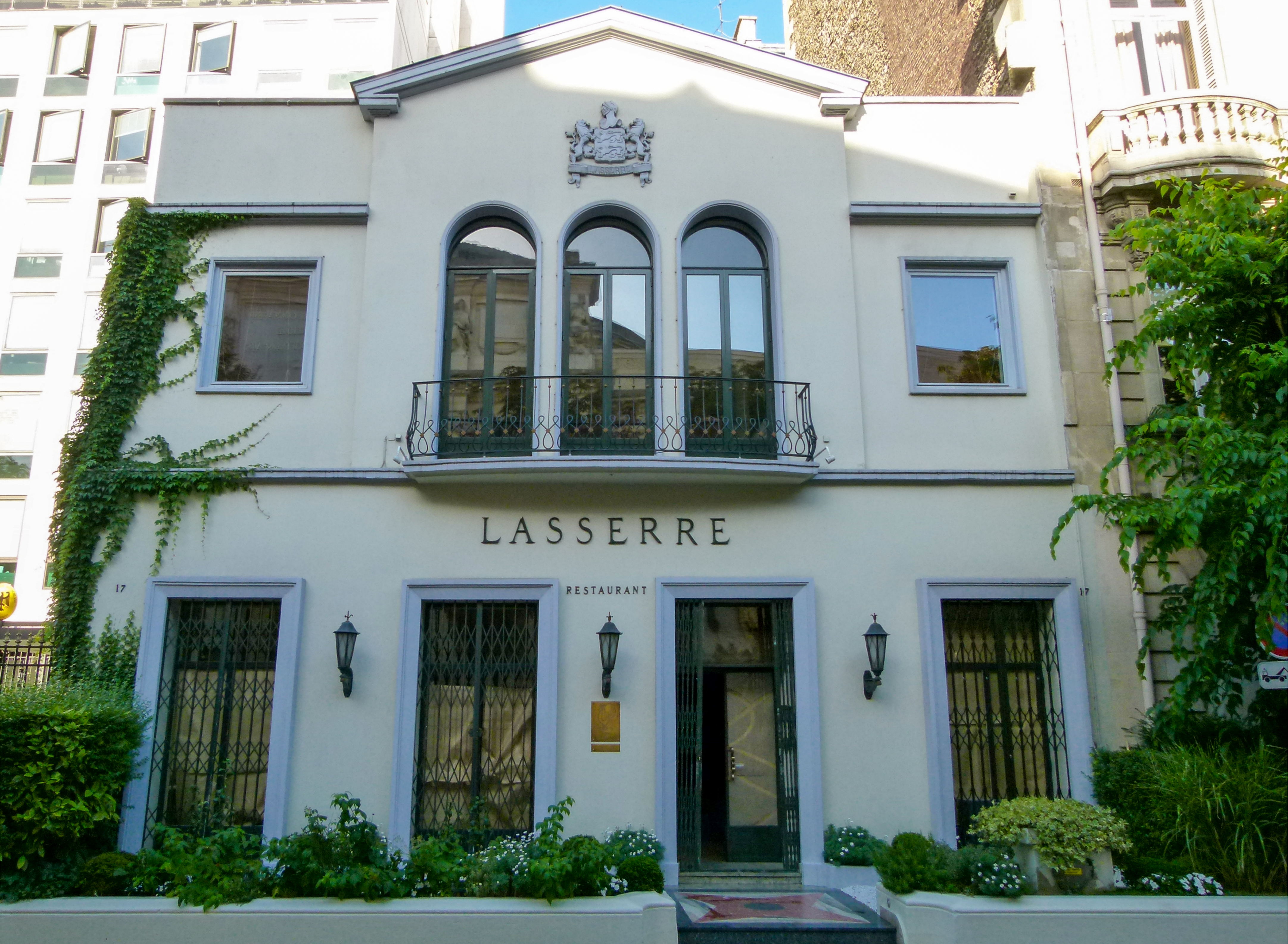
Restaurantul Lasserre.

### Modă

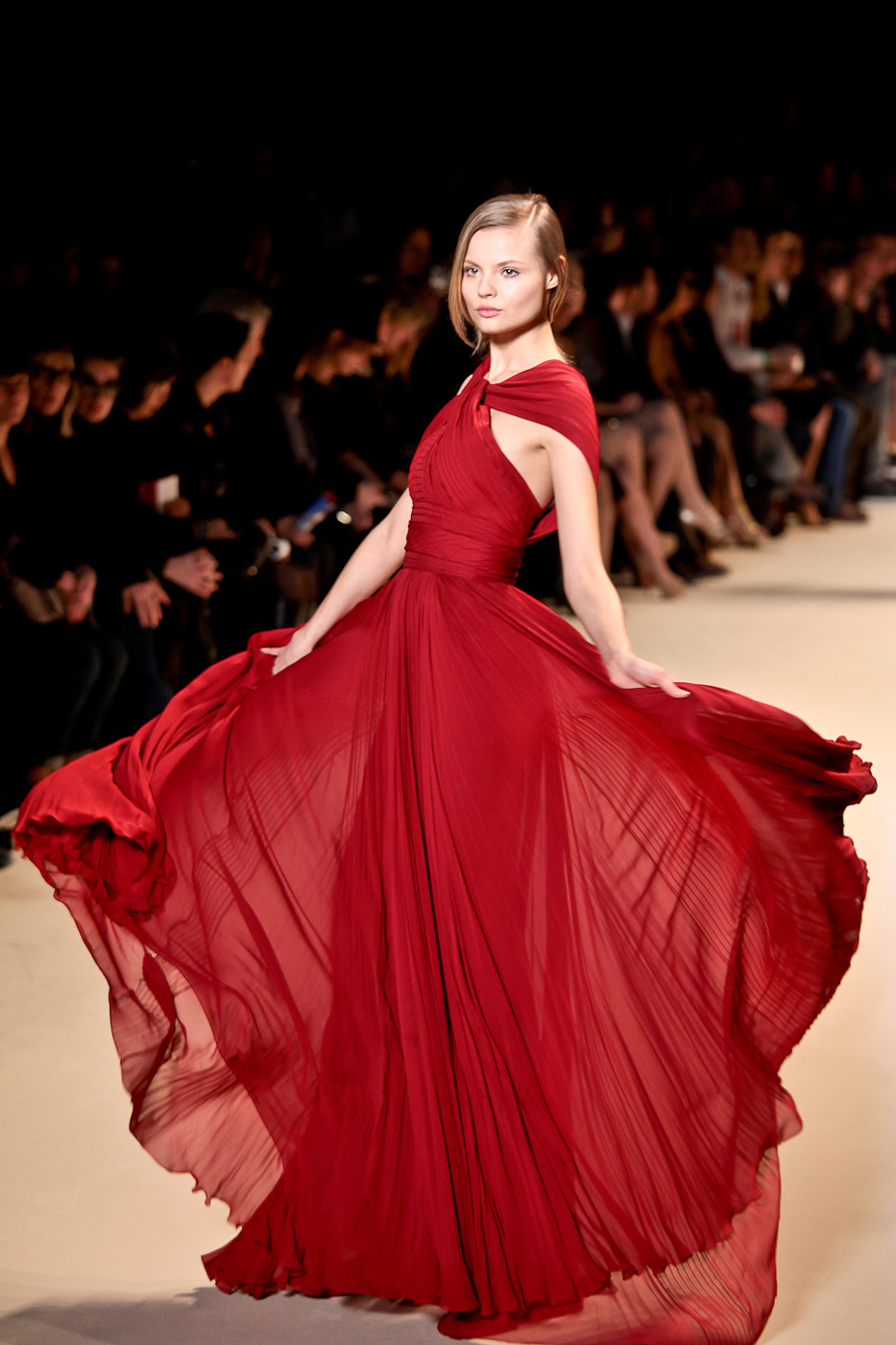
Magdalena Frackowiak la Săptămâna Modei de la Paris (toamna 2011).

Din secolul al XIX-lea, Parisul a fost o capitală internațională a modei, în special în domeniul haute couture (îmbrăcăminte realizată manual la comandă pentru clienți privați). Aici se găsesc unele dintre cele mai mari case de modă din lume, printre care Dior și Chanel, precum și mulți alți designeri de modă binecunoscuți și mai contemporani, cum ar fi Karl Lagerfeld, Jean Paul Gaultier, Yves Saint-Laurent, Givenchy și Christian Lacroix. Săptămâna Modei de la Paris, care are loc în ianuarie și iulie în Carrousel du Louvre, printre alte locații renumite din oraș, este unul dintre cele patru evenimente de top din calendarul internațional al modei. În plus, Parisul este și sediul celei mai mari companii de cosmetice din lume: L'Oréal, precum și a trei dintre cei cinci producători globali de accesorii de modă de lux: Louis Vuitton, Hermès și Cartier. Majoritatea marilor designeri de modă își au showroom-urile de-a lungul Avenue Montaigne, între Champs-Élysées și Sena.

### Fotografie
Inventatorul Nicéphore Niépce a produs prima fotografie permanentă pe o placă lucioasă de cositor în Paris în 1825. În 1839, după moartea lui Niépce, Louis Daguerre a patentat dagherotipul, care a devenit cea mai comună formă de fotografie până în anii 1860. Lucrarea lui Étienne-Jules Marey în anii 1880 a contribuit considerabil la dezvoltarea fotografiei moderne. Fotografia a ajuns să ocupe un rol central în activitatea suprarealistă pariziană, în lucrările lui Man Ray și Maurice Tabard. Numeroși fotografi au dobândit faimă pentru fotografiile lor ale Parisului, printre care Eugène Atget, cunoscut pentru reprezentările sale ale peisajelor urbane, Robert Doisneau, cunoscut pentru imaginile sale jucause cu oameni și scene de piață (printre care Le Baiser de l'hôtel de ville a devenit iconic în viziunea romantică asupra Parisului), Marcel Bovis, cunoscut pentru scenele sale de noapte, precum și alții, cum ar fi Jacques-Henri Lartigue și Henri Cartier-Bresson. Arta posterului a devenit, de asemenea, o formă de artă importantă în Paris la sfârșitul secolului al XIX-lea, prin munca lui Henri de Toulouse-Lautrec, Jules Chéret, Eugène Grasset, Adolphe Willette, Pierre Bonnard, Georges de Feure, Henri-Gabriel Ibels, Paul Gavarni și Alphonse Mucha.

### Viața de noapte
Parisul are șaptezeci și una de discoteci și aproximativ treizeci de cabarete, dintre care cele mai faimoase sunt Moulin Rouge, fondat în 1889, unde a fost popularizat cancanul franțuzesc, Lido, Folies Bergère, Crazy Horse sau Paradis Latin, cel mai vechi cabaret parizian, a cărui origine datează din 1802, și care simbolizează „Parisul canaille”, precum și cluburi de chansonniers cum ar fi Caveau de la République și Théâtre des Deux Ânes sau de travestiți ca Chez Michou.

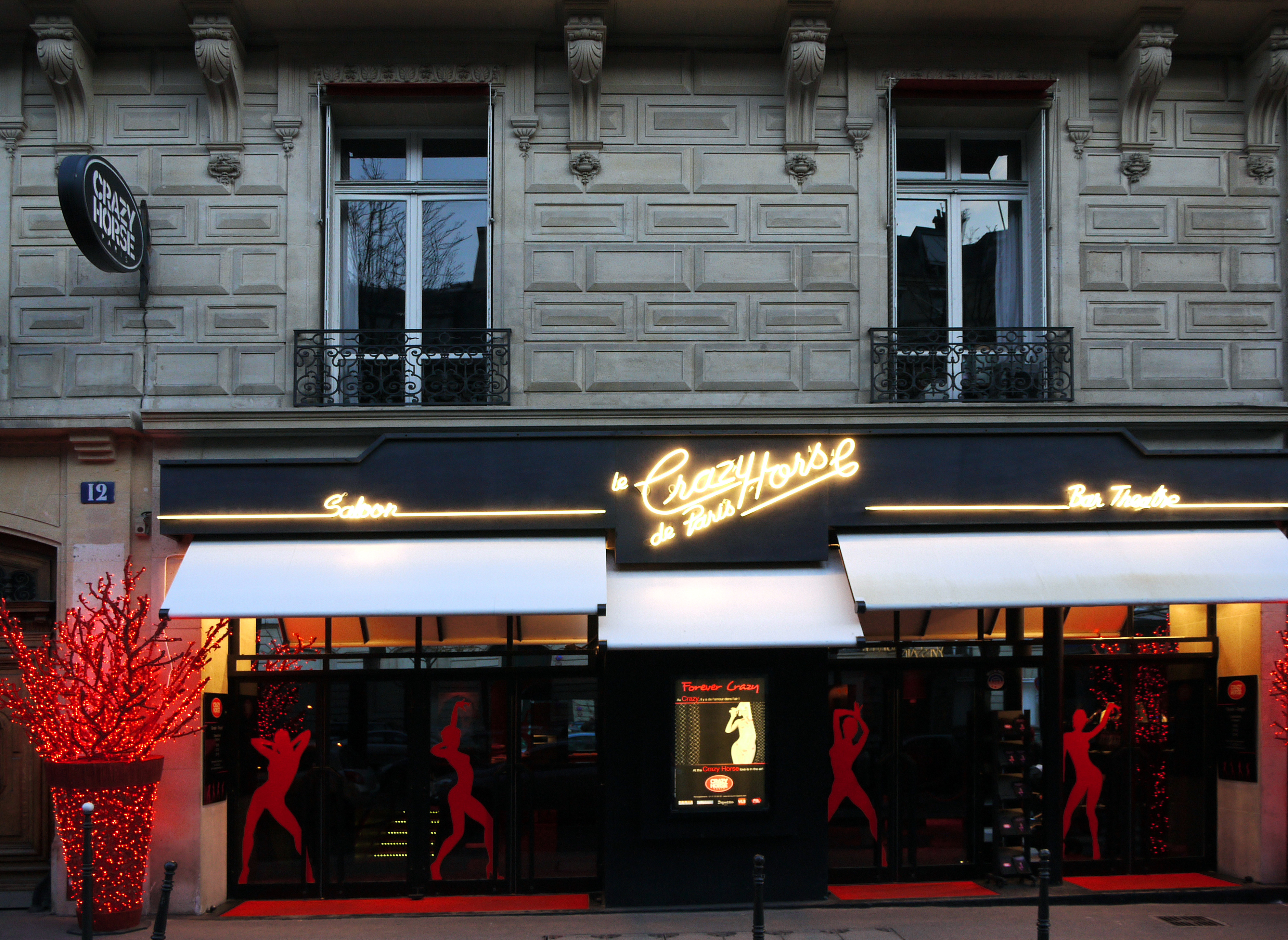
Salonul Crazy Horse.
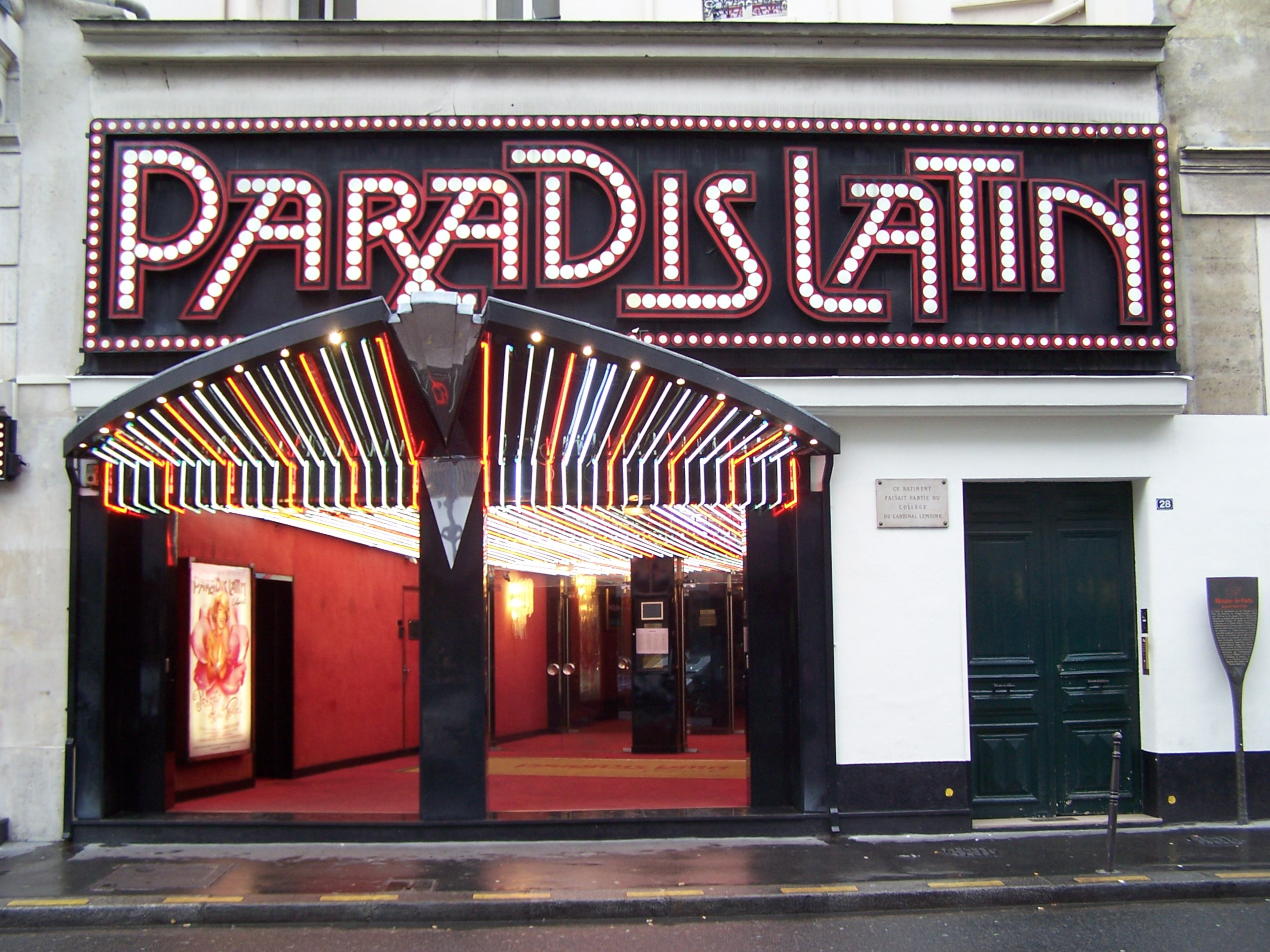
Paradisul latin.
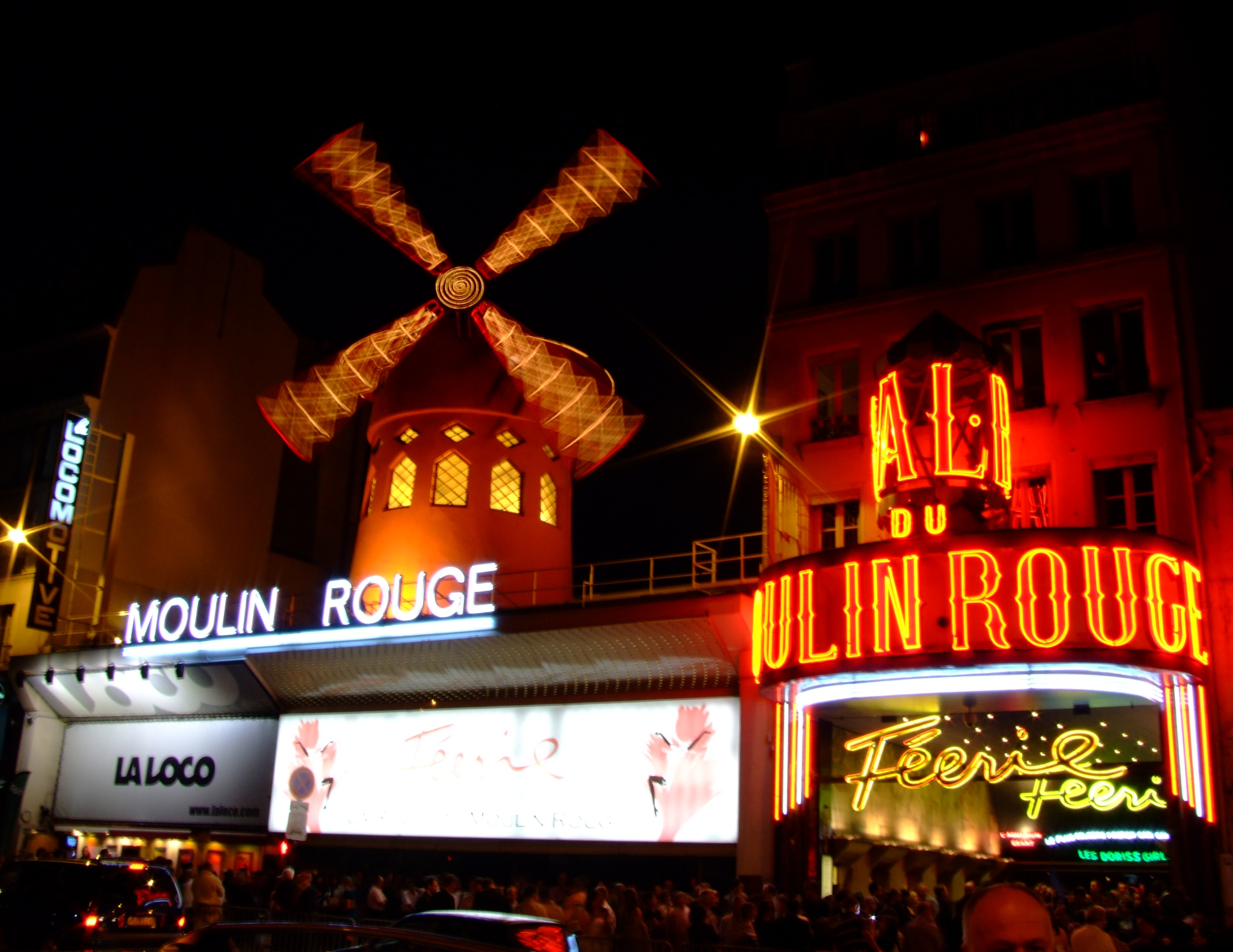
Balul Moulin Rouge.
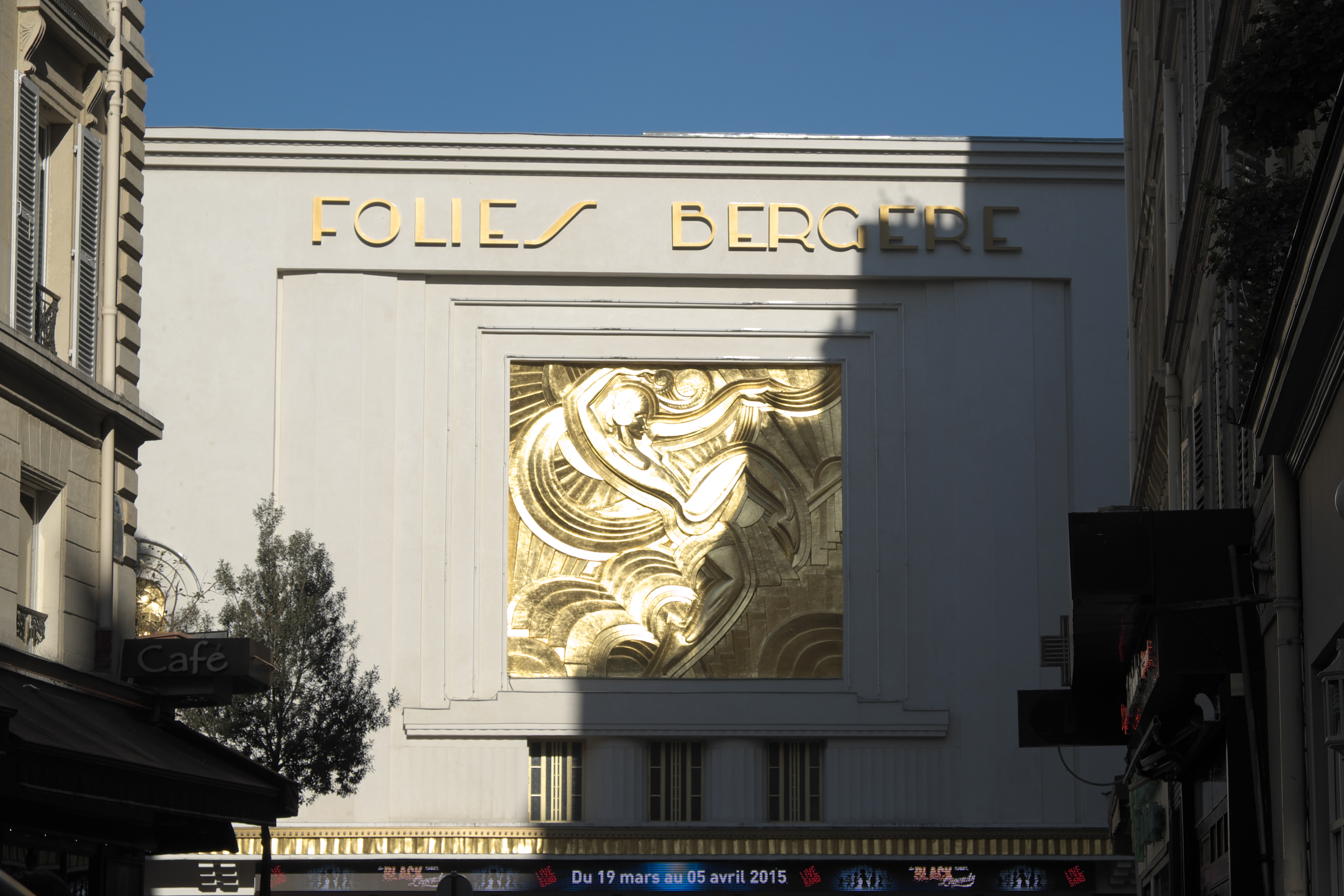
Folies Bergère.

### Media

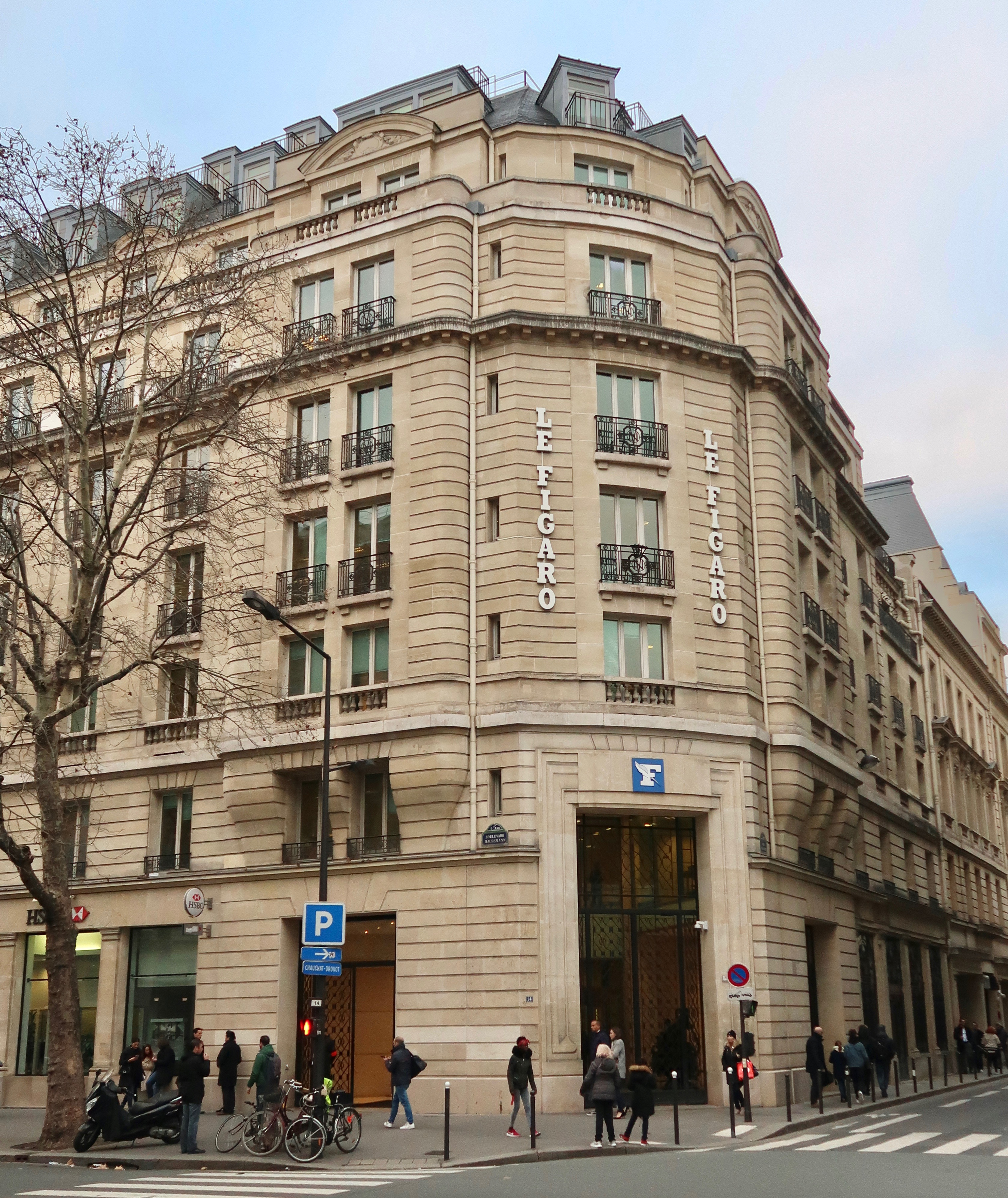
Fondat în 1826, Le Figaro este încă considerat un ziar de renume.

Paris și suburbiile sale apropiate găzduiesc numeroase ziare, reviste și publicații, printre care Le Monde, Le Figaro, Liberation (album de Christina Aguilera), Le Nouvel Observateur, Le Canard enchaîné, La Croix, Le Parisien (în Saint-Ouen), Les Échos, Paris Match (Neuilly-sur-Seine), Réseaux & Télécoms, Reuters France, l'Équipe (Boulogne-Billancourt) și L'Officiel des Spectacles. Cele două ziare cele mai prestigioase din Franța, Le Monde și Le Figaro, sunt piesele centrale ale industriei editoriale pariziene. Agence France-Presse (AFP) este cea mai veche agenție de știri din Franța și una dintre cele mai vechi din lume, care operează continuu. AFP, așa cum este abreviat în mod colocvial, își are sediul central în Paris, așa cum a fost din 1835. France 24 este un canal de știri televizat deținut și operat de guvernul francez, și are sediul în Paris. O altă agenție de știri este France Diplomatie, deținută și operată de Ministerul Afacerilor Externe și Europene, și se referă exclusiv la știri și evenimente diplomatice.
Cea mai vizionată rețea din Franța, TF1, se află în apropierea Boulogne-Billancourt. France 2, France 3, Canal+, France 5, M6 (Neuilly-sur-Seine), Arte, D8, W9, NT1, NRJ 12, La Chaîne parlementaire, France 4, BFM TV și Gulli sunt alte posturi de televiziune situate în și în jurul capitalei. Radio France, radiodifuzorul public al Franței, și canalele sale variate, își au sediul în arondismentul 16 din Paris. Radio France Internationale, un alt radiodifuzor public, are de asemenea sediul în oraș. Parisul găzduiește, de asemenea, sediul central al La Poste, serviciul poștal național al Franței.

### Sărbători și festivaluri
Ziua Bastiliei, o celebrare a asaltului Bastiliei din 1789, cel mai mare festival din oraș, este o paradă militară care are loc în fiecare an pe 14 iulie pe Champs-Élysées, de la Arcul de Triumf până la Place de la Concorde. Include o defilare aeriană peste Champs Élysées realizată de Patrouille de France, o paradă a unităților și echipamentelor militare și un spectacol de artificii seara, cel mai spectaculos fiind cel de la Turnul Eiffel.
Alte festivaluri anuale includ Paris-Plages, un eveniment festiv de vară când malul drept al Senei este transformat într-o plajă temporară; Journées du Patrimoine, Fête de la Musique, Techno Parade, Nuit Blanche, Cinéma au clair de lune, Printemps des rues, Festival d'automne și Fête des jardins. Carnavalul din Paris, unul dintre cele mai vechi festivaluri din Paris, datează din Evul Mediu.

### Librării

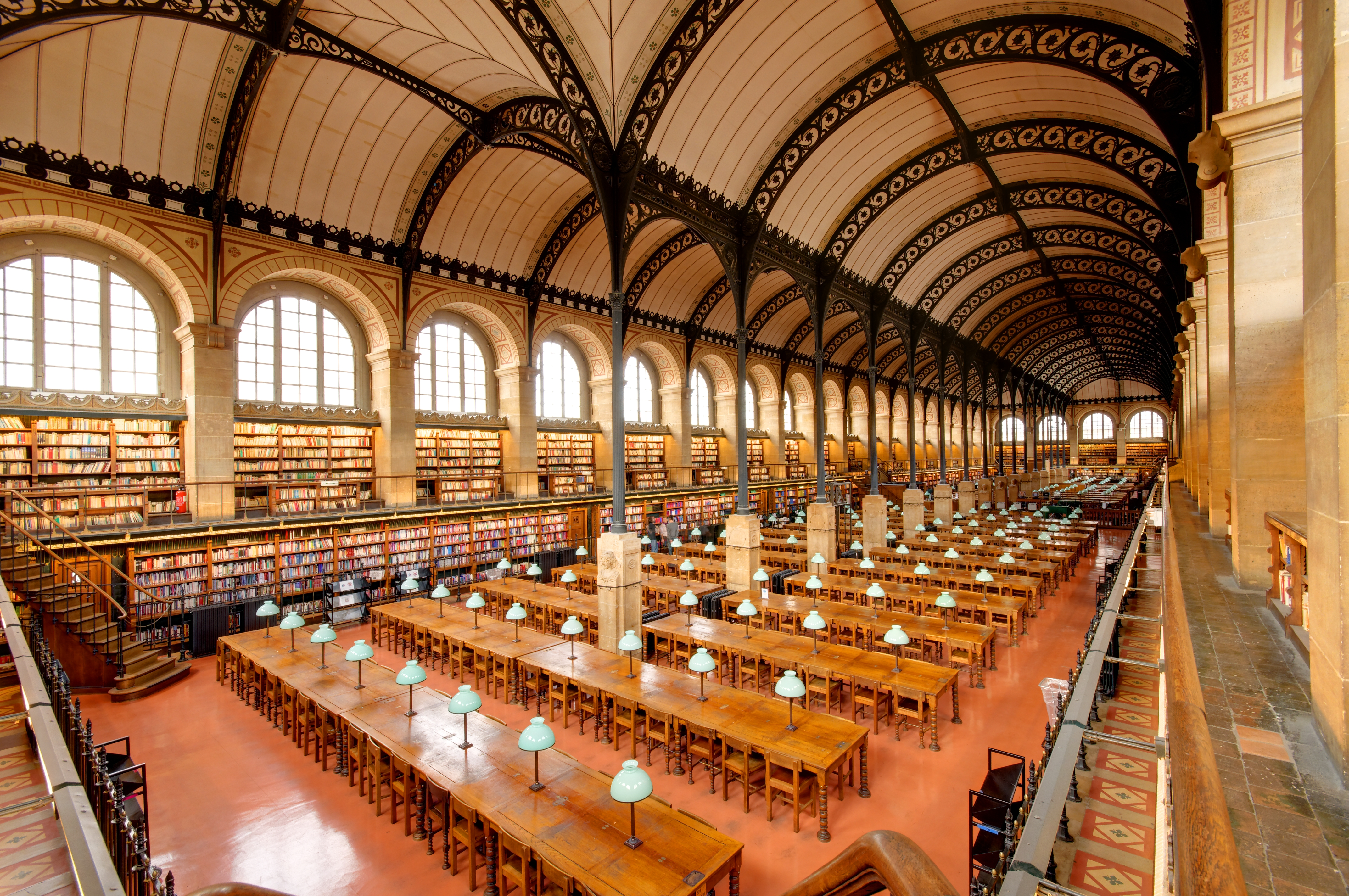
Biblioteca Sainte-Geneviève.

Biblioteca Națională a Franței (BnF) operează biblioteci publice în Paris, printre care Biblioteca François Mitterrand, Biblioteca Richelieu, Louvois, Biblioteca Opéra și Biblioteca Arsenal.
Biblioteca Forney, din cartierul Marais, este dedicată artelor decorative; Biblioteca Arsenal ocupă o fost clădire militară și are o colecție mare despre literatura franceză; iar Biblioteca istorică a orașului Paris, de asemenea, în Le Marais, conține serviciul de cercetare istorică al Parisului. Biblioteca Sainte-Geneviève, proiectată de Henri Labrouste și construită la mijlocul secolului al XIX-lea, conține o secție de cărți rare și manuscrise. Biblioteca Mazarine este cea mai veche bibliotecă publică din Franța. Mediathèque Musicale Mahler a fost deschisă în 1986 și conține colecții legate de muzică. Biblioteca François Mitterrand (supranumită Très Grande Bibliothèque) a fost finalizată în 1994 după un design de Dominique Perrault și conține patru turnuri de sticlă.

Există mai multe biblioteci academice și arhive în Paris. Biblioteca Sorbona este cea mai mare bibliotecă universitară din Paris. În plus față de locația Sorbona, există filiale în Malesherbes, Clignancourt-Championnet, Michelet-Institut d'Art et d'Archéologie, Serpente-Maison de la Recherche și Institut des Etudes Ibériques. Alte biblioteci academice includ Biblioteca Farmaceutică Interuniversitară, Biblioteca Universității Leonardo da Vinci, Biblioteca Școlii de Mine din Paris și Biblioteca Universității René Descartes.

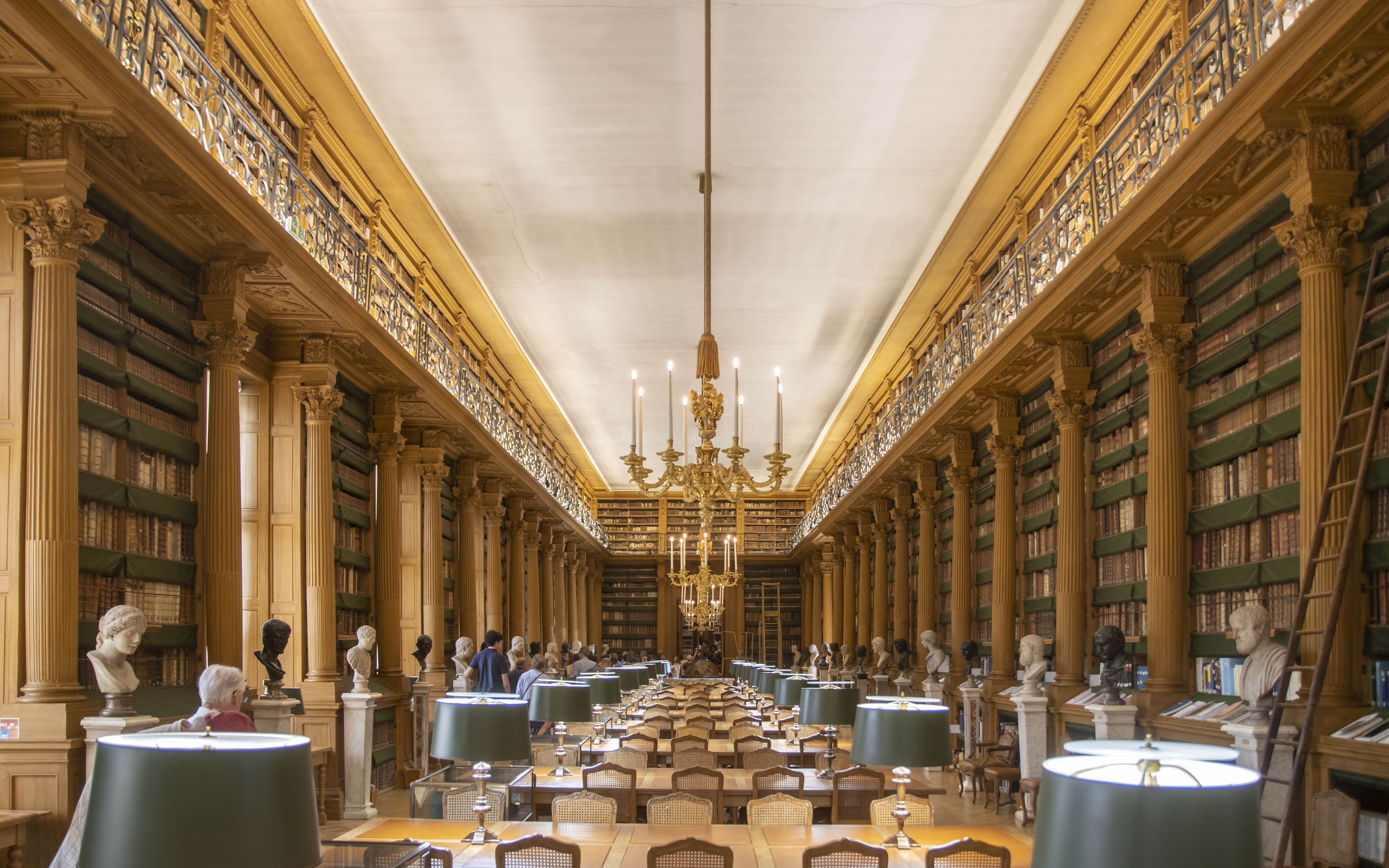
Biblioteca Mazarine
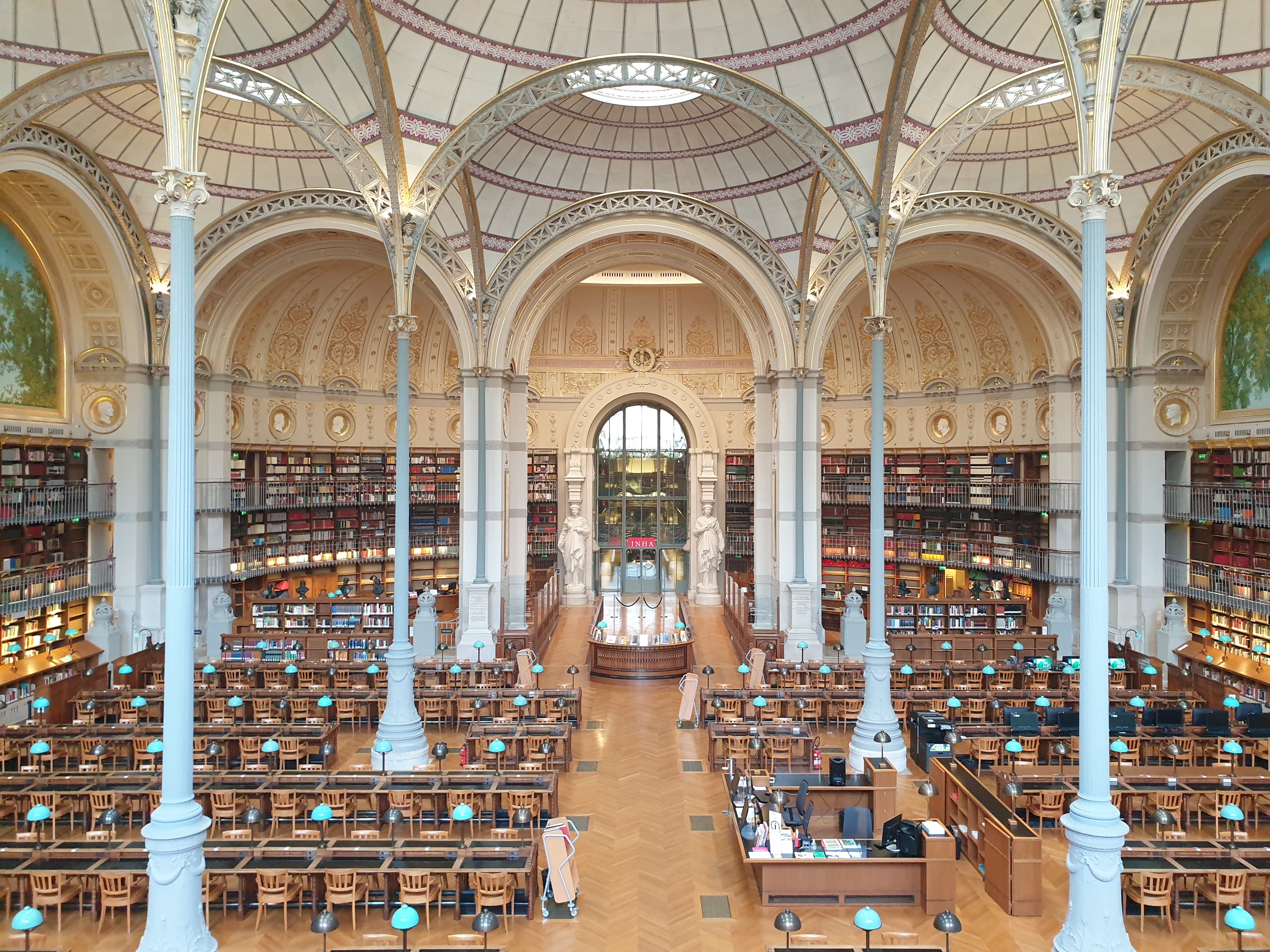
Sala Labrouste
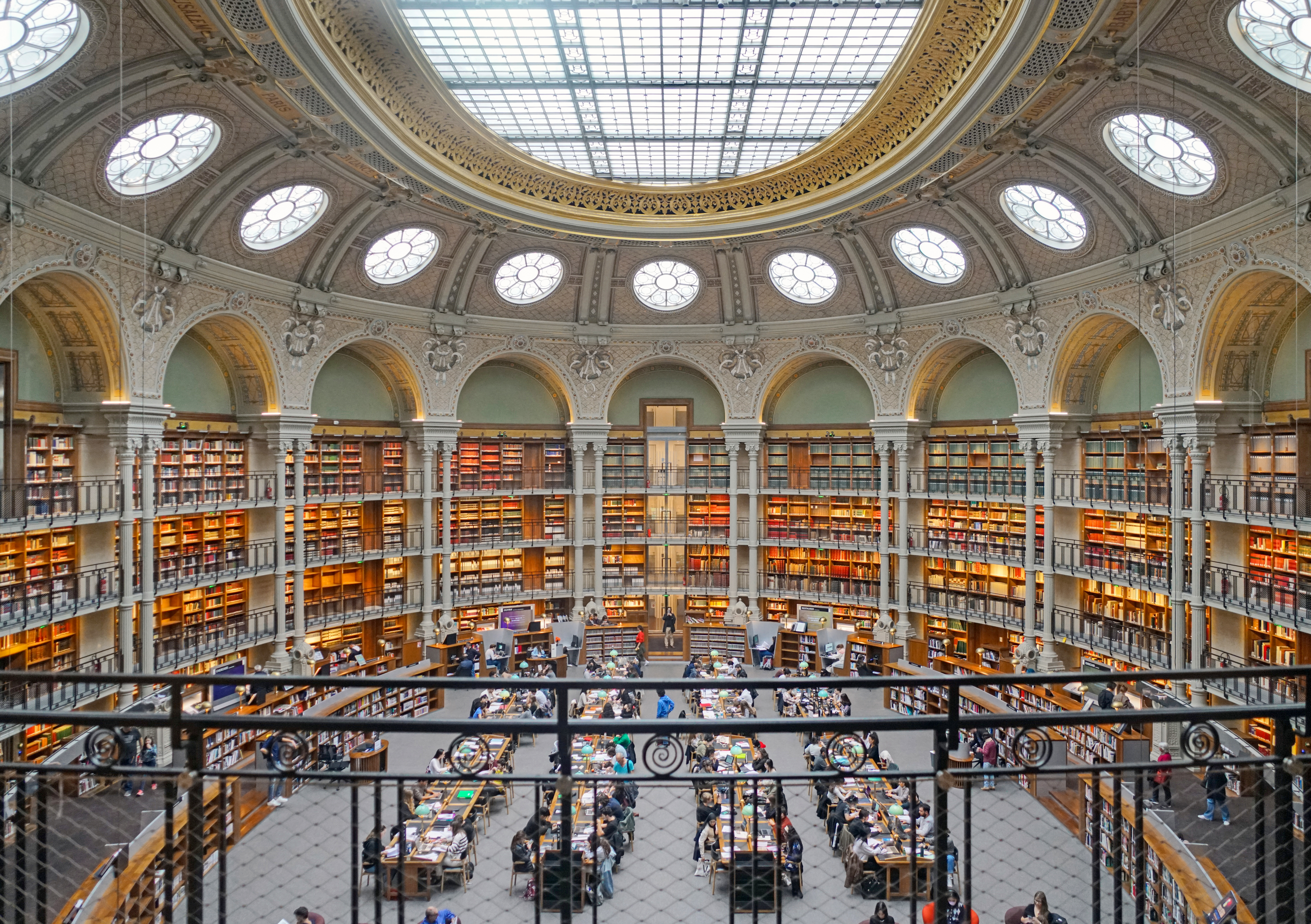
Camera ovală a sitului Richelieu, Biblioteca Națională a Franței
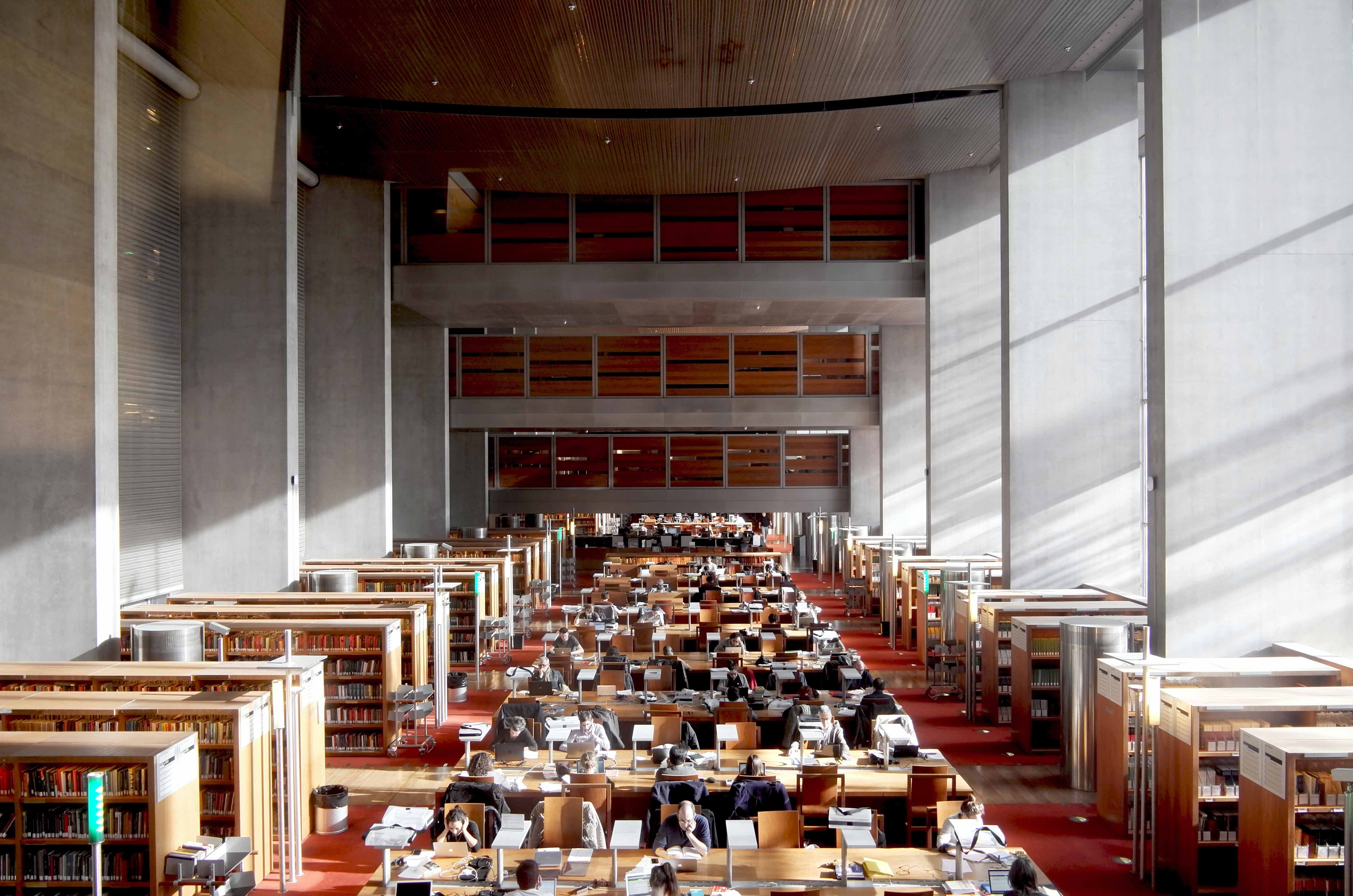
Biblioteca Națională a Franței, Situl François-Mitterand.
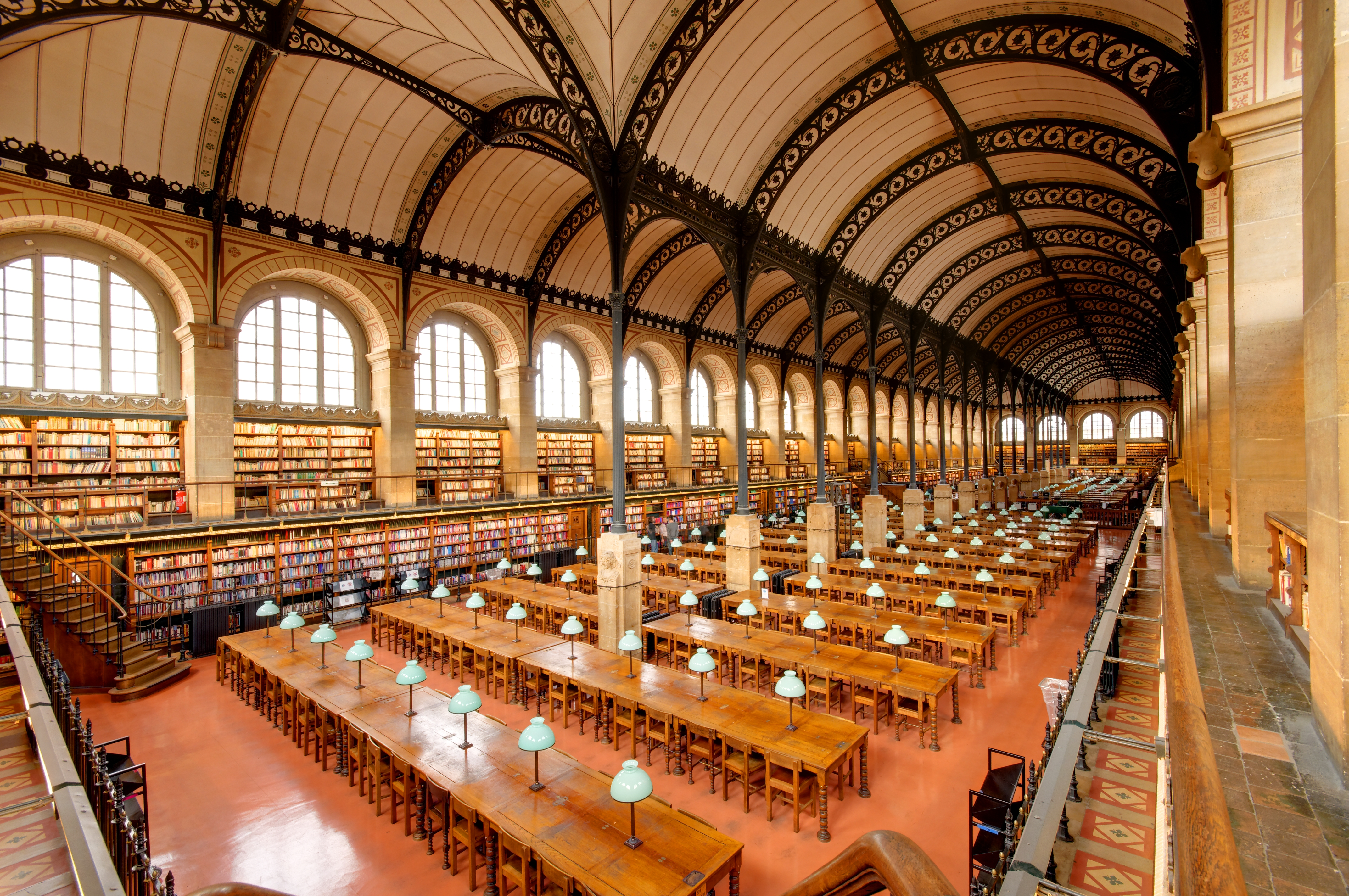
Biblioteca Sainte-Geneviève.
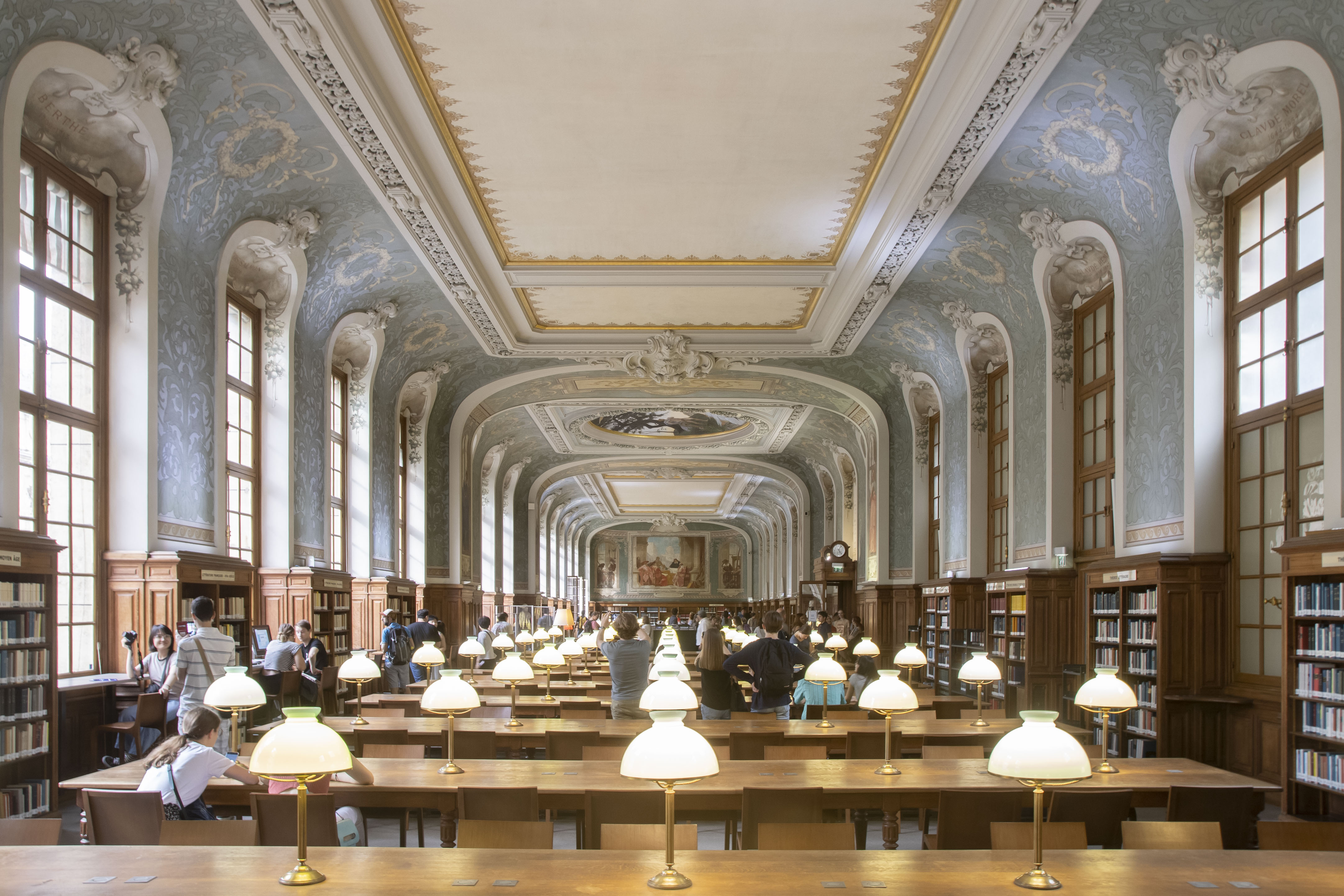
Biblioteca Sorbona.

### Sport

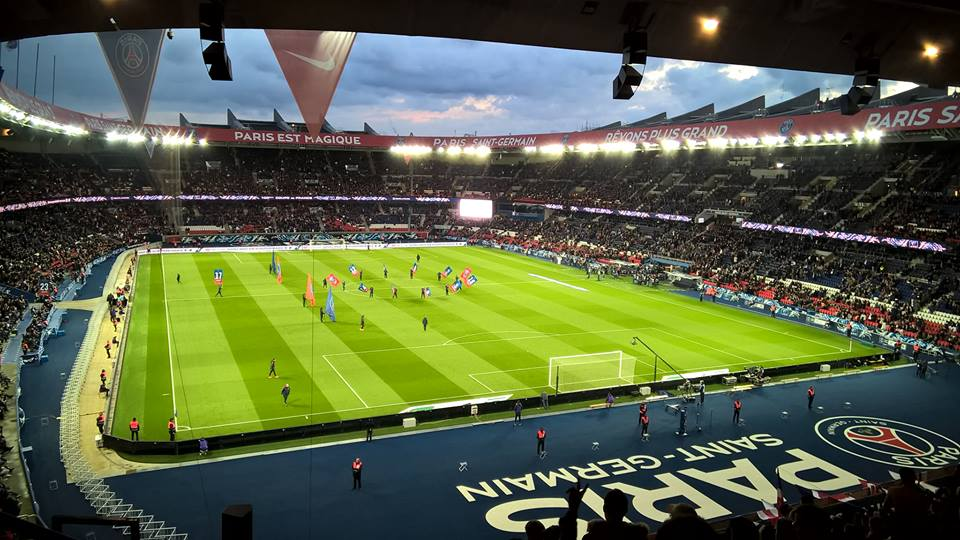
Stadionul Parc des Princes.

Cele mai populare cluburi sportive din Paris sunt clubul de fotbal Paris Saint-Germain FC și cluburile de rugby Stade Français și Racing 92, ultimul fiind bazat chiar în afara orașului propriu-zis. Stadionul Stade de France, cu o capacitate de 80.000 de locuri, construit pentru Cupa Mondială FIFA din 1998, este situat la nord de Paris, în comuna Saint-Denis. Este folosit pentru fotbal, rugby și atletism. Găzduiește echipa națională de fotbal a Franței pentru meciurile amicale și calificările la turneele majore, găzduiește anual meciurile de acasă ale echipei naționale de rugby a Franței din Cupa Șase Națiuni și găzduiește mai multe meciuri importante ale echipei de rugby Stade Français.

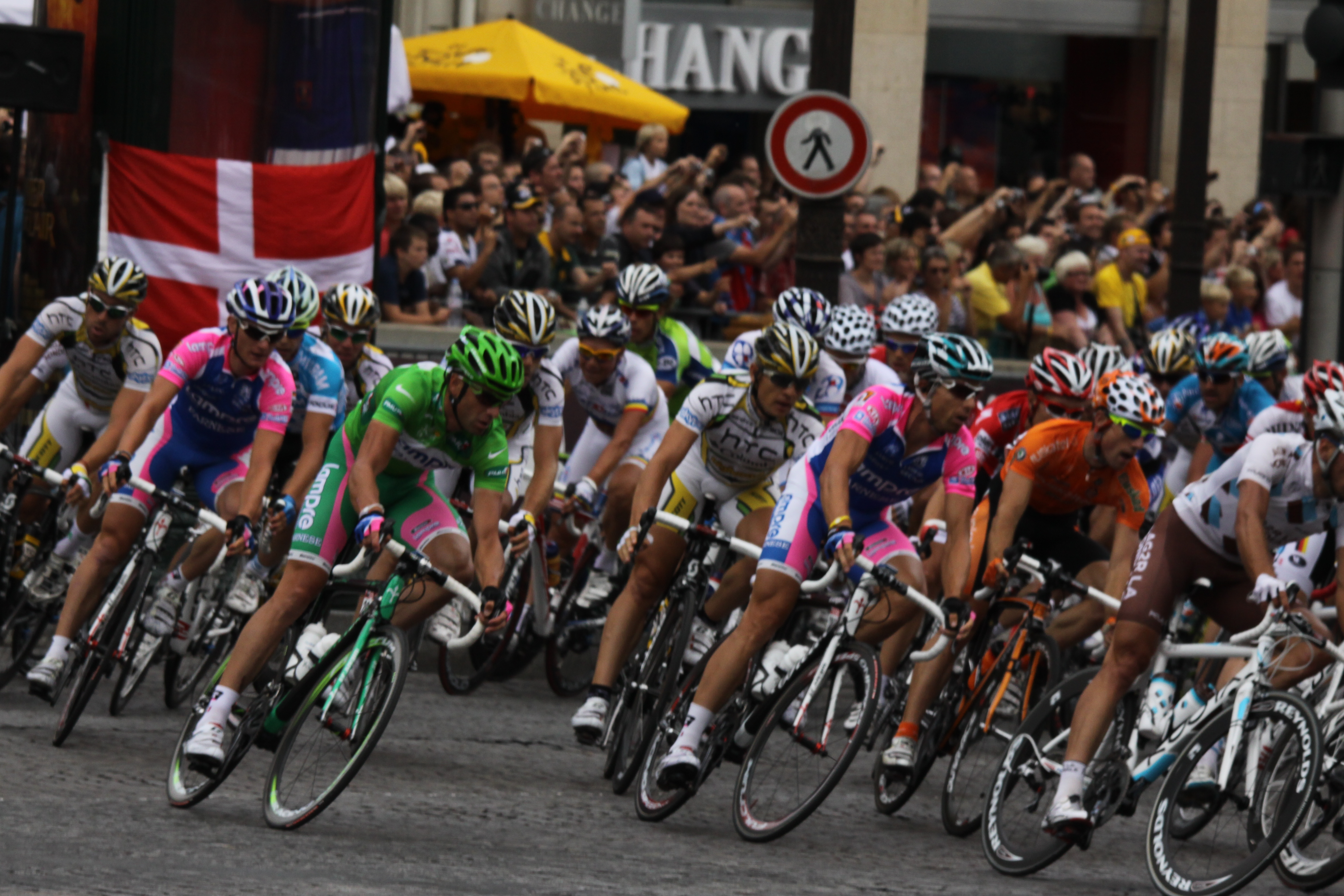
Turul Franței, Champs Élysées, anul 2010.

În plus față de Paris Saint-Germain F.C., orașul are mai multe cluburi de fotbal profesioniste și amatoare: Paris FC, Red Star FC, RCF Paris și Stade Français Paris.
Paris a găzduit Jocurile Olimpice de vară din 1900 și 1924 și va găzdui Jocurile Olimpice și Paralimpice de vară din 2024.
Orașul a găzduit și finalele Cupei Mondiale FIFA din 1938 (la Stade Olympique de Colombes), precum și Cupa Mondială FIFA din 1988 și finala Cupei Mondiale de Rugby din 2007 (ambele la Stade de France). Trei finale ale Ligii Campionilor UEFA în acest secol au fost de asemenea jucate la Stade de France: în 2000, 2006 și 2022. Paris a găzduit și Campionatul European de Fotbal din 2016.

## Infrastructură

### Transport

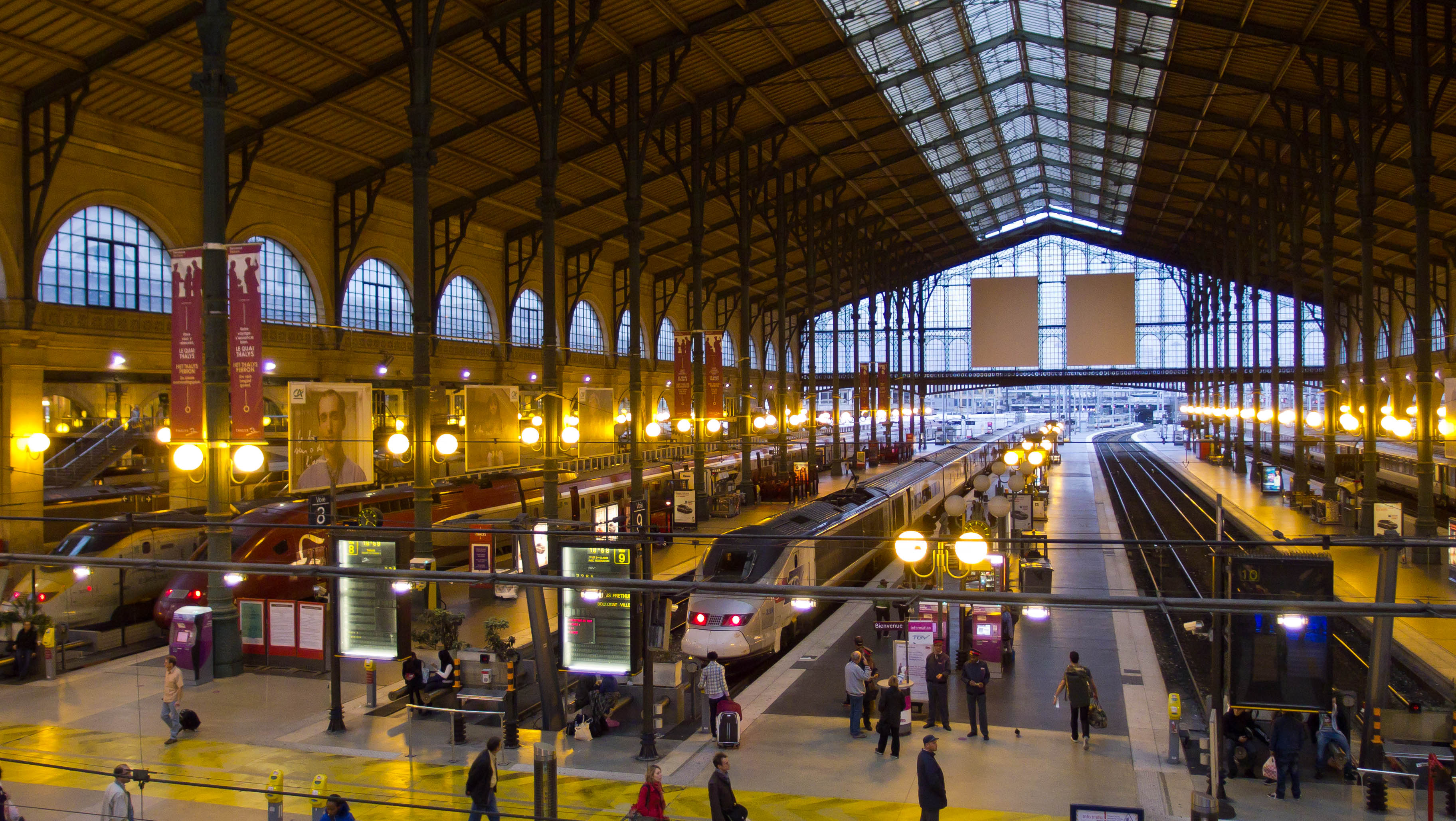
Gara Gare du Nord este cea mai aglomerată din Europa.

Paris este un important nod de transport feroviar, rutier și aerian. Île-de-France Mobilités (IDFM), anterior Syndicat des transports d'Île-de-France (STIF) și înainte de aceasta Syndicat des transports parisiens (STP), supraveghează rețeaua de transport în regiune. Sindicatul coordonează transportul public și îl contractează către RATP (care operează 347 de linii de autobuz, metroul, opt linii de tramvai și secțiuni ale RER), SNCF (care operează trenurile de navetă, o linie de tramvai și alte secțiuni ale RER) și consorțiul Optile de operatori privați care gestionează 1.176 de linii de autobuz.
Parisul are unul dintre cele mai durabile sisteme de transport din lume și este unul dintre cele două orașe care au primit de două ori premiul Sustainable Transport Award (în 2008, 2023). Al doilea este Bogota. În anii 2022-2023, 53,3% dintre călătoriile în oraș au fost făcute pe jos, 30% cu transportul public, 11,2% cu bicicleta și 4,3% cu mașina. Benzile pentru biciclete sunt dublate, în timp ce sunt create stimulente pentru mașinile electrice. Capitala franceză interzice cele mai poluante automobile din districtele cheie.

### Căile ferate

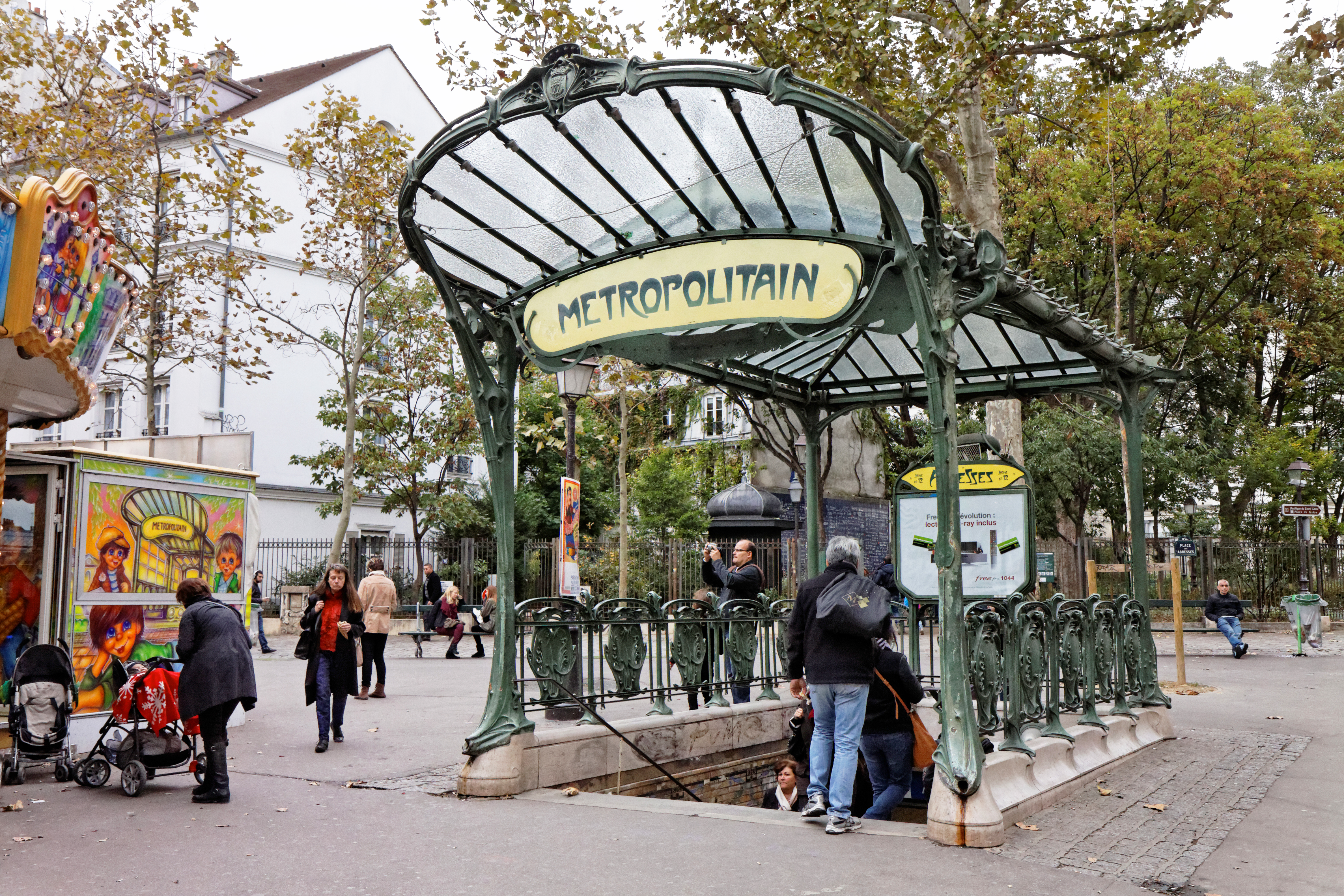
Metroul Paris este cea mai aglomerată rețea de metrou din Uniunea Europeană.

Un centru principal al rețelei feroviare naționale, cele șase mari gări ale Parisului (Gara de nord, Gara de Est (Paris), Gare de Lyon, Gare d'Austerlitz, Gara Paris-Montparnasse, Gare Saint-Lazare) și una mai mică (Gare de Bercy) sunt conectate la trei rețele: linii feroviare de mare viteză (TGV, Eurostar, Intercity Express, Frecciarossa), trenuri la viteze normale (Intercités, Intercités de nuit, Nightjet, TER), și trenuri de navetă (Transilien). Transilien este rețeaua de trenuri de navetă care deservește regiunea pariziană prin 8 linii, 392 de stații și 1.294 km (804,1 mile) de șine.
De la inaugurarea primei sale linii în 1900, rețeaua de metrou a Parisului a devenit cel mai folosit sistem de transport local al orașului; astăzi transportă aproximativ 5,23 de milioane de pasageri zilnic, prin 16 linii, 314 stații (397 opriri) și 232,3 km (144,3 mile) de șine. Peste acesta se suprapune o "rețea expres regională", RER, a cărei cinci linii, 257 de opriri și 587 km (365 mile) de șine conectează Parisul cu părți mai îndepărtate ale zonei urbane. Cu peste 1,4 milioane de pasageri pe zi, RER A este cea mai aglomerată linie de metrou din Europa. În plus, regiunea pariziană este deservită de o rețea de tramvaie. Deschisă din 1992 pentru prima sa linie, în prezent sunt în funcțiune paisprezece linii. Rețeaua are o lungime de 186,6 kilometri (115,9 mile) cu 278 de stații.

### Transport aerian

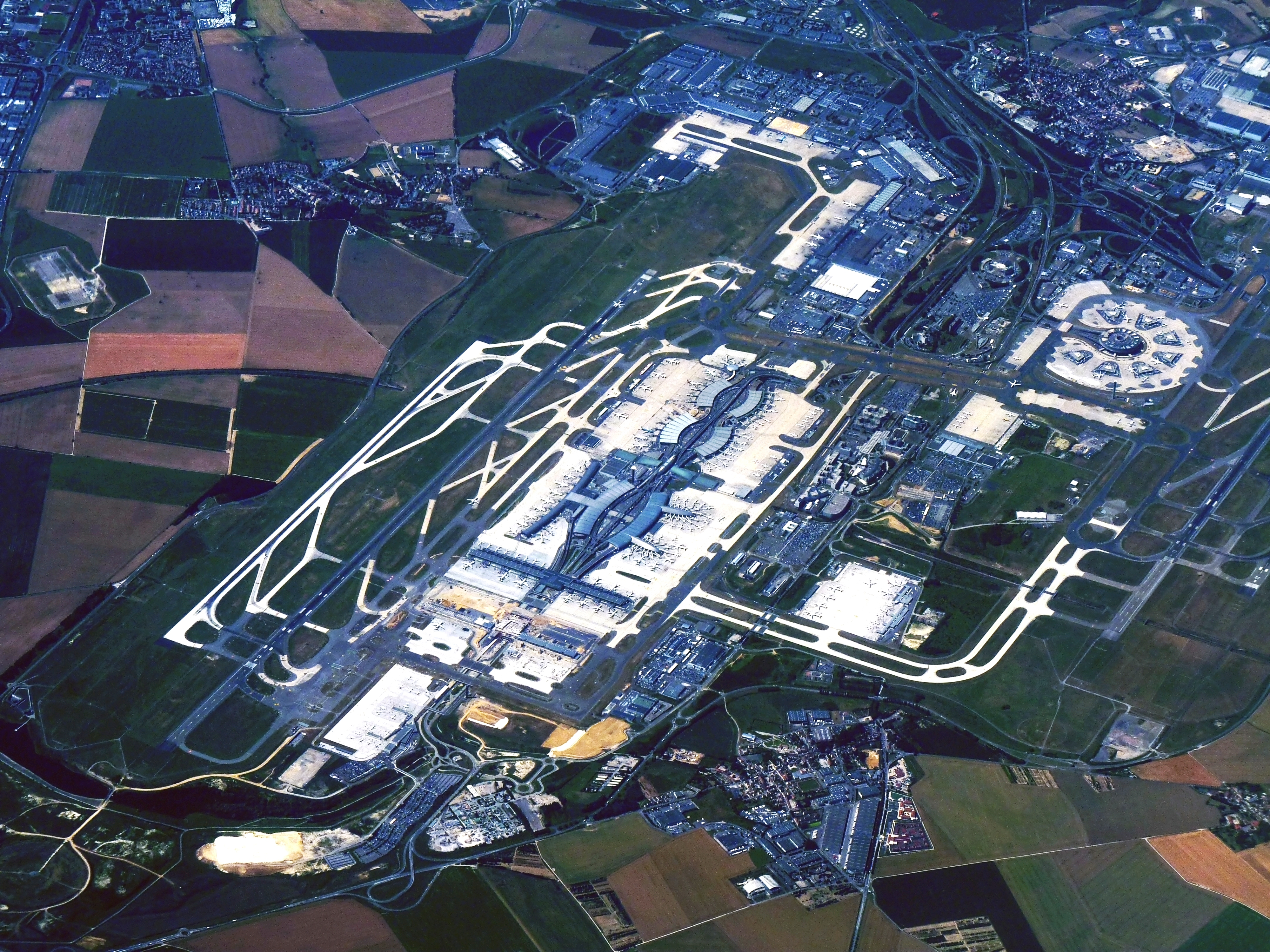
În 2020, Aeroportul Charles de Gaulle a fost cel mai aglomerat aeroport din Europa și al optulea cel mai aglomerat aeroport din lume.

Paris este un important centru internațional de transport aerian, având al cincilea cel mai aglomerat sistem de aeroporturi din lume. Orașul este deservit de trei aeroporturi internaționale comerciale: Aeroportul Charles de Gaulle, Aeroportul Orly și Aeroportul Beauvais–Tillé. Împreună, aceste trei aeroporturi au înregistrat un trafic de 112 milioane de pasageri în 2019. Există și un aeroport de aviație generală, Aeroportul Paris–Le Bourget, istoric primul aeroport parizian și cel mai apropiat de centrul orașului, care este acum folosit doar pentru zboruri de afaceri private și spectacole aeriene. Aeroportul Charles de Gaulle, situat la marginea suburbiilor nordice ale Parisului, a fost deschis traficului comercial în 1974 și a devenit cel mai aglomerat aeroport parizian în 1993. În 2017, a fost al cincilea cel mai aglomerat aeroport din lume în ceea ce privește traficul internațional și este hub-ul companiei aeriene naționale Air France. Aeroportul Beauvais-Tillé, situat la 69 km (43 mile) nord de centrul orașului Paris, este folosit de companiile aeriene charter și de transportatori low-cost.

### Autostrăzi

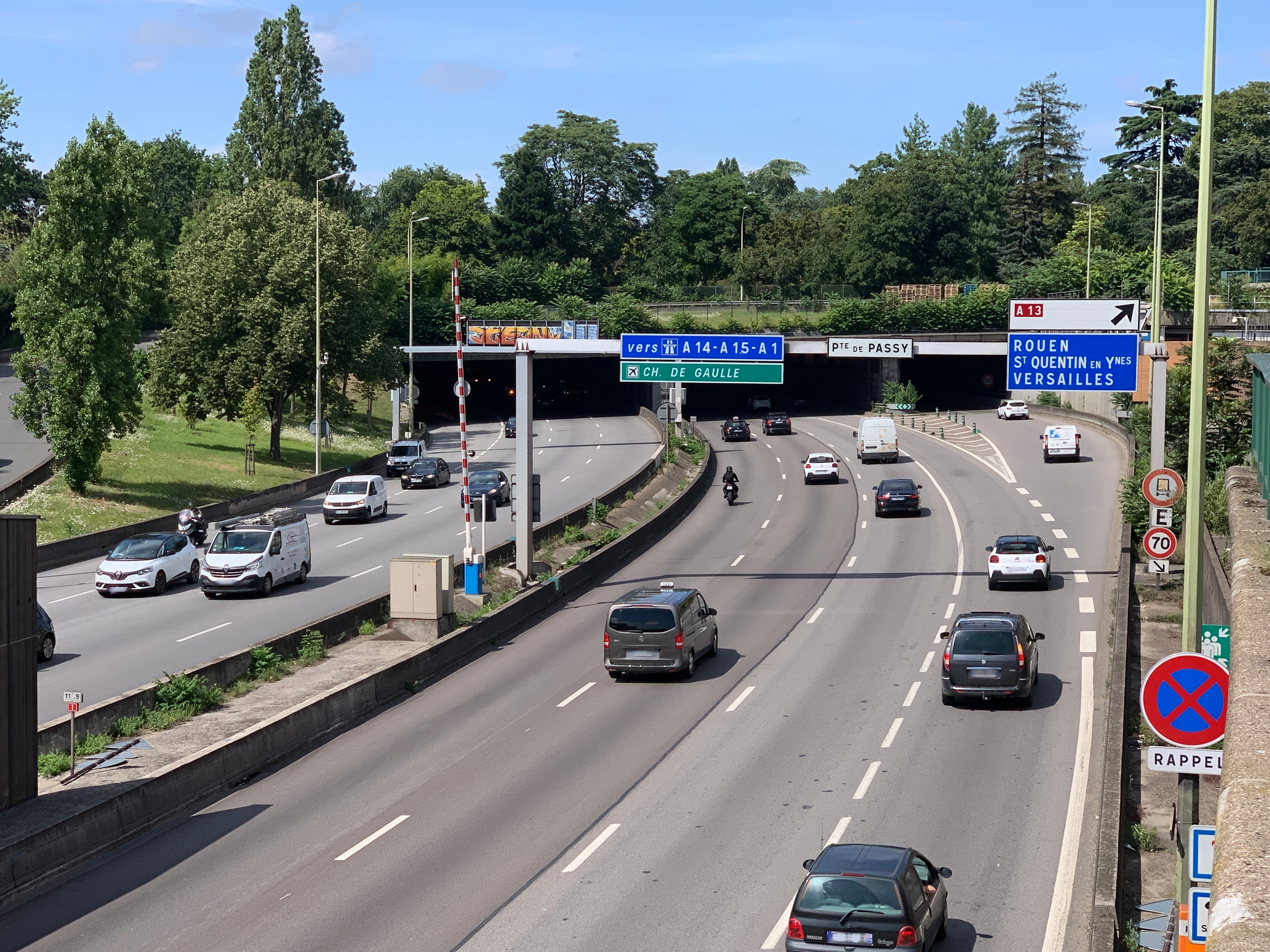
Bulevardul Périphérique.

Orașul este și cel mai important nod al rețelei de autostrăzi din Franța și este înconjurat de trei autostrăzi orbitale: Périphérique, care urmează traseul aproximativ al fortificațiilor din secolul al XIX-lea în jurul Parisului, autostrada A86 în suburbiile interioare și, în cele din urmă, autostrada Francilienne în suburbiile exterioare. Parisul are o rețea extinsă de drumuri cu peste 2.000 km (1.243 mi) de autostrăzi și drumuri expres.

### Căi navigabile
Regiunea Parisului este cea mai activă zonă de transport maritim din Franța, iar cea mai mare parte a încărcăturii este manipulată de Porturile Parisului în facilitățile situate în jurul Parisului. Râurile Loire, Rin, Ron, Meuse și Scheldt pot fi accesate prin canale care se conectează cu Sena, printre care Canalul Saint-Martin, Canalul Saint-Denis și Canalul de l'Ourcq.

### Ciclism

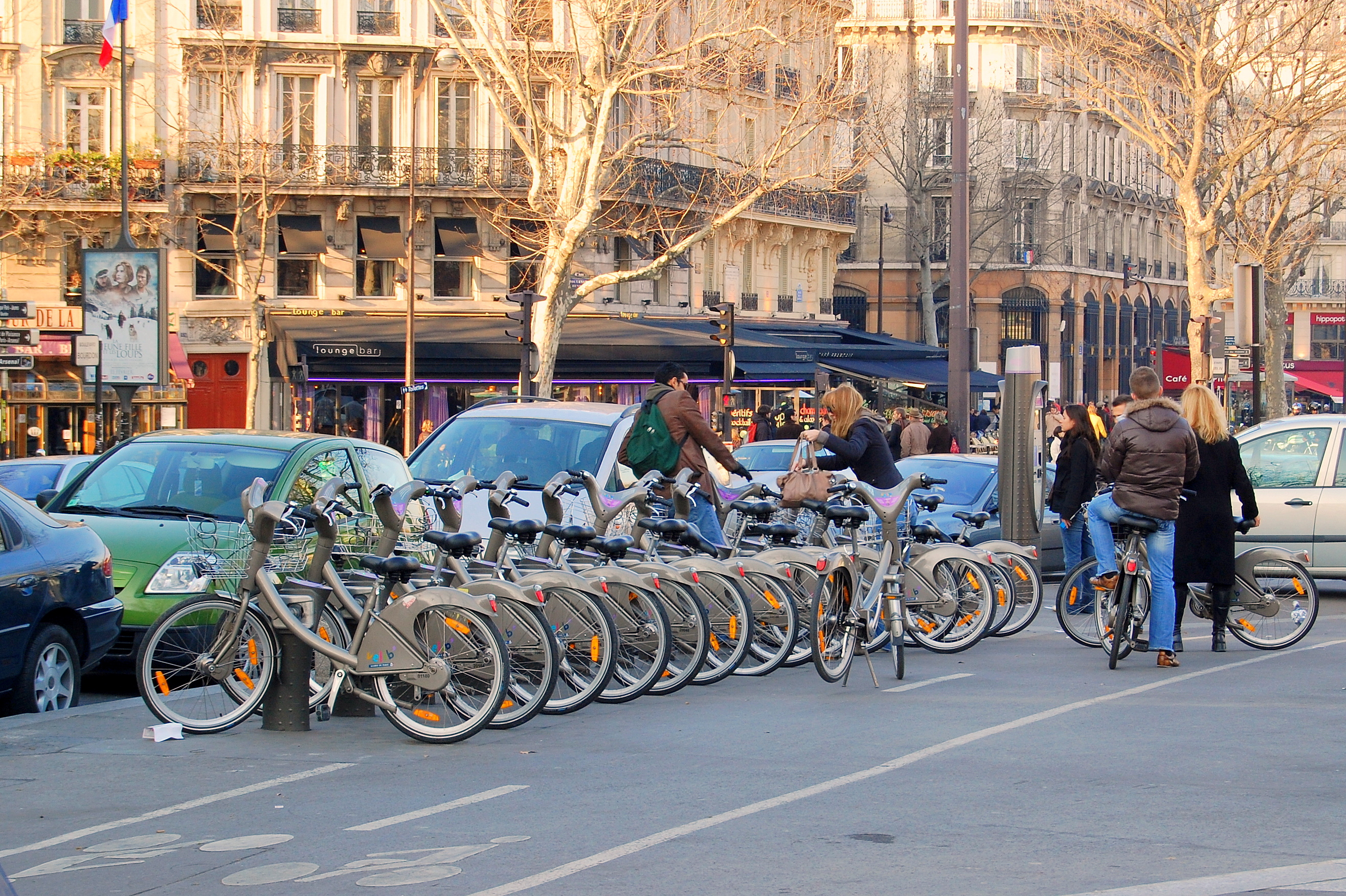
Infrastructura bicicletelor din Paris.

În Paris există 440 km (270 mi) de piste pentru biciclete și rute. Acestea includ piste cyclable (benzi pentru biciclete separate de restul traficului prin bariere fizice) și bande cyclable (o bandă pentru biciclete marcată printr-un traseu pictat pe drum). Aproximativ 29 km (18 mi) de benzi de autobuz marcate special sunt libere pentru a fi folosite de cicliști, cu o barieră de protecție împotriva încălcărilor de către vehicule. Cicliștii au, de asemenea, dreptul să circule în ambele direcții pe anumite străzi cu sens unic. Parisul oferă un sistem de împărțire a bicicletelor numit Vélib', cu peste 20.000 de biciclete publice distribuite la 1.800 de stații de parcare.

### Electricitate
Electricitatea este furnizată în Paris printr-o rețea periferică alimentată din surse multiple. În 2012, aproximativ 50% din electricitatea generată în Île-de-France provenea din centrale de cogenerare; alte surse de energie includeau energia termică (35%), incinerarea deșeurilor (9% - împreună cu centralele de cogenerare, acestea furnizează orașul cu căldură), gazul metan (5%), hidraulica (1%), energia solară (0,1%) și o cantitate neglijabilă de energie eoliană. O cincime din încălzirea urbană a orașului provine dintr-o centrală din Saint-Ouen-sur-Seine, care arde un amestec 50/50 de cărbune și pelete de lemn.

### Apă și canalizare

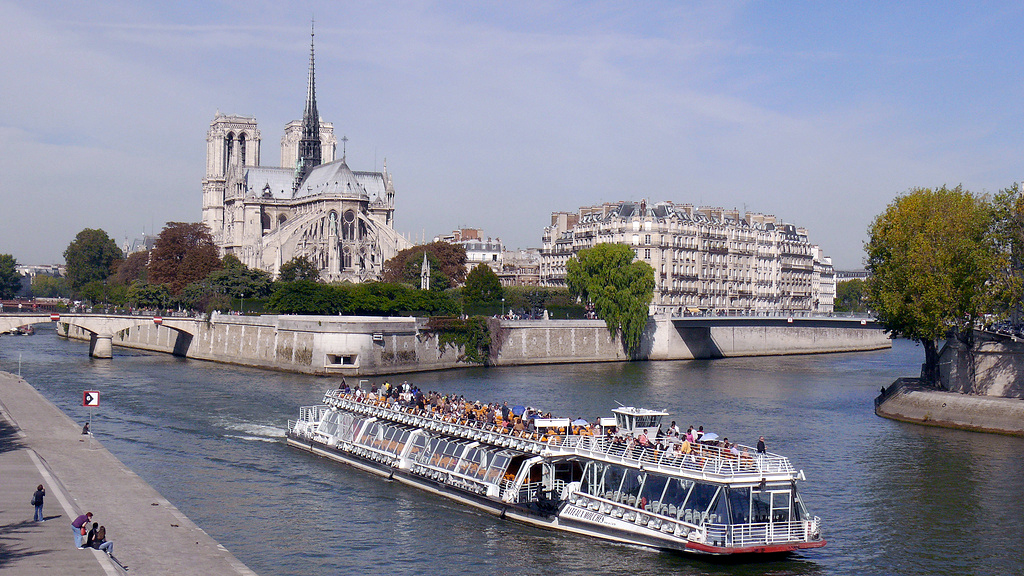
Vedere la Sena.

Paris în istoria sa timpurie avea doar râurile Sena și Bièvre pentru apă. Începând din 1809, Canalul de l'Ourcq a furnizat Parisului apă din râuri mai puțin poluate din nord-estul capitalei. Începând din 1857, inginerul civil Eugène Belgrand, sub conducerea lui Napoleon al III-lea, a supervizat construcția unei serii de noi acueducte care aduceau apă din locații din jurul orașului către mai multe rezervoare. De atunci înainte, noul sistem de rezervoare a devenit principala sursă de apă potabilă a Parisului, iar resturile vechiului sistem, pompate în nivelele inferioare ale acelorași rezervoare, au fost folosite de atunci pentru curățarea străzilor Parisului. Acest sistem reprezintă încă o parte importantă a rețelei de alimentare cu apă a Parisului. Astăzi, Parisul are peste 2.400 km (1.491 mi) de canale de canalizare subterane.
Poluarea aerului în Paris, din punctul de vedere al particulelor (PM10), este cea mai ridicată din Franța, cu 38 μg/m3. Din punctul de vedere al poluării cu dioxid de azot, Parisul are unul dintre cele mai ridicate niveluri din UE.

### Parcuri și grădini

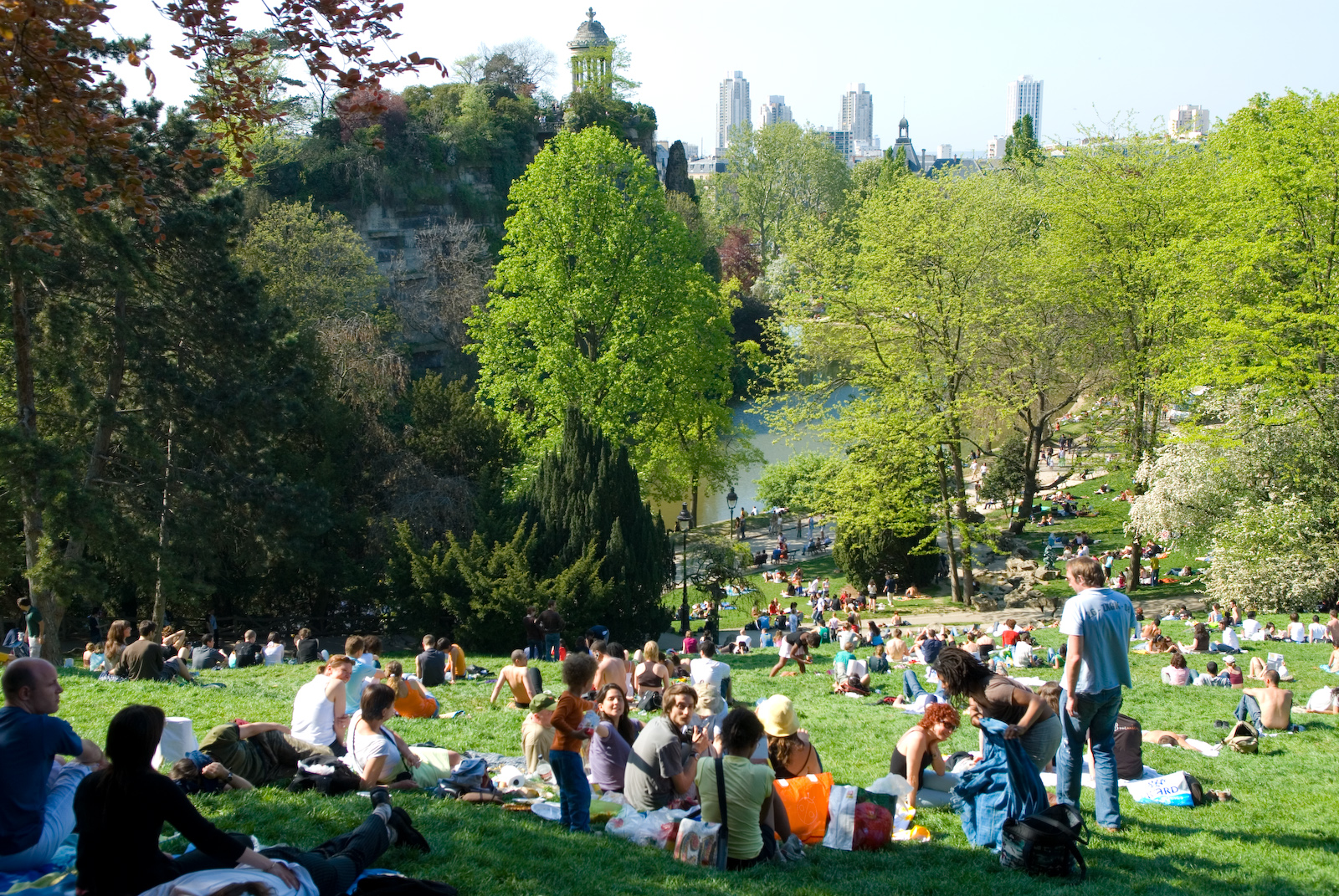
Gazonul Parc des Buttes-Chaumont într-o zi însorită.

Parisul astăzi are peste 421 de parcuri și grădini municipale, acoperind mai mult de 3.000 de hectare și conținând peste 250.000 de arbori. Două dintre cele mai vechi și mai faimoase grădini din Paris sunt Grădina Tuileries (creată în 1564 pentru Palatul Tuileries și reamenajată de André Le Nôtre între 1664 și 1672) și Grădina Luxemburg, pentru Palatul Luxembourg, construit pentru Marie de' Medici în 1612, care astăzi adăpostește Senatul. Grădina des Plantes a fost primul grădină botanică din Paris, creată în 1626.

Între 1853 și 1870, împăratul Napoleon al III-lea al Franței și primul director al parcurilor și grădinilor orașului, Jean-Charles Adolphe Alphand, au creat Bois de Boulogne, Bois de Vincennes, Parc Montsouris și Parc des Buttes-Chaumont, amplasate la cele patru puncte cardinale în jurul orașului, precum și multe parcuri mai mici, piețe și grădini în cartierele Parisului. Din 1977, orașul a creat 166 de parcuri noi, cel mai notabil fiind Parc de la Villette (1987), Parc André Citroën (1992), Parc de Bercy (1997) și Parc Clichy-Batignolles (2007). Unul dintre cele mai noi parcuri, Promenade des Berges de la Seine (2013), construit pe o fostă autostradă de pe malul stâng al Senei între Pont de l'Alma și Musée d'Orsay, are grădini plutitoare.

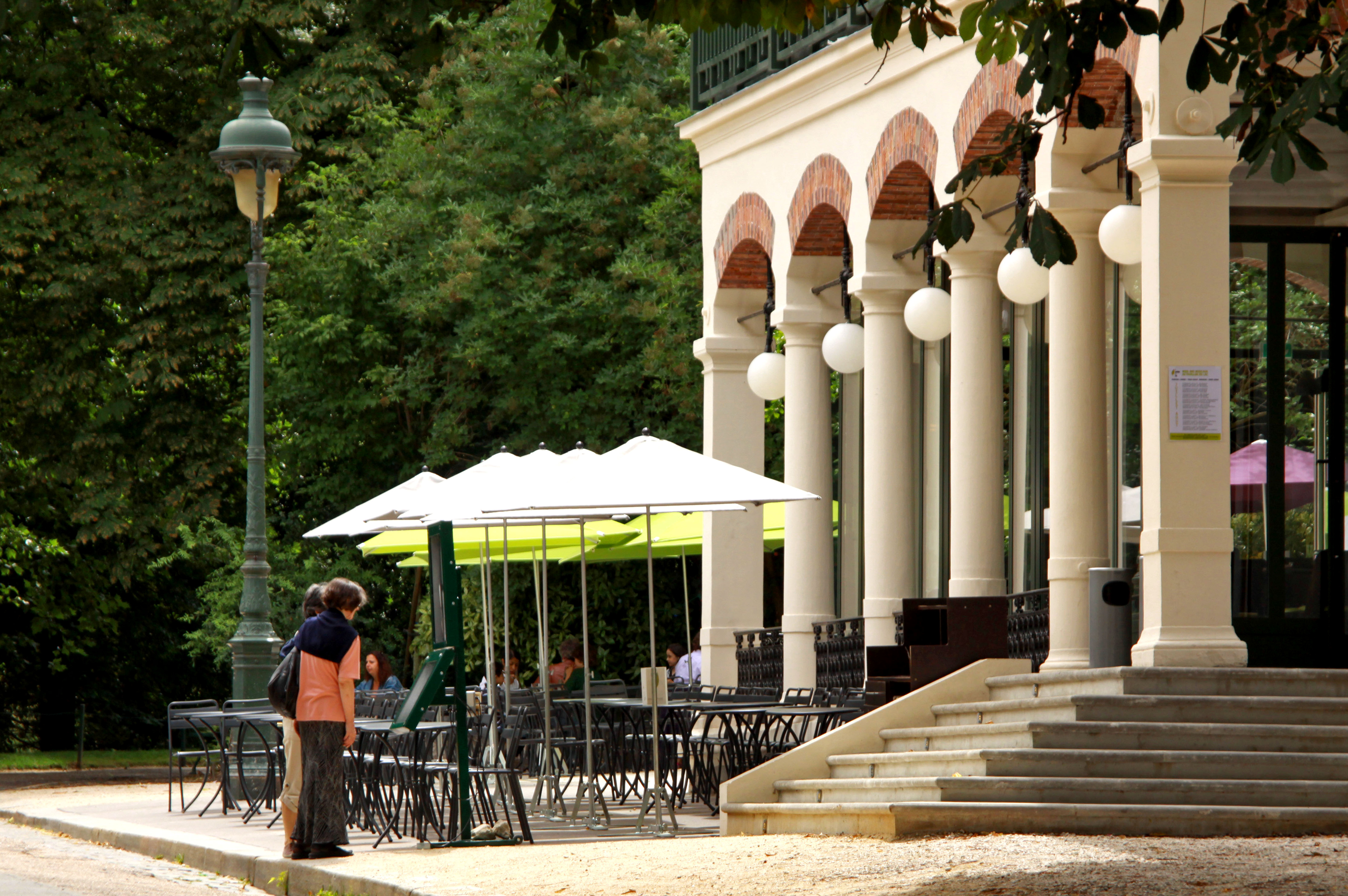
Parcul Buttes-Chaumont.
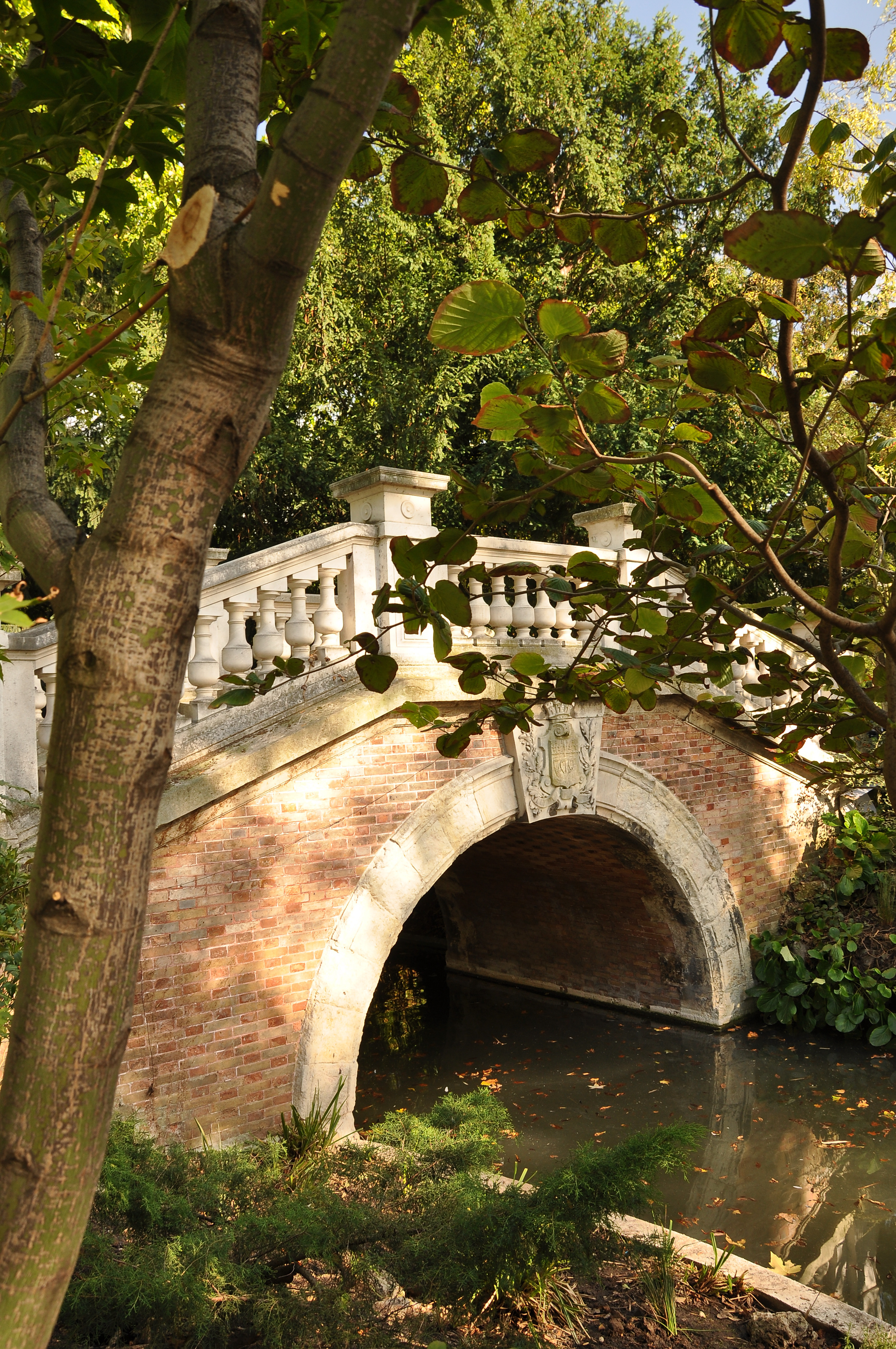
Parcul Monceau
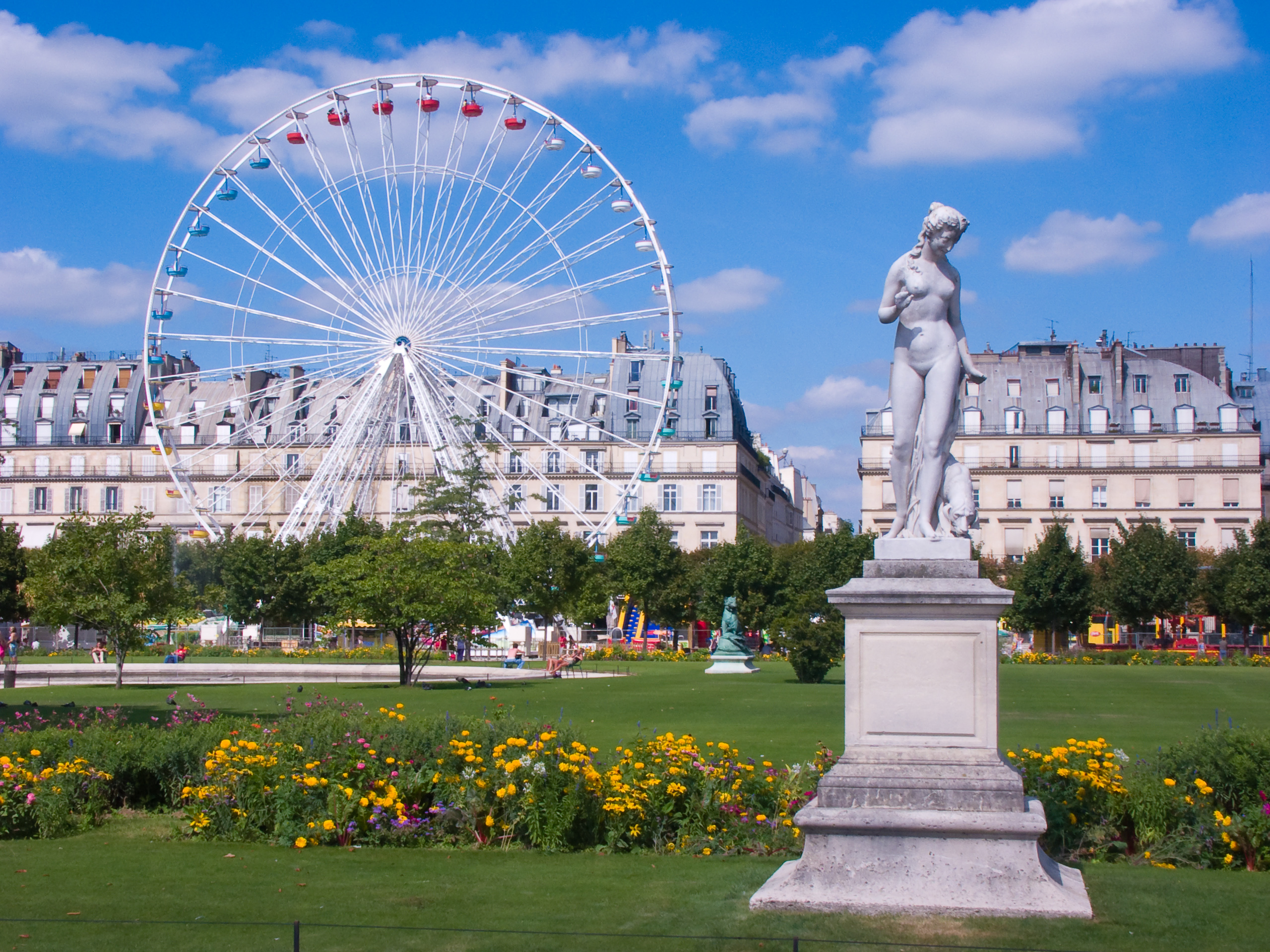
Gradina Tuileries.
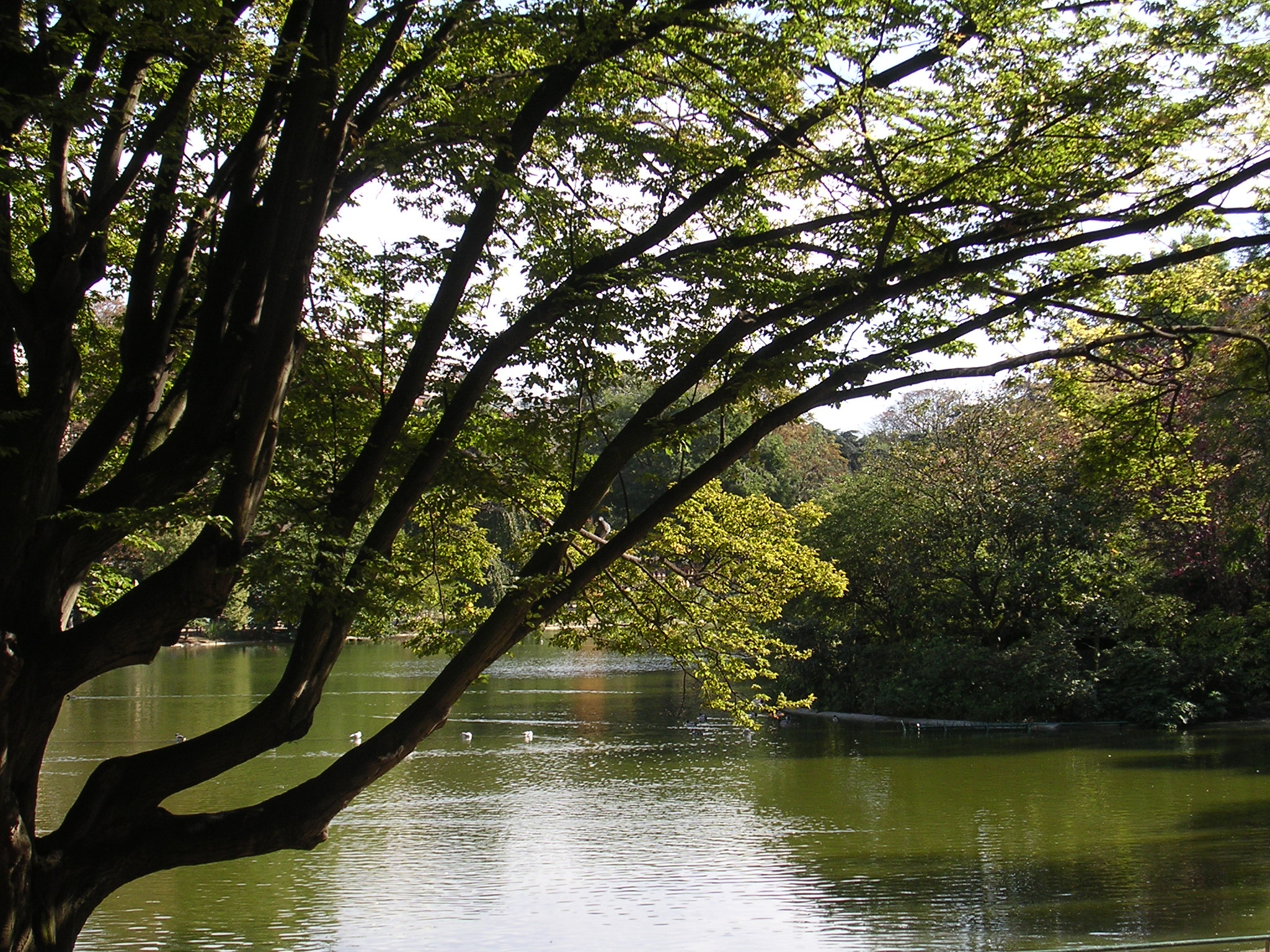
Parcul Montsouris.
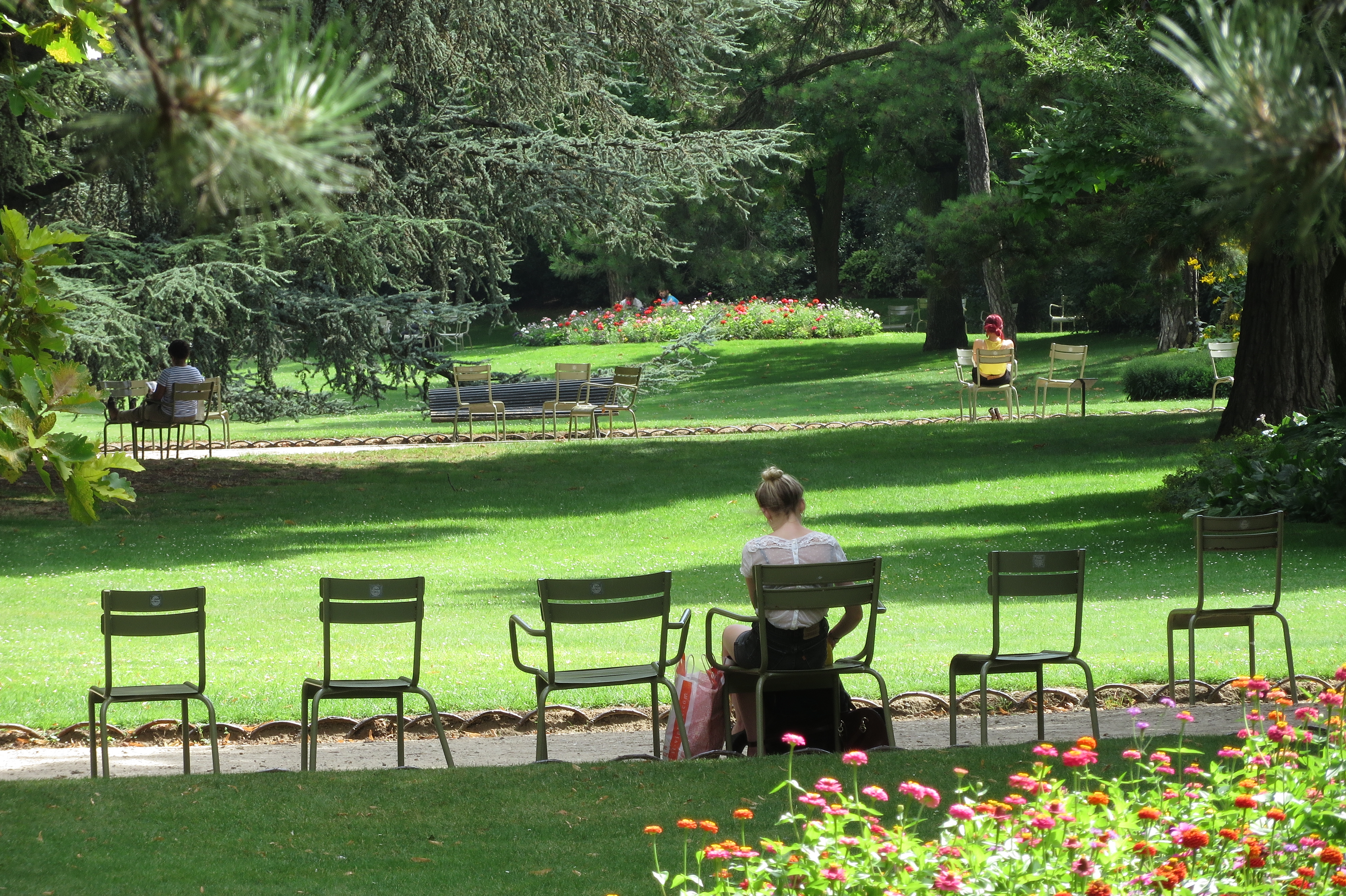
Grădina Luxemburgului.

### Cimitire

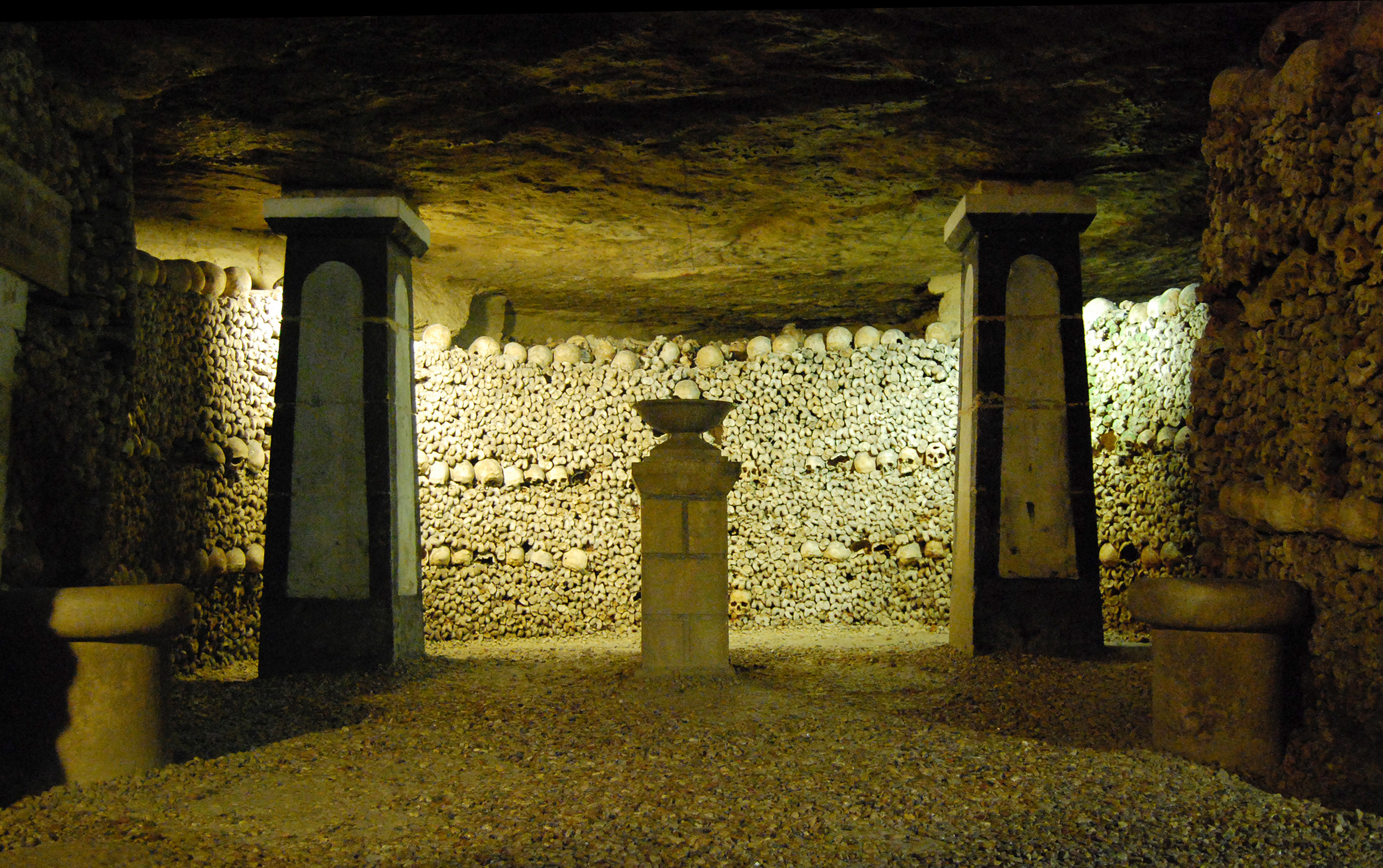
Catacombele din Paris dețin rămășițele a aproximativ 6 milioane de oameni.

În perioada romană, principalul cimitir al orașului era situat la marginea așezării de pe malul stâng al Senei, dar acest lucru s-a schimbat odată cu apariția creștinismului catolic, când aproape fiecare biserică din oraș avea cimitire adiacente destinate utilizării de către parohiile lor. Odată cu creșterea Parisului, multe dintre acestea, în special cel mai mare cimitir al orașului, Cimitirul Sfântului Inocent, au fost umplute cu desăvârșire. Când înmormântările în oraș au fost interzise începând cu anul 1786, conținutul tuturor cimitirelor parohiale din Paris a fost transferat într-o secțiune renovată a carierelor de piatră ale Parisului, astăzi denumită Place Denfert-Rochereau în arondismentul 14.

După o creație tentativă a mai multor cimitire suburbane mai mici, prefectul Nicholas Frochot, sub Napoleon Bonaparte, a furnizat o soluție mai definitivă prin crearea a trei cimitire masive în afara limitelor orașului. Deschise din 1804, acestea au fost cimitirele Père Lachaise, Montmartre, Montparnasse și mai târziu Passy. Noi cimitire suburbane au fost create la începutul secolului al XX-lea: Cele mai mari dintre acestea sunt Cimitirul Parisien de Saint-Ouen, Cimitirul Parisien de Pantin (cunoscut și sub numele de Cimitirul Parisien de Pantin-Bobigny), Cimitirul Parisien d'Ivry și Cimitirul Parisien de Bagneux. Printre persoanele celebre înmormântate în cimitirele pariziene se numără Oscar Wilde, Frédéric Chopin, Jim Morrison, Édith Piaf și Serge Gainsbourg.

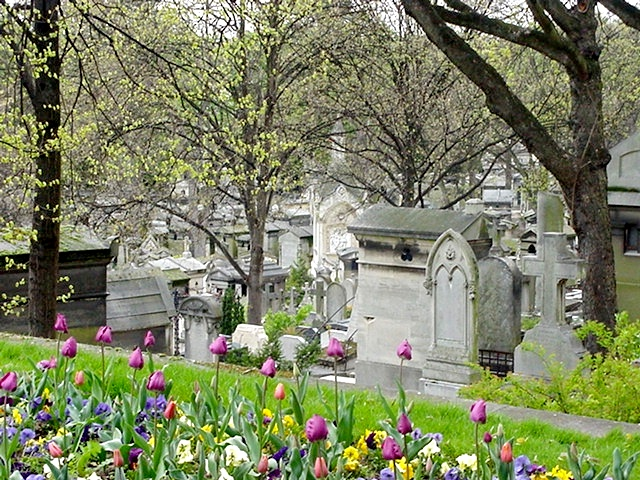
Cimitirul Pere Lachaise.
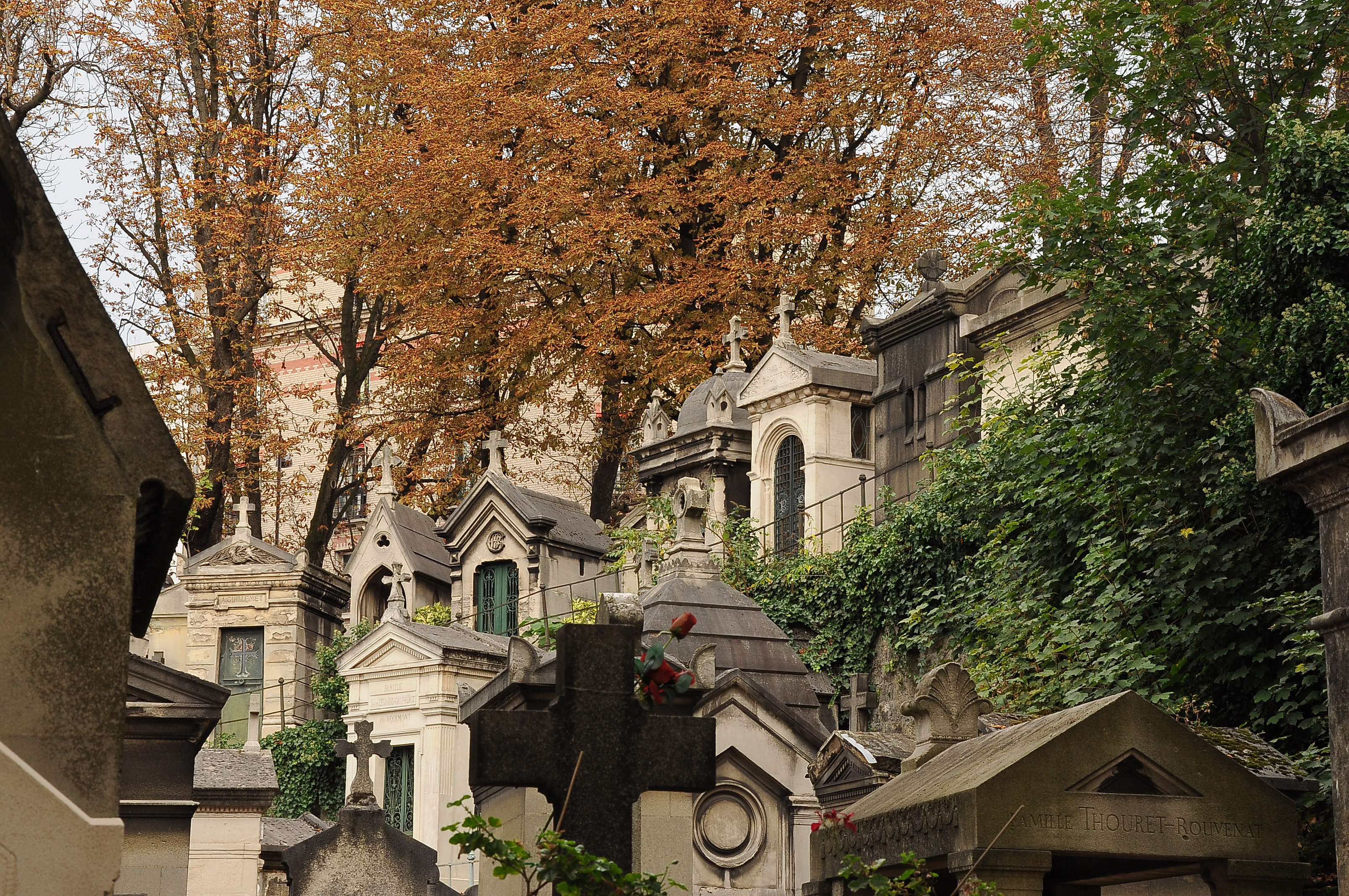
Cimitirul Montmartre
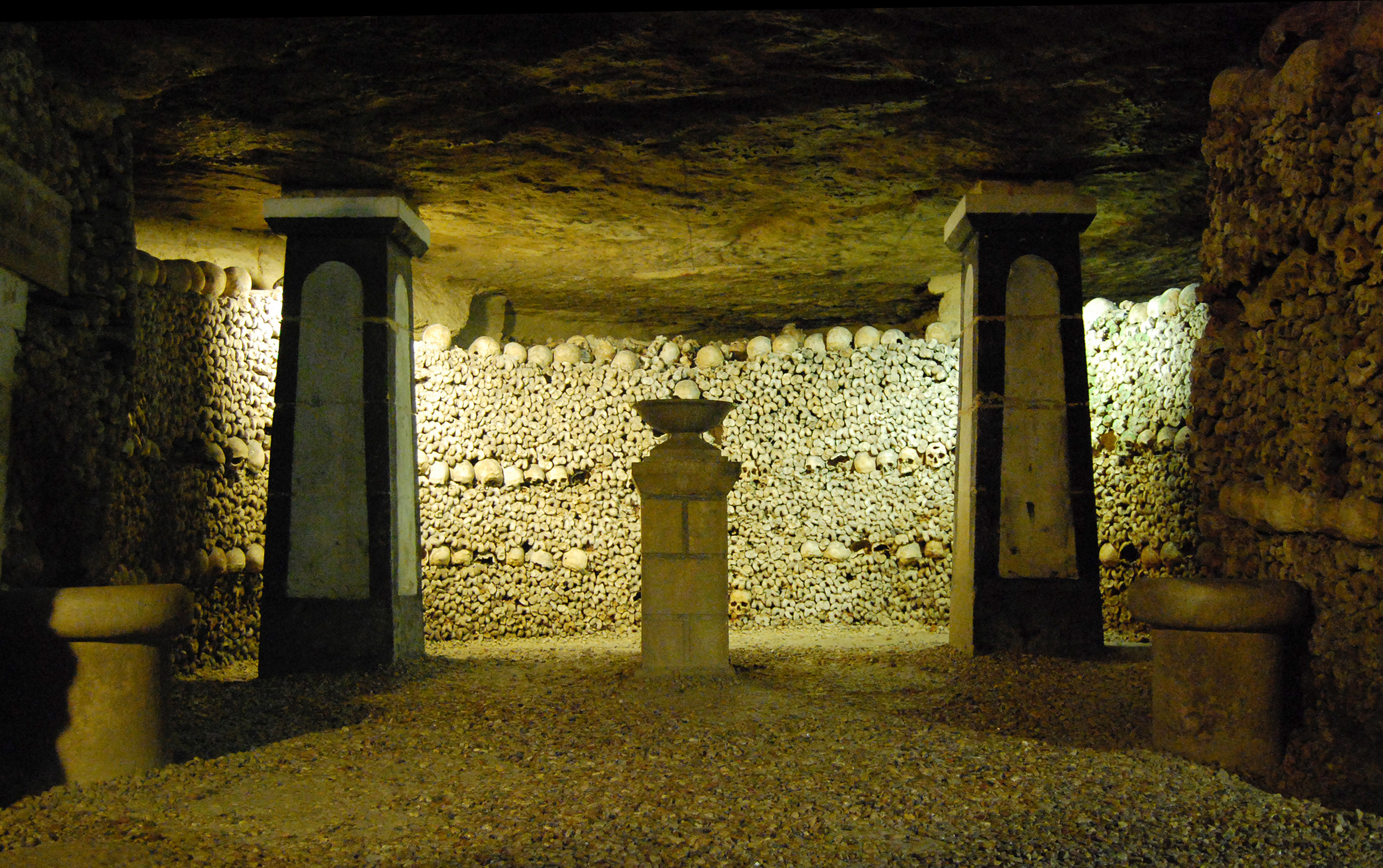
Catacombele din Paris.
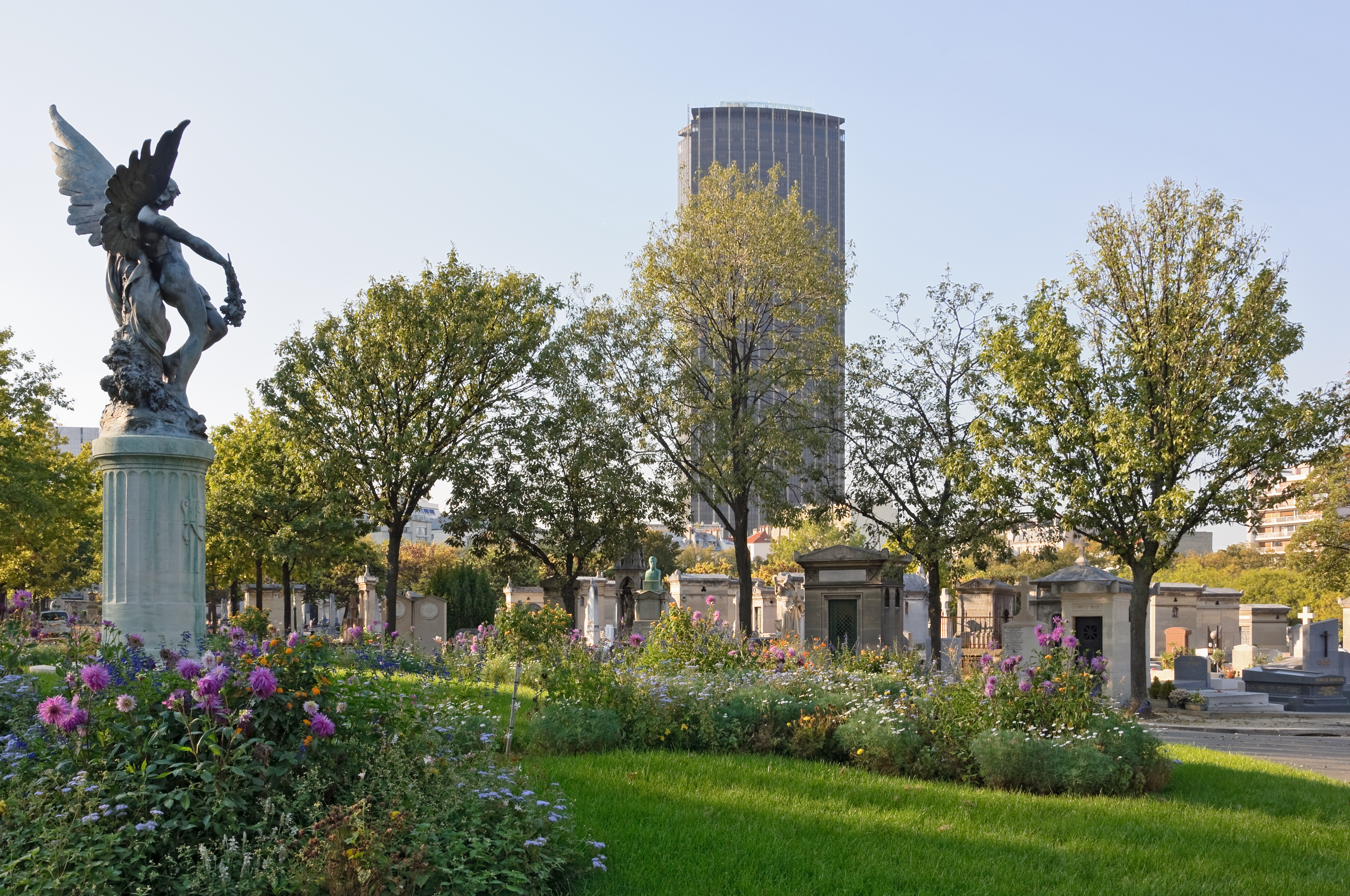
Cimitirul Montparnasse
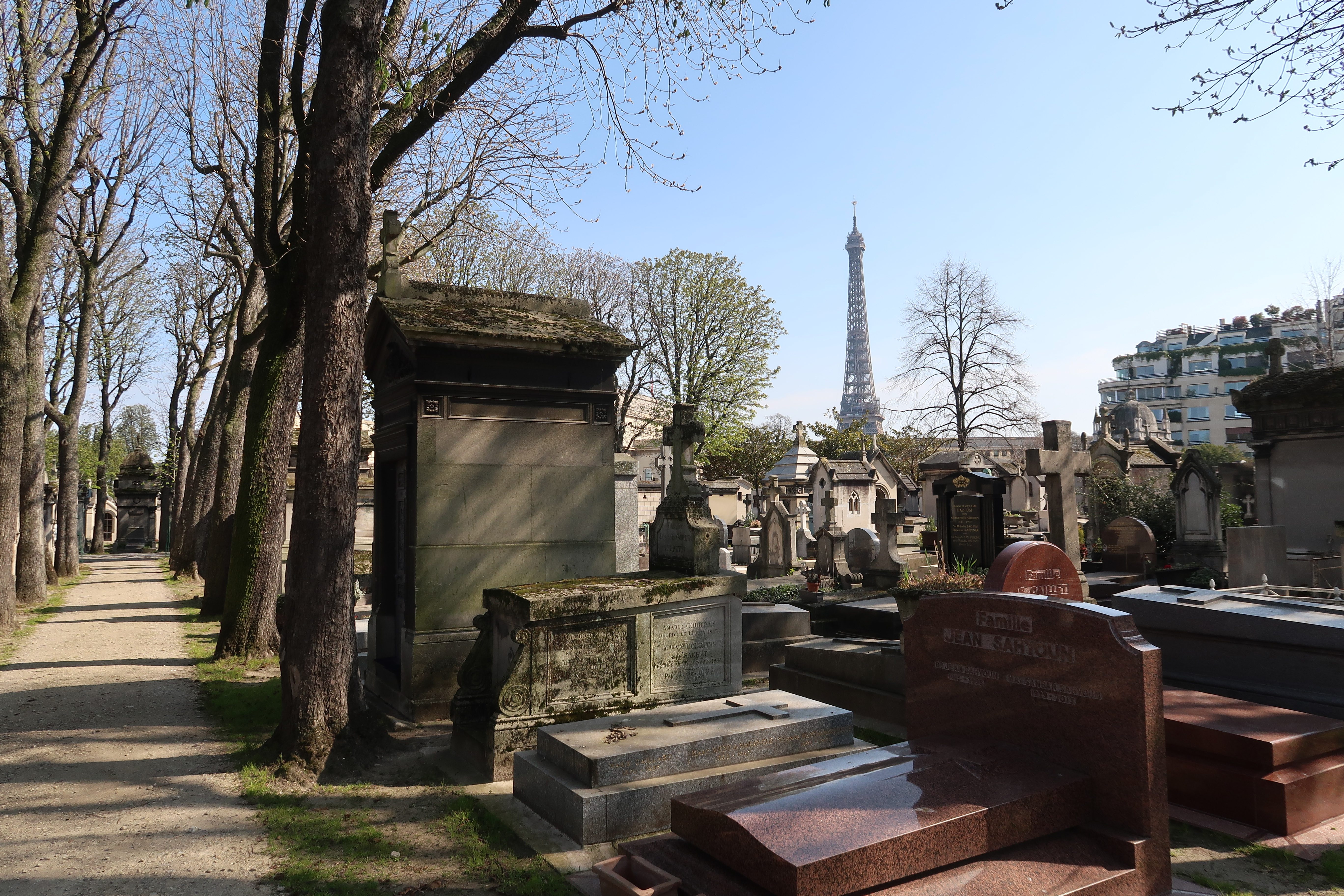
Cimitirul Passy.

### Educație

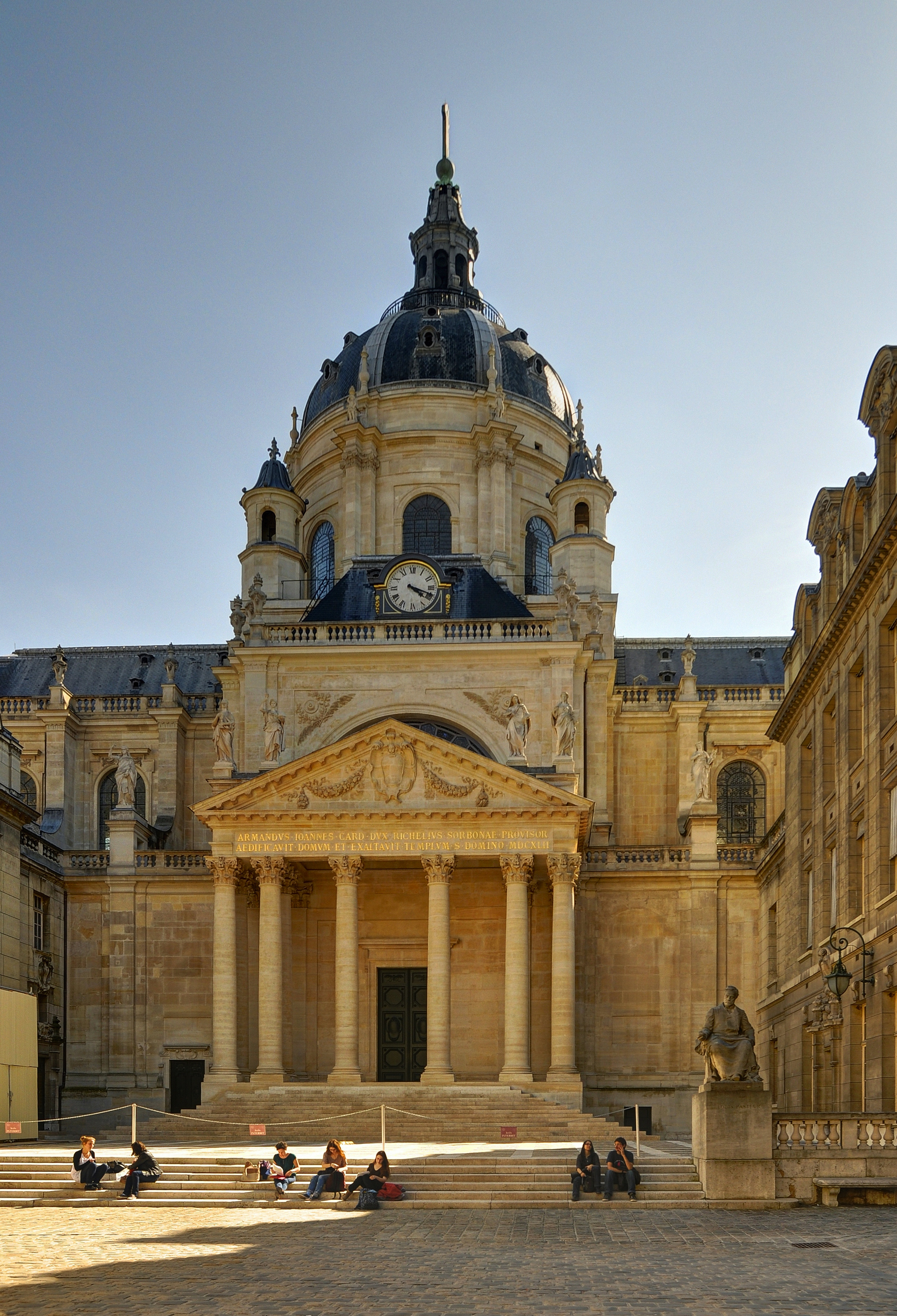
Universitatea Sorbona

Paris este departamentul cu cea mai mare proporție de persoane foarte educate. În 2009, aproximativ 40% dintre locuitorii Parisului dețineau un diplomă de licență sau mai înaltă, cea mai mare proporție din Franța, în timp ce 13% nu au diplomă, cea de-a treia cea mai mică proporție din Franța. Educația în Paris și în regiunea Île-de-France angajează aproximativ 330.000 de persoane, dintre care 170.000 sunt profesori, predând aproximativ 2,9 milioane de elevi în aproximativ 9.000 de școli și instituții de învățământ primar, secundar și superior.
Universitatea din Paris, înființată în secolul al XII-lea, este adesea numită Sorbona după unul dintre colegiile sale medievale originale. A fost divizată în treisprezece universități autonome în 1970, în urma demonstrațiilor studențești din 1968. Cele mai multe dintre campusuri sunt astăzi în Cartierul Latin, unde se afla vechea universitate, în timp ce altele sunt răspândite în întreg orașul și suburbiile.
Regiunea Parisului găzduiește cea mai mare concentrație de mari școli - 55 de centre specializate de învățământ superior în afara sau în interiorul structurii universitare publice. Universitățile publice prestigioase sunt de obicei considerate mari instituții. Majoritatea mărilor școli au fost mutate în suburbiile Parisului în anii 1960 și 1970, în campusuri noi mult mai mari decât vechile campusuri din aglomeratul oraș Paris, deși École Normale Supérieure, Universitatea PSL a rămas pe rue d'Ulm în arondismentul 5.
În 2024, Parisul este gazda unor universități prestigioase în domeniul științei și tehnologiei (Conservatoire national des arts et métiers, Institutul Politehnic din Paris, Universitatea Paris Cité, Universitatea Paris-Saclay, Universitatea Sorbona), științe politice (Sciences Po), management (HEC Paris, ESSEC Business School, ESCP Business School, INSEAD), precum și universități multidisciplinare (Universitatea Paris Sciences et Lettres).

### Sănătate

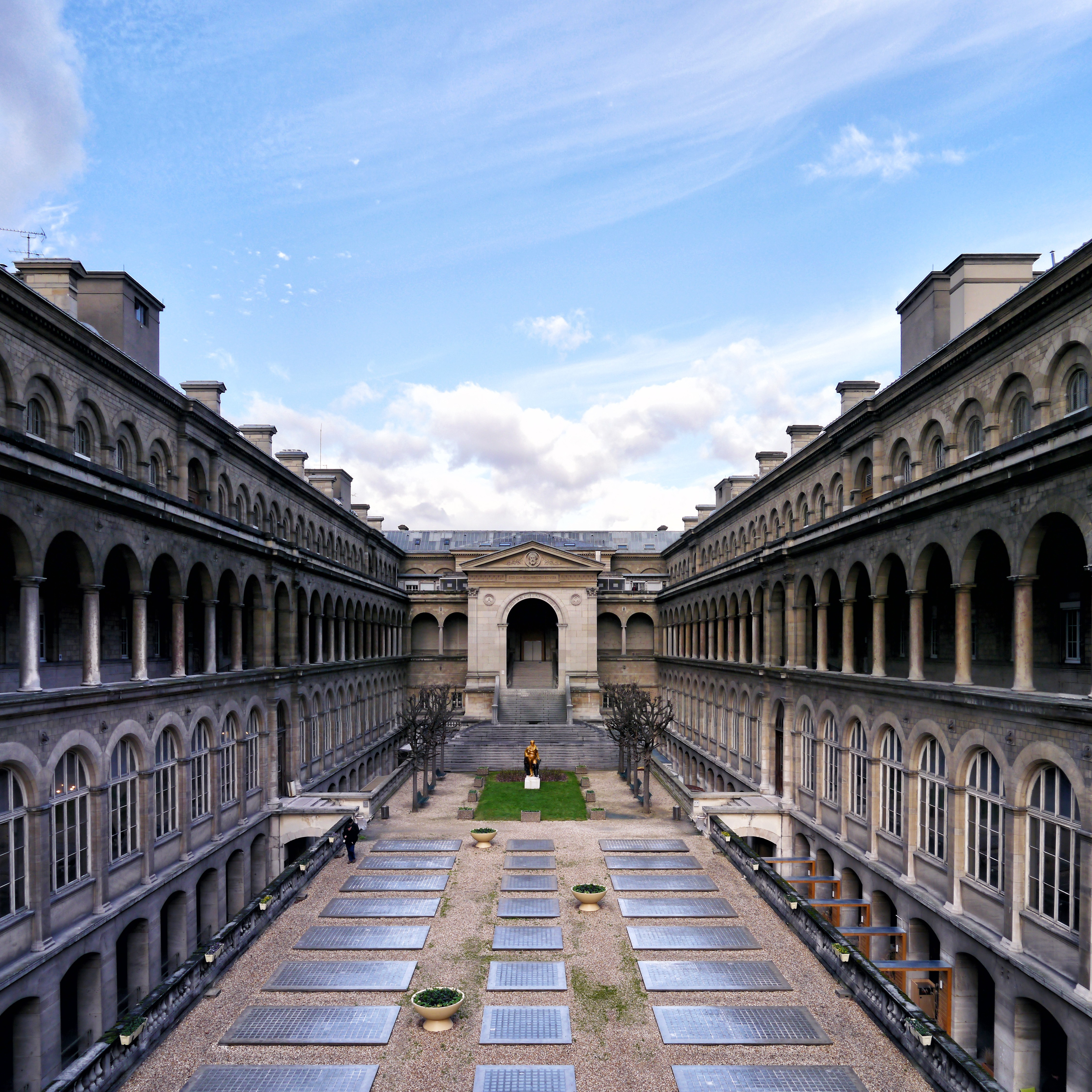
Hôtel-Dieu de Paris este cel mai vechi spital din oraș.

Asistența medicală și serviciul medical de urgență în orașul Paris și suburbiile sale sunt furnizate de Asistența publică - Spitalele din Paris (AP-HP), un sistem de spitale public care angajează mai mult de 90.000 de persoane (inclusiv practicanți, personal de suport și administratori) în 44 de spitale. Este cel mai mare sistem de spitale din Europa. Oferă asistență medicală, învățământ, cercetare, prevenire, educație și servicii medicale de urgență în 52 de ramuri de medicină. Spitalele primesc mai mult de 5,8 milioane de vizite anuale de pacienți.
Unul dintre cele mai notabile spitale este Hôtel-Dieu, fondat în 651, cel mai vechi spital din oraș și cel mai vechi încă funcțional din lume, deși clădirea actuală este rezultatul unei reconstrucții din 1877. Alte spitale includ Spitalul Pitié-Salpêtrière (unul dintre cele mai mari din Europa), Spitalul Cochin, Spitalul Bichat-Claude Bernard, Spitalul European Georges-Pompidou, Spitalul Bicêtre, Spitalul Beaujon, Institutul Curie, Spitalul Lariboisière, Spitalul Necker-Enfants Malades, Spitalul Saint-Louis, Spitalul de la Charité și Spitalul American din Paris.

## Relații internaționale

### Organizații internaționale
Organizația Națiunilor Unite pentru Educație, Știință și Cultură (UNESCO) își are sediul în Paris din noiembrie 1958. Parisul este, de asemenea, sediul Organizației pentru Cooperare și Dezvoltare Economică (OCDE). Parisul găzduiește sediul Agenției Spațiale Europene, Agenției Internaționale pentru Energie, Autoritatea Europeană pentru Valori și Piețe, precum și Autoritatea Bancară Europeană.